# Église Saint-Denis de Fresnoy-la-Rivière
L'église Saint-Denis est une église catholique paroissiale située à Fresnoy-la-Rivière, dans l'Oise, en France. Elle est presque entièrement issue de la reconstruction gothique flamboyante après la guerre de Cent Ans, au cours de la première moitié du XVIe siècle. Elle est pourtant loin d'être homogène. Le clocher en bâtière, d'une facture assez archaïque par rapport à l'époque, est l'un des rares exemplaires du XVIe siècle à présenter un double étage de beffroi. Il occupe l'angle sud-ouest de la nef. Celle-ci est précédée d'un porche bâti en dur de dimensions généreuses. La nef elle-même est de grande ampleur, et particulièrement large. Elle n'est pas voûtée, mais recouverte d'une belle charpente en carène renversée qui était lambrissée jusqu'à la dernière restauration. Au sud, un bas-côté pas non plus voûté accompagne la nef, mais ne commence qu'à l'est du clocher. La nef ouvre à la fois sur la croisée du transept et le croisillon nord, qui sont de largeur et de hauteur analogues, tandis que le bas-côté ouvre sur le croisillon sud, qui est moins large. C'est une autre spécificité de l'église. Mais elle est surtout réputée pour son double transept, qui aboutit sur une abside à cinq pans recouverte de deux voûtes séparées. Cet ensemble est d'une architecture recherchée. Les six voûtes du transept reposent au milieu sur deux minces piliers cylindriques. Le long des murs, leurs nervures descendent tout au contraire jusqu'au sol, ce qui est une marque de raffinement. Les réseaux des fenêtres sont soignés. Les voûtes de l'abside sont reçues sur des colonnettes uniques, dont les chapiteaux reflètent l'influence de la Renaissance. Il en va de même des réseaux des fenêtres. Deux baies de l'abside conservent des verrières antérieures à 1560, mais l'une n'est que l'assemblage de fragments, dont certains sont de grand intérêt. L'autre est un arbre de Jessé. L'église a été classée aux monuments historiques par arrêté du 10 janvier 1920, et a bénéficié d'une restauration partielle en 2014-2016. Fresnoy-la-Rivière est aujourd'hui affilié à la « paroisse de la vallée de l'Automne / paroisse Saint-Pierre » de Verberie, et les messes dominicales anticipées sont célébrées en l'église Saint-Denis chaque mois de septembre à avril un samedi à 17h15.

## Localisation

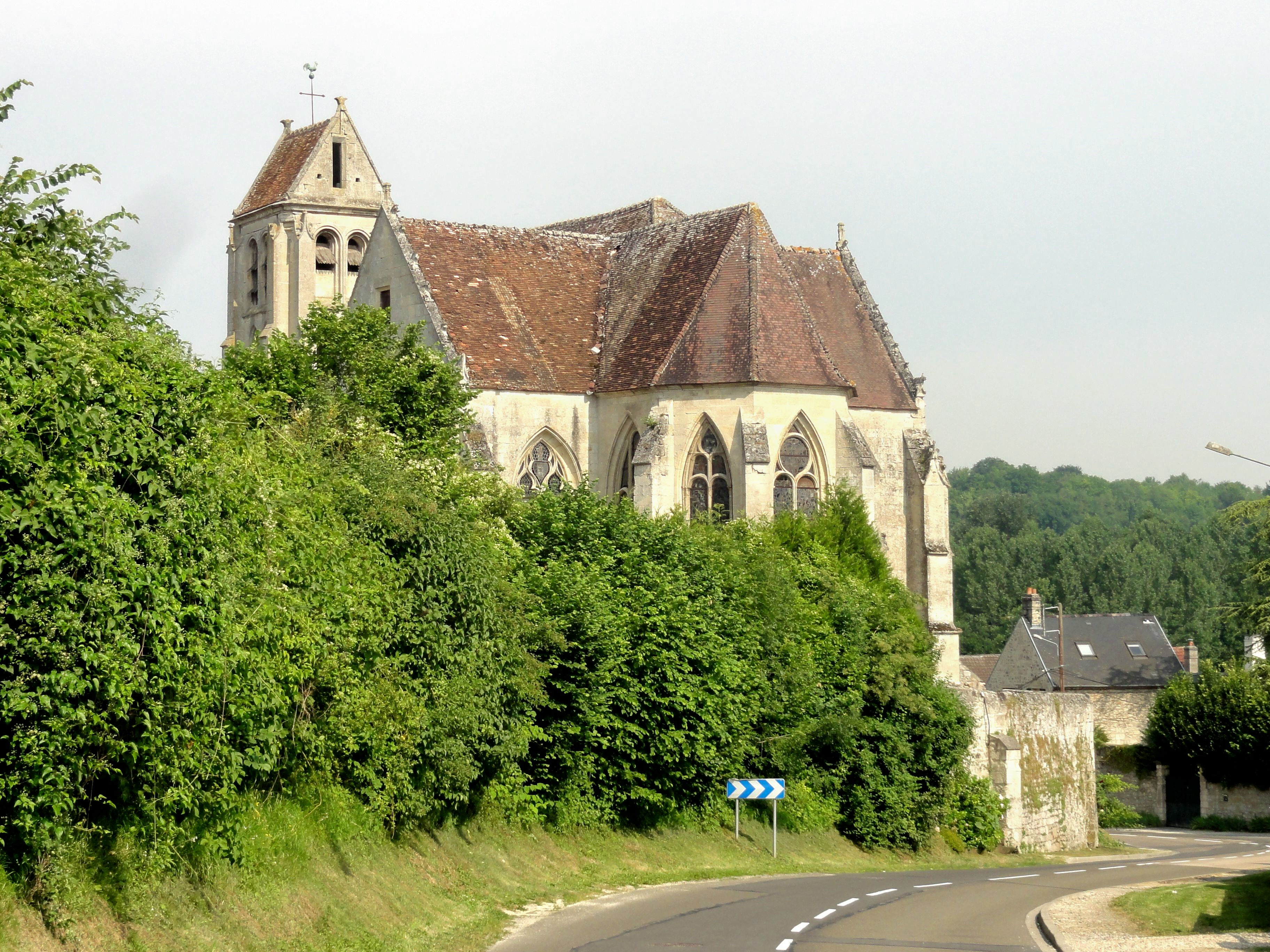
Vue depuis le sud-est, en arrivant depuis Crépy-en-Valois.

L'église Saint-Denis est située en France, en région Hauts-de-France et dans le département de l'Oise, au nord de Crépy-en-Valois, dans la vallée de l'Automne, sur la commune de Fresnoy-la-Rivière, à la limite sud sud du bourg, sur un tertre, rue du Valois (RD 335). En arrivant depuis Crépy-en-Valois, la route passe devant le chevet, qui la surplombe grâce à un mur de soutènement, puis dévie vers l'ouest, et descend en même temps vers le fond de la vallée. Elle ne donne pas directement accès à l'église. Depuis la bifurcation avec la rue de Flandre, au nord-est de l'église, il faut prendre un chemin en cul-de-sac, qui entreprend l'ascension de la butte tout en décrivant une boucle, longe l'élévation septentrionale de l'église, puis s'arrête. En arrivant depuis le centre du bourg, on peut couper le chemin grâce à un long escalier. Devant la façade occidentale, s'étend le jardin de l'ancien presbytère, qui est la seule maison contigüe à l'église, au sud-ouest. En traversant le porche devant la façade, on atteint le cimetière municipal, qui se situe au sud de l'église, et offre une vue d'ensemble de l'édifice.

## Historique

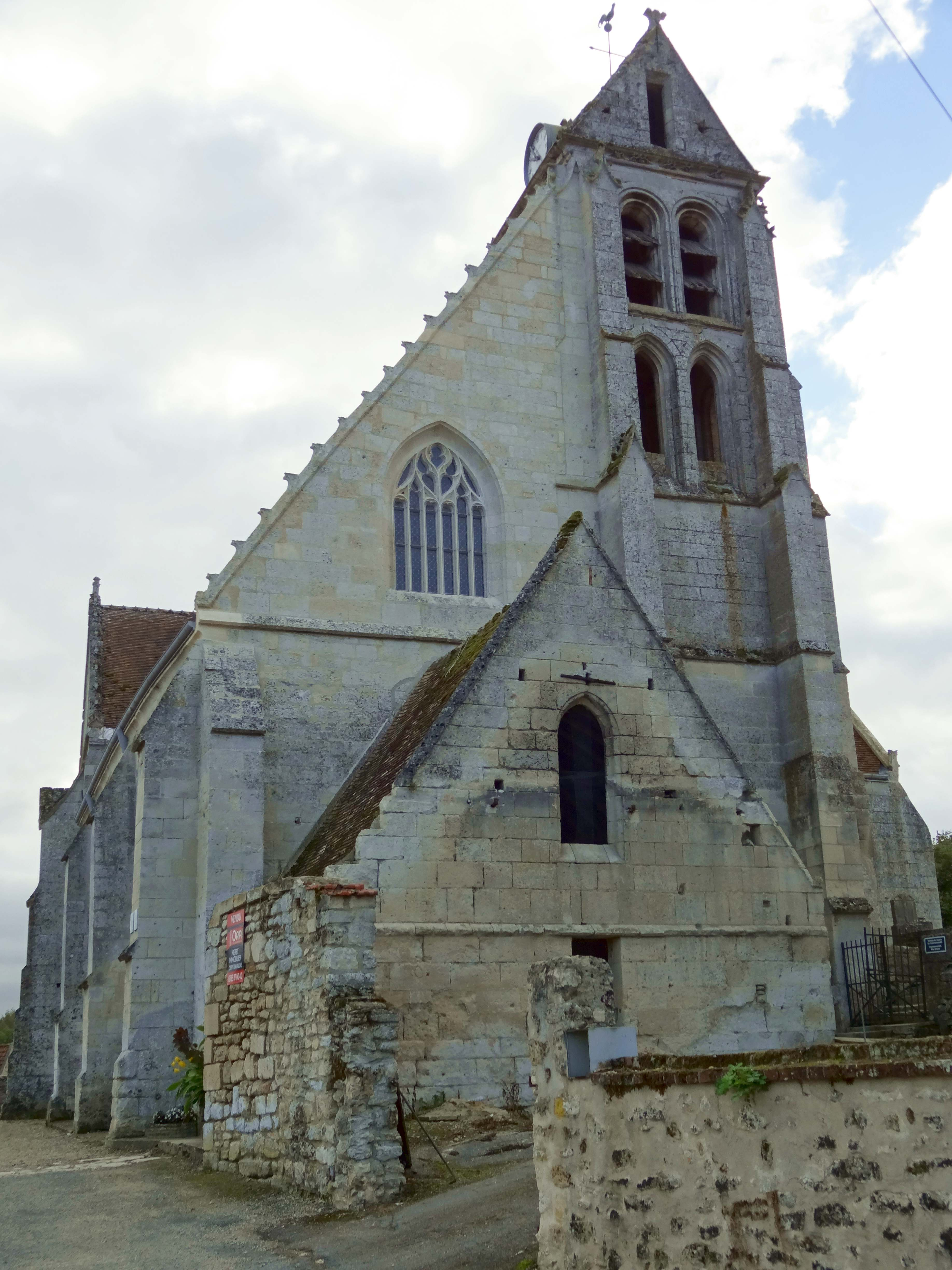
Façade occidentale.

Sous l'Ancien Régime, la paroisse de Fresnoy-la-Rivière dépend du doyenné de Crépy-en-Valois et du diocèse de Senlis. Cependant, la partie du village située de l'autre côté de la rivière Automne, dit la Pierre Bavoire, relève de la paroisse de Morienval, de l'archidiaconé de La Rivière, et du diocèse de Soissons. Grâce à une donation de Guy II le Bon, évêque de Senlis, vers 1042, le collateur de la cure est le chapitre de la collégiale Saint-Rieul de Senlis. Le saint patron de l'église est saint Denis. C'est aussi le vocable de l'abbatiale de Morienval, à laquelle Carloman II avait donné la terre de Fresnoy-la-Rivière vers la fin du IXe siècle. L'église est certainement d'origine ancienne, mais l'édifice actuel est presque entièrement issu de la reconstruction après la guerre de Cent Ans, pendant la première moitié du XVIe siècle, dans le style gothique flamboyant. Dominique Vermand distingue deux campagnes de construction successives, sans préciser à quelles parties de l'église elles correspondent. L'unique élément bien caractérisé qui subsiste de la précédente église est la fenêtre de style gothique rayonnant tardif au nord de la dernière travée de la nef. Elle date de la fin du XIIIe siècle. Les fenêtres en plein cintre des deux précédentes travées, de même que les contreforts, pourraient toutefois remonter à la fin du XIIe siècle.
La Révolution française apporte le rattachement de l'ensemble des paroisses du département de l'Oise au diocèse de Beauvais, qui est supprimé à son tour sous le concordat de 1801, puis rétabli en 1822. La succursale de Fresnoy-la-Rivière, selon la terminologie alors en vigueur (le titre de paroisse étant réservé aux chefs-lieux de canton), compte dans son étendue la chapelle Saint-Marcoul du hameau de Vattier-Voisin, à seulement 800 m du bourg. Avec la réunion de la commune de Pondron à Fresnoy-la-Rivière en 1825, la commune compte désormais un troisième lieux de culte avec l'église Notre-Dame de Pondron. Au XIXe siècle, cette dernière est toutefois desservie par le curé de Feigneux. L'église Saint-Martin est classée aux monuments historiques par arrêté du 10 janvier 1920. Depuis la définition de quarante-cinq nouvelles paroisses à l'échelle du diocèse en 1996, le village est affilié à la « paroisse de la vallée de l'Automne / paroisse Saint-Pierre » de Verberie. Cette très grande paroisse s'étend sur quatorze communes dont deux disposent de deux, voire trois églises. En alternance avec les autres églises de la moyenne Vallée de l'Automne, des messes dominicales sont célébrées en l'église Saint-Denis environ deux à trois dimanches par an à 9 h, ainsi que quelquefois le samedi à 17 h 30.

## Description

### Aperçu général

Plan de l'église.

À peu près régulièrement orientée, avec une légère déviation de l'axe vers le sud-est du côté du chevet, l'église se compose d'une large nef non voûtée, dont l'angle sud-ouest est occupée par la base du clocher ; d'un collatéral sud de trois travées, qui ne commence qu'après le clocher ; de deux transepts successifs ; et d'une abside à cinq pans. Selon la lecture, on peut considérer la double croisée du transept comme les deux premières travées du chœur, et les deux doubles croisillons, comme les collatéraux du chœur. Un porche bâti en dur, avec des ouvertures sans portes au nord, à l'ouest et au nord, précède le portail occidental de la partie nord de la nef. La base du clocher, qui communique avec la nef par deux grandes arcades, possède également un portail occidental. Il donne sur le cimetière et est rarement utilisé. Une cage d'escalier flanque l'angle sud-est du clocher. Le double croisillon nord fait suite à la moitié nord de la nef, et le vaisseau central du chœur est établi dans l'axe du clocher et la moitié sud de la nef. Le double croisillon sud prolonge le bas-côté sud de la nef. La nef est recouverte d'une charpente en carène renversée, qui a perdu ses poinçons et son lambris. Chacune des travées du bas-côté est munie d'un toit en bâtière indépendant perpendiculaire à l'axe de l'édifice, avec, à l'intérieur, une charpente apparente. La base du clocher, les six travées du double transept et l'abside sont voûtées d'ogives. Le clocher est coiffé en bâtière.

### Intérieur

#### Nef

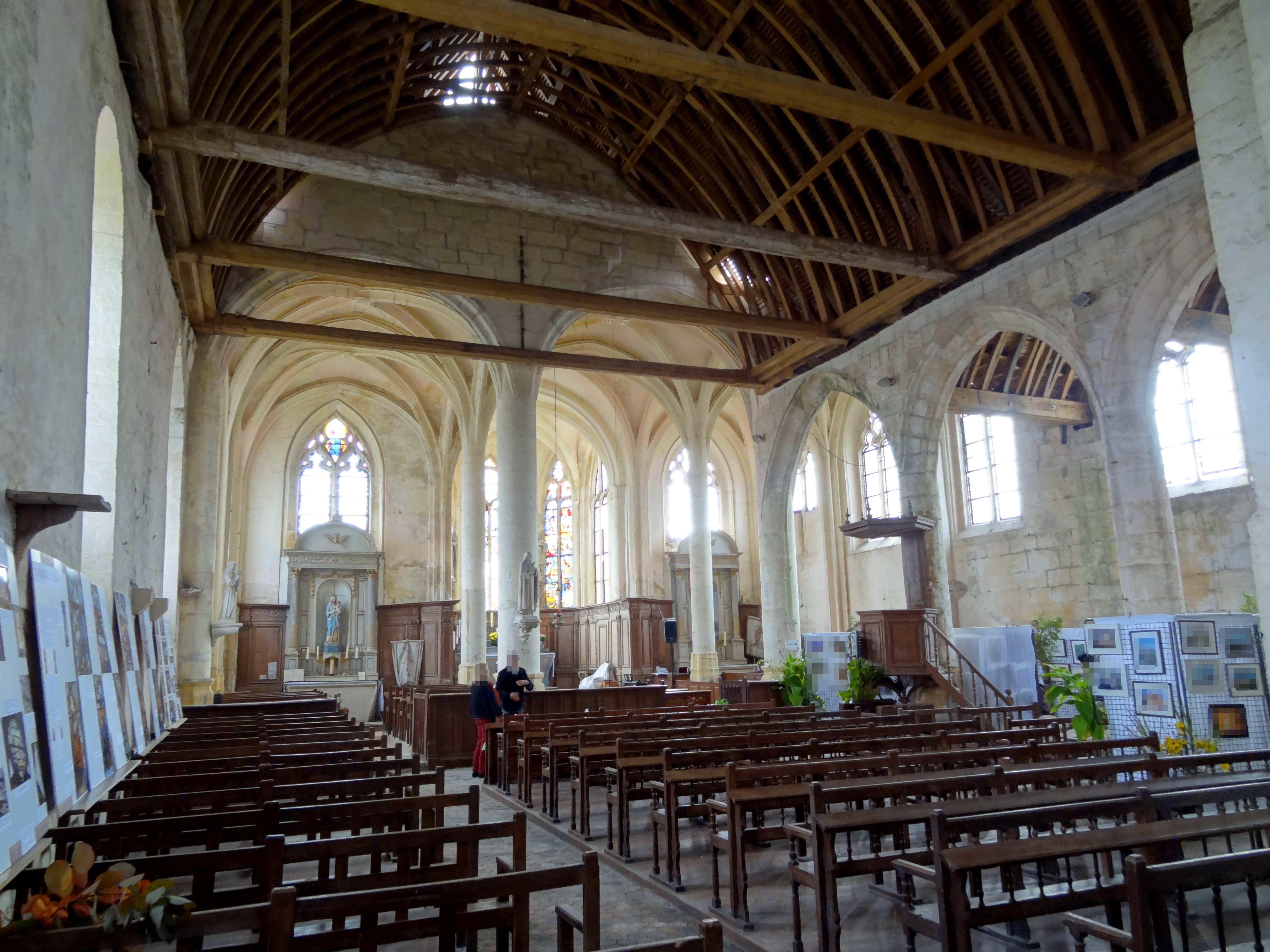
Vue vers le sud-est.

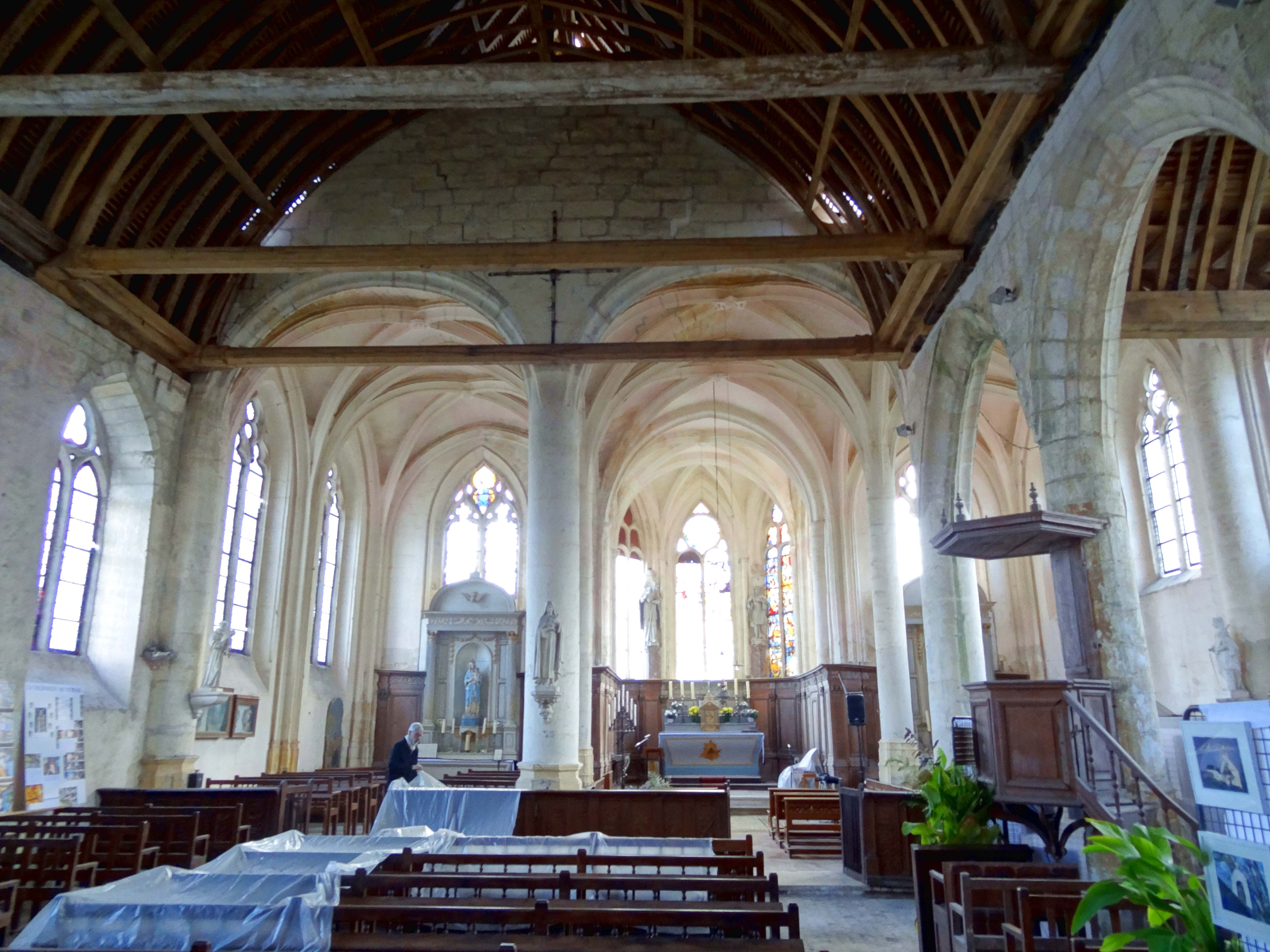
Vue vers l'est.

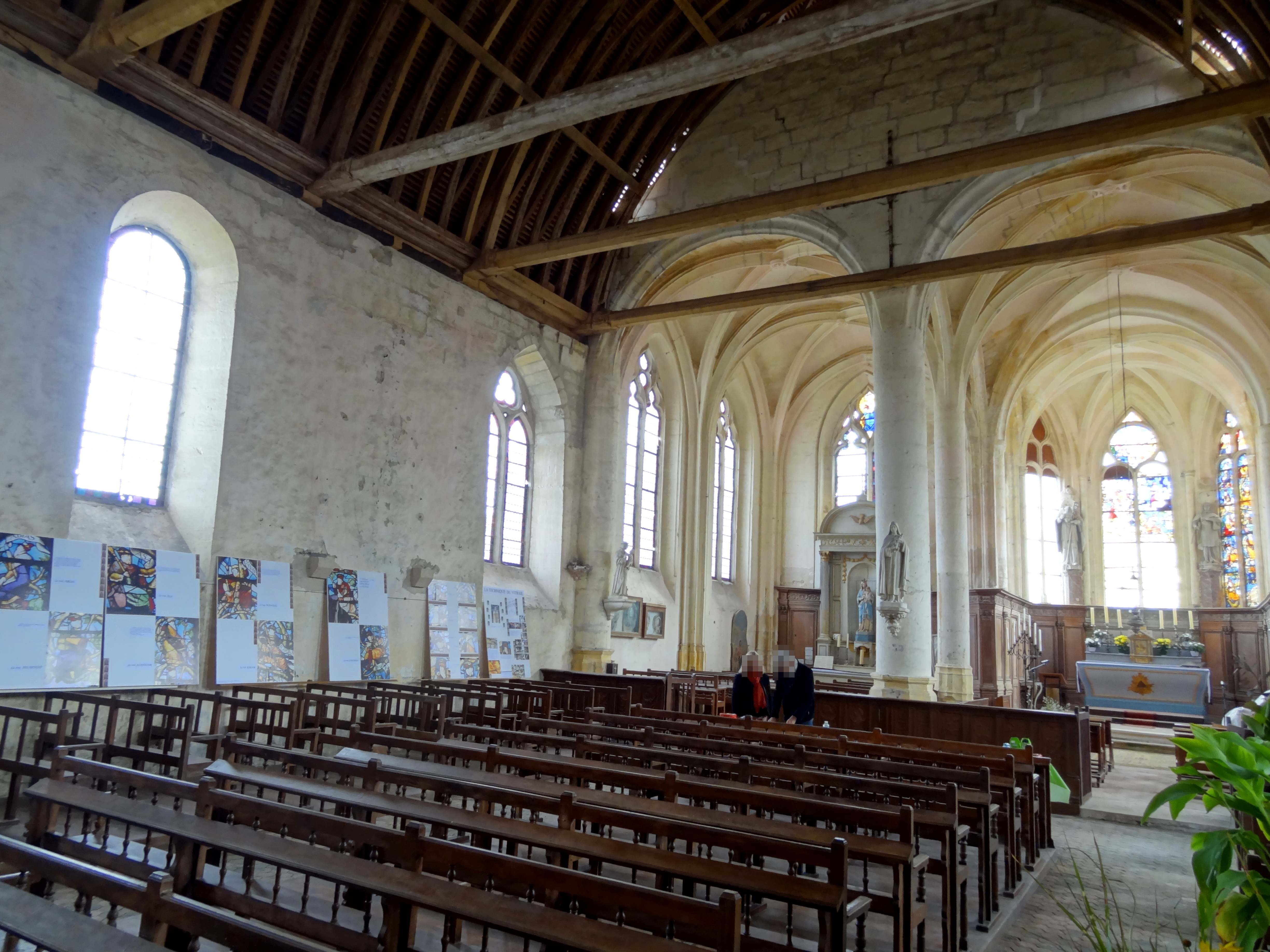
Vue vers le nord-est.

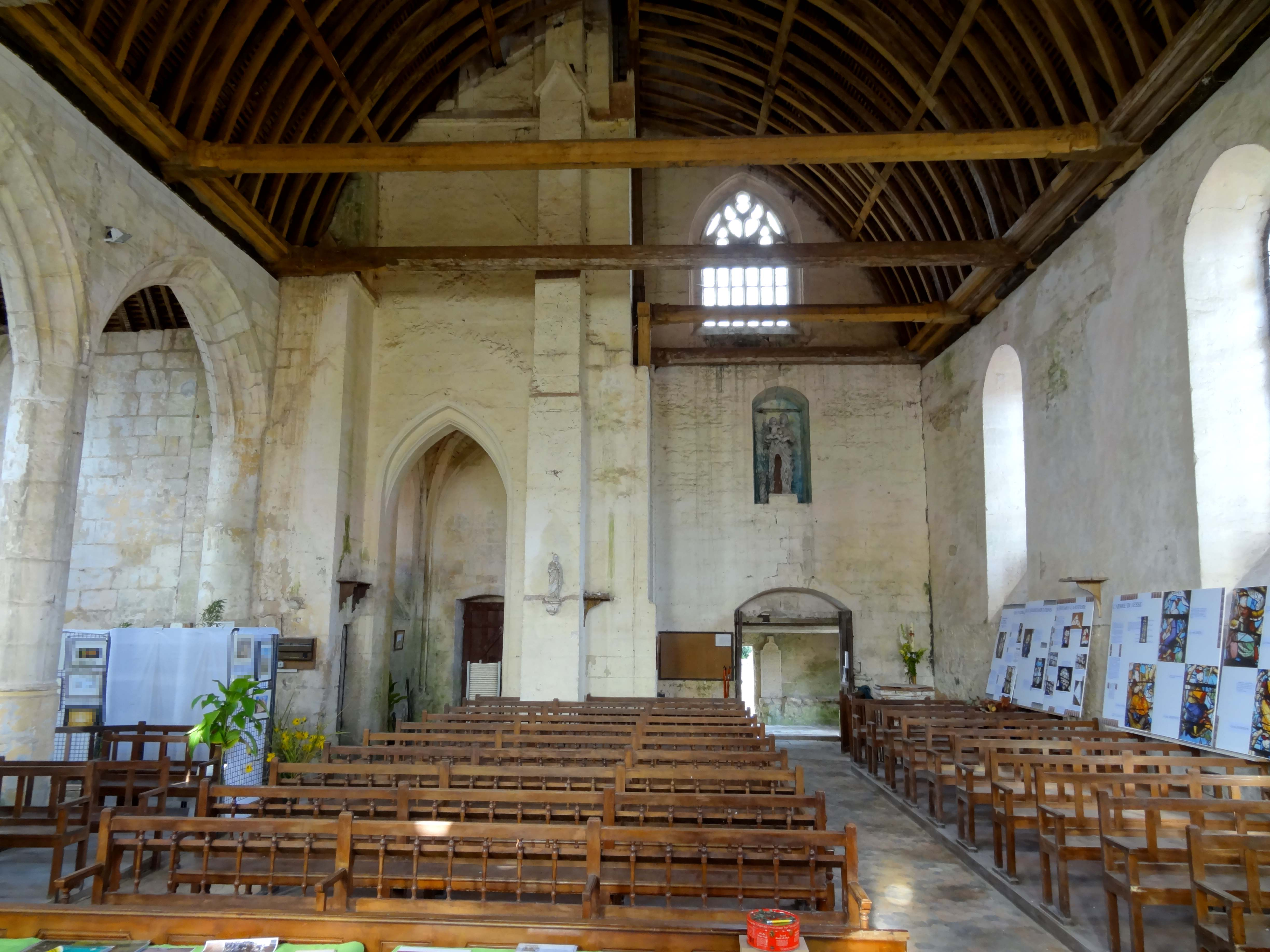
Vue vers l'ouest.

La nef est d'une grande ampleur. Elle constitue, dans la région, le seul cas où une nef se raccorde à la fois au vaisseau central du chœur et à son collatéral nord, par deux arcs-doubleaux équivalents, et non par un passage berrichon ou une petite arcade pour le collatéral ou croisillon. La raison est bien sûr le très net désaxement de la nef par rapport au vaisseau central du chœur. Il s'explique ici par la prise en compte de l'existence du bas-côté sud, déjà en projet, lors de la construction des parties orientales. Ainsi, la nef est en quelque sorte considérée comme un double vaisseau, ce qui est du reste assez manifeste à son extrémité occidentale, où la base du clocher n'occupe que la moitié de la largeur de la nef, et où voisinent deux portails occidentaux pour la même nef. Au cas où le conseil de fabrique, chargé de la construction et de l'entretien de la nef, avait disposé de moyens suffisants, on aurait ainsi pu construire des grandes arcades au milieu de la nef, et la voûter d'ogives en même temps que le collatéral. La façon dont le clocher fait saillie dans la nef, sans aucun artifice pour dissimuler ses contreforts, souligne le caractère provisoire de la situation actuelle, mais ne fait apparaître en même temps aucun indice matériel du potentiel projet d'un voûtement d'ogives. L'on note seulement le départ d'une voûte en berceau perpendiculaire à l'axe de l'édifice au nord.
Il n'y a pas non plus de départ de voûte à l'ouest des piliers du transept, comme on peut en voir à Orrouy. Dans le même sens, le soin apporté à la charpente donne à penser que le voûtement ne devait pas être considéré comme imminent lors de la construction de celle-ci. Les pannes sablières sont moulurées, et les entraits sont pourvus d'engoulants, comme à Amblainville, Auvillers, Gonesse, Méru, Ully-Saint-Georges, Vez, etc. Avec le lambris, la charpente devait être d'un bel effet, comme à Gonesse, Hodenc-en-Bray, Mogneville, Roberval, etc. Mais probablement, la charpente est antérieure aux parties orientales et au collatéral sud, faute de quoi on aurait placé le clocher en avant du bas-côté, conformément à l'usage au XVIe siècle, et non dans la nef. Ceci n'explique toujours pas pourquoi les faces nord et est du clocher sont conçues comme si elles étaient destinées à regarder vers l'extérieur, et ajourées de baies, alors qu'il a toujours dû se situer au sein de la nef, comme l'indique l'antériorité du mur gouttereau nord au reste de l'église.
Les deux arcades qui ouvrent sur la base du clocher, coincées entre deux contreforts, sont en tiers-point, et à double rouleau. Le rouleau supérieur est mouluré d'une gorge et d'une fine moulure concave, qui se continuent sur les piédroits et descendent jusqu'au sol. Le rouleau inférieur montre le même profil, mais inversé. Il accuse le même tracé que le rouleau supérieur, et assez curieusement, aussi les mêmes dimensions, de sorte qu'il bute contre les piédroits sans continuer sa trajectoire jusqu'au sol. À l'intérieur de la travée, les formerets adoptent un profil analogue, et descendent jusqu'au sol, de même que les ogives, qui se présentent par un filet entre deux fines moulures concaves dans l'intrados, et comportent de chaque côté une large gorge dégagée des voûtains par un filet saillant. Ce profil est d'un type courant, et se retrouve, chargé de moulures concaves supplémentaires, dans le double transept. À la clé de voûte, les filets de l'intrados se croisent, entourés d'un losange. Le voûtain méridional est perforé d'un trou de cloches. Depuis le sud, le jour entre par une baie en arc brisé fortement ébrasée en raison de l'épaisseur du mur. Elle est munie d'un remplage assez étrange, à deux lancettes surmontées de quatre petites formes mal définies, aux meneaux simplement chanfreinés. Le mur occidental comporte seulement le petit portail en anse de panier.
À côté, à l'extrémité occidentale de la nef, le portail rectangulaire est plus large, et surmonté d'un arc de décharge également en anse de panier. Il est situé à l'aplomb d'une niche à statue toujours en anse de panier, qui évoque une ancienne fenêtre bouchée. Tout en hauteur, au-dessus des entraits de la charpente, le demi-pignon au nord du clocher est ajouré d'une vaste baie au remplage flamboyant, un peu désaxée vers le sud afin de ne pas couper le rampant. Son pourtour est mouluré d'une fine moulure concave et d'une large gorge, conformément à l'usage à la période flamboyante. Son remplage est en revanche assez éloigné des conventions. Il se compose de deux groupes de trois étroites lancettes, dont seulement la lancette médiane est à tête trilobée. Ces six lancettes sont surmontées de deux soufflets dissymétriques placés diagonalement entre deux mouchettes, et d'un soufflet ordinaire au sommet. Le mur gouttereau nord, qui pourrait remonter à la fin du XIIe siècle ou au tout début du XIIIe siècle, ne possède pas de fenêtres aussi larges. Contrairement à ce que suggère le nombre de trois grandes arcades au sud de la nef, elles ne sont qu'au nombre de trois, régulièrement réparties, bien que le mur septentrional soit plus long que les grandes arcades, que le clocher empêche d'aller jusqu'à la façade. Les deux premières baies sont en plein cintre, et fortement ébrasées, comme à la même époque à Béthancourt-en-Valois (baies hautes du chœur), Glaignes et Pondron. La dernière fenêtre est en tiers-point, et munie d'un remplage de style rayonnant tardif assez simple, composé de deux lancettes surmontées d'un trilobe, les écoinçons étant ajourés. Quant aux deux élévations est et sud, elles appartiennent aux campagnes de construction respectives du transept et du bas-côté (voir ci-dessous).

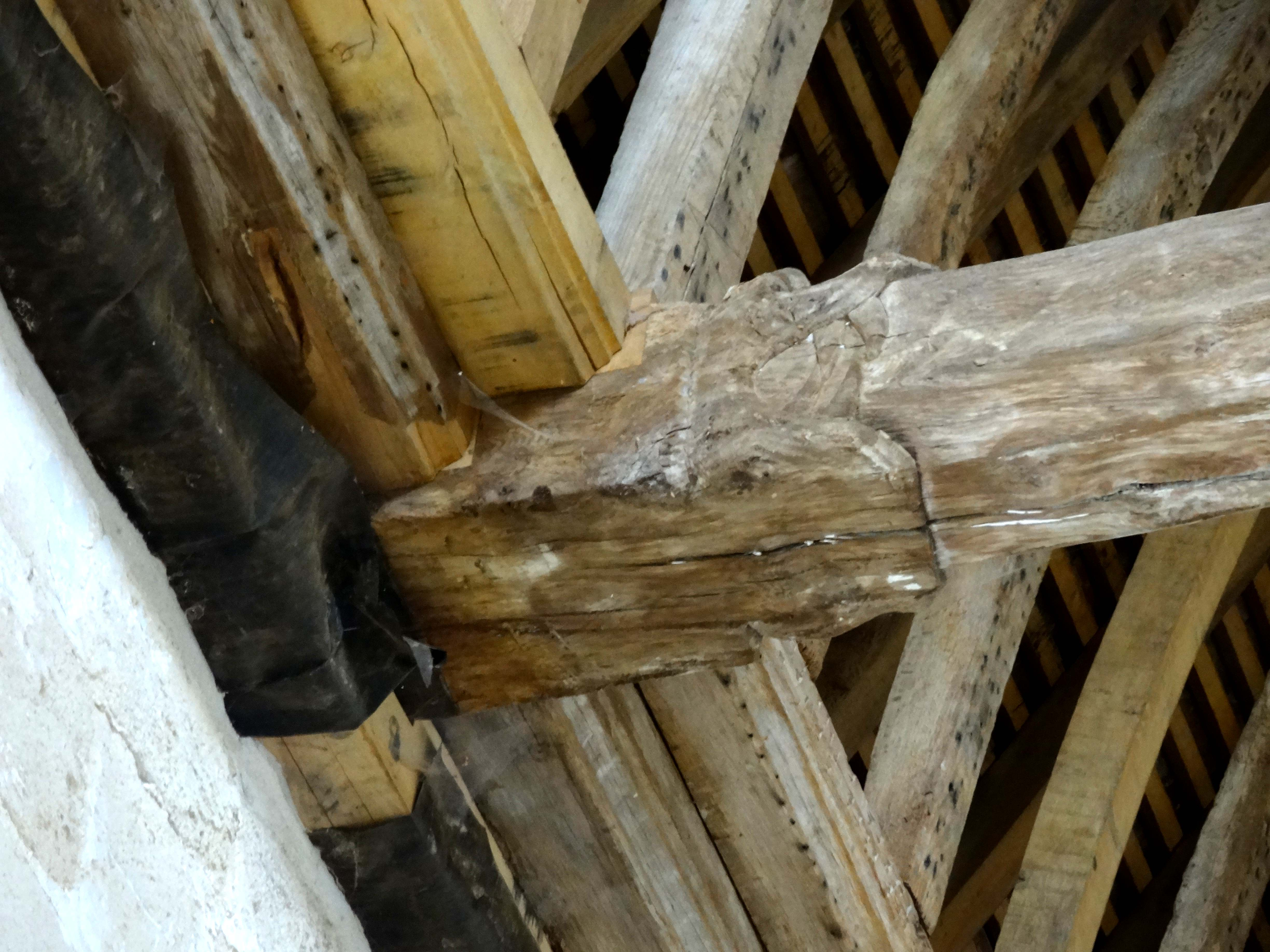
Engoulant des entraits de la charpente.
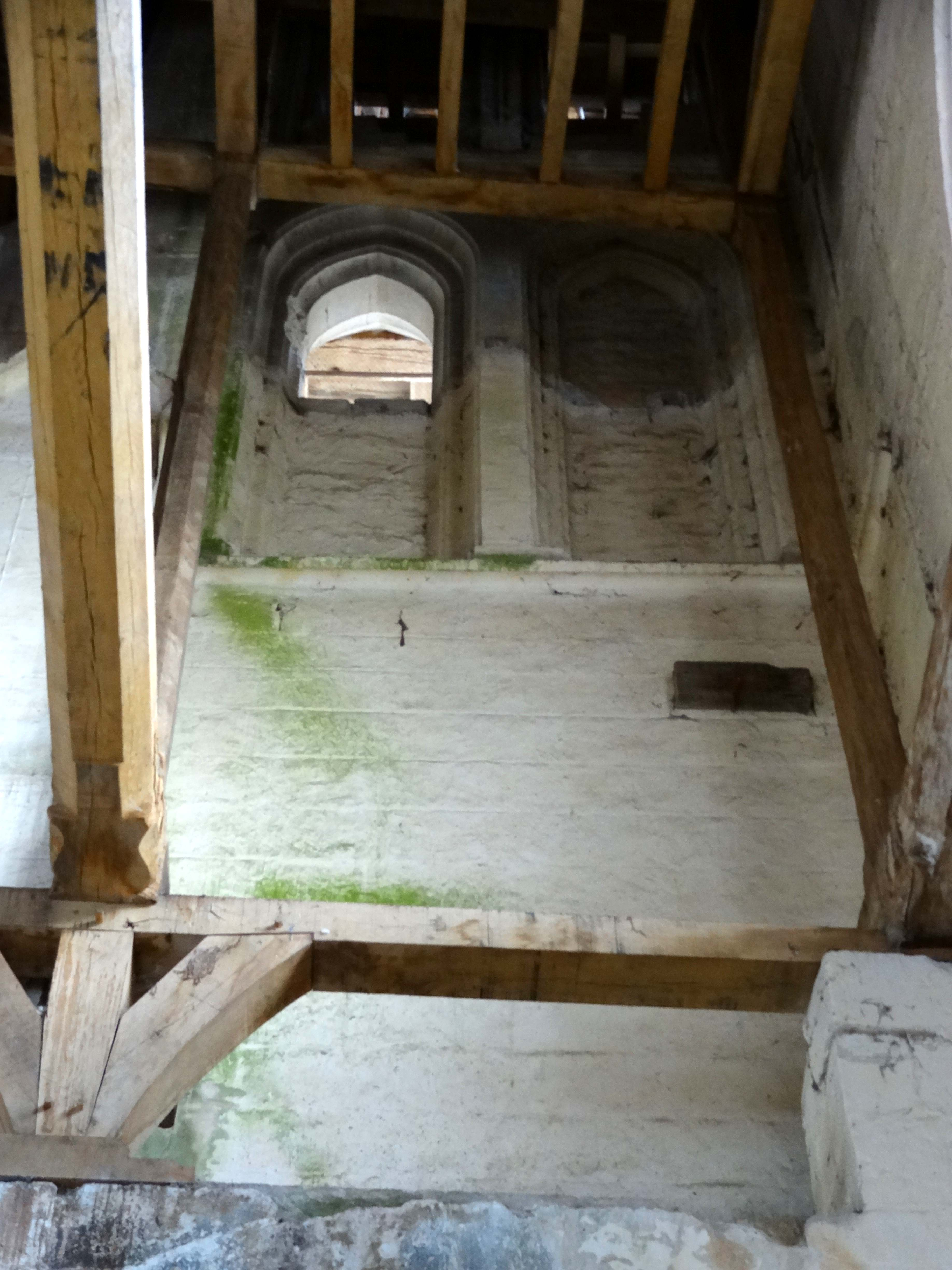
Vue sur le 1er étage du clocher depuis le nord.
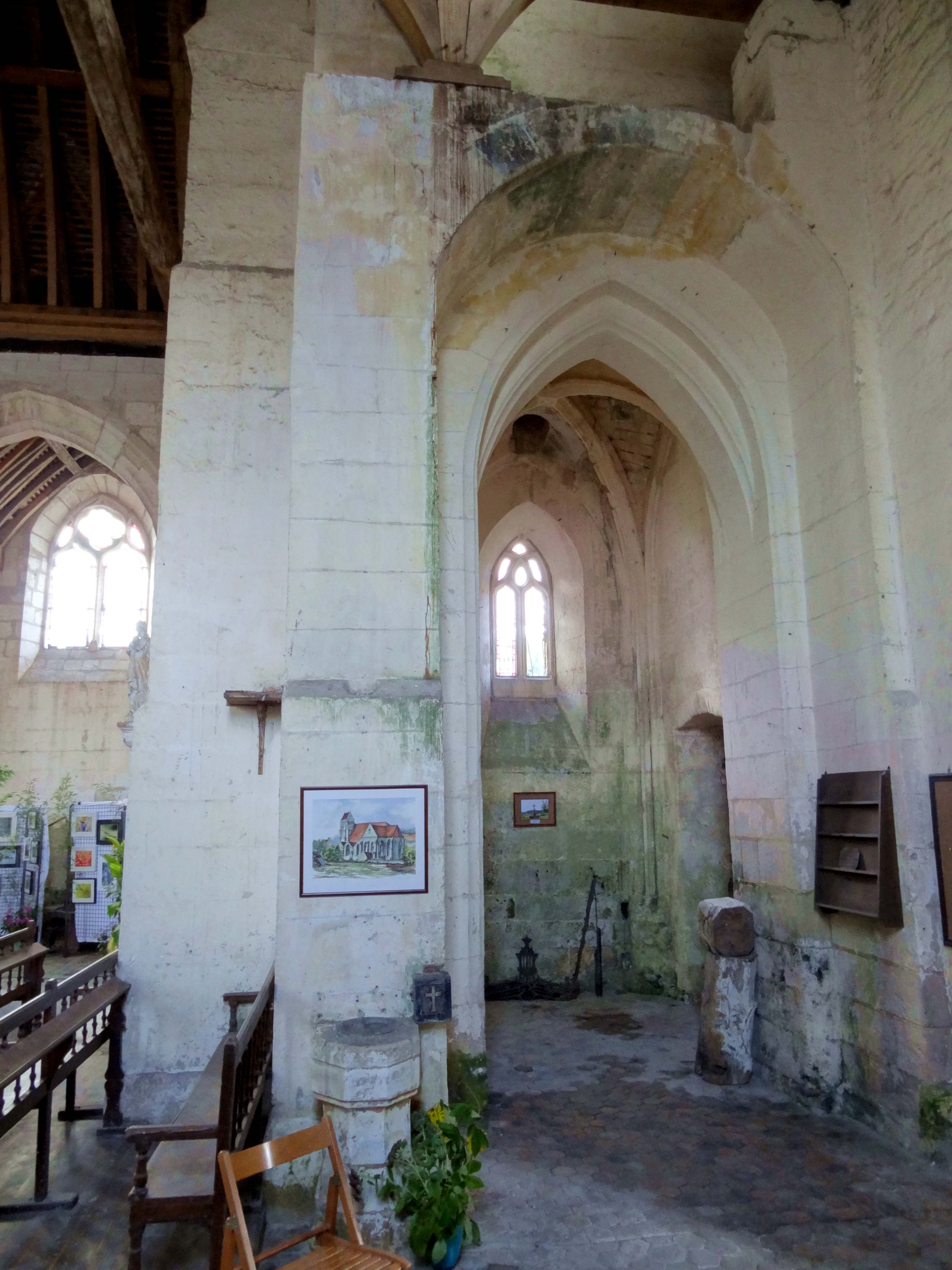
Vue sur la base du clocher depuis le nord.
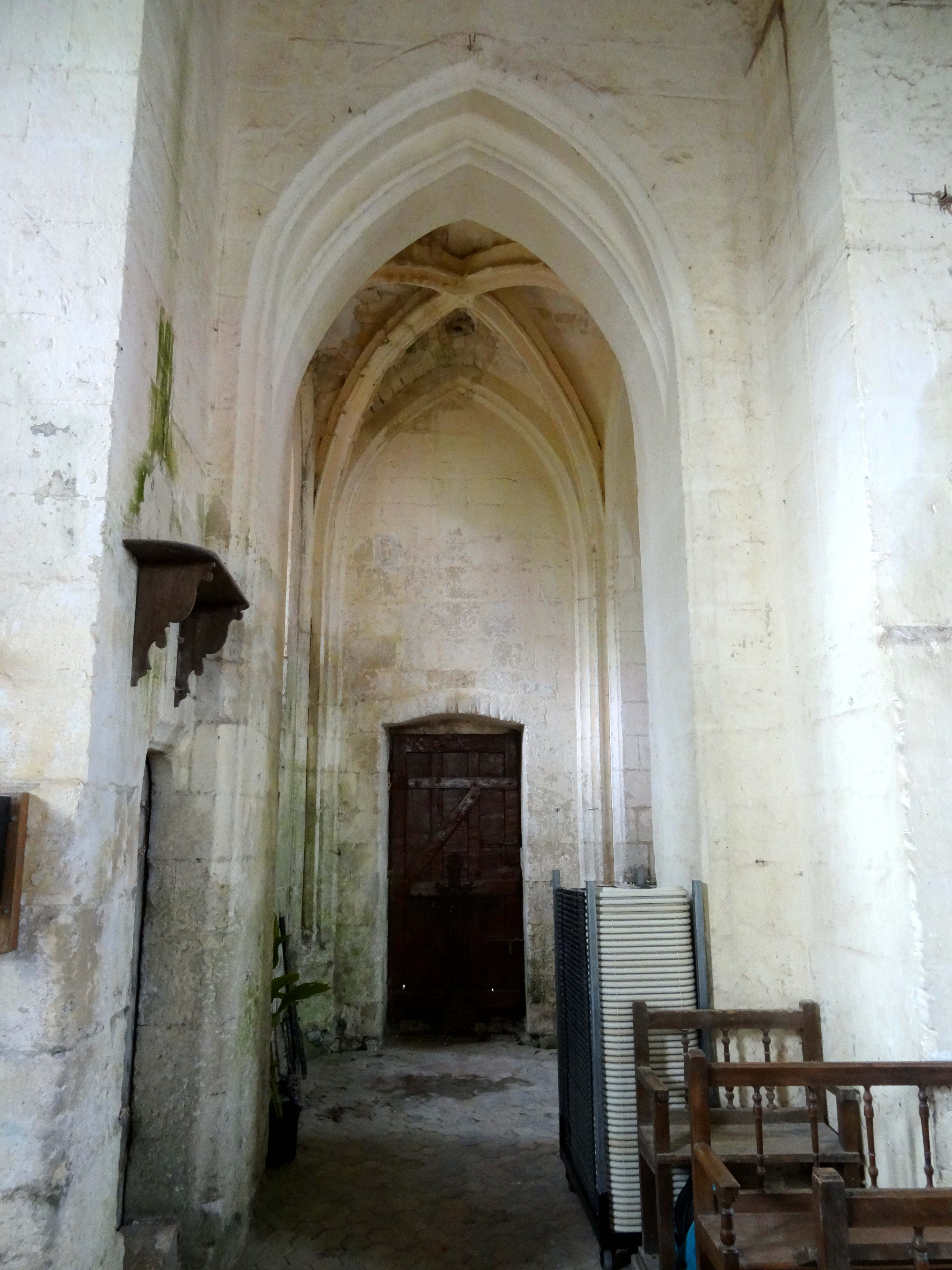
Vue dans la base du clocher depuis l'est.
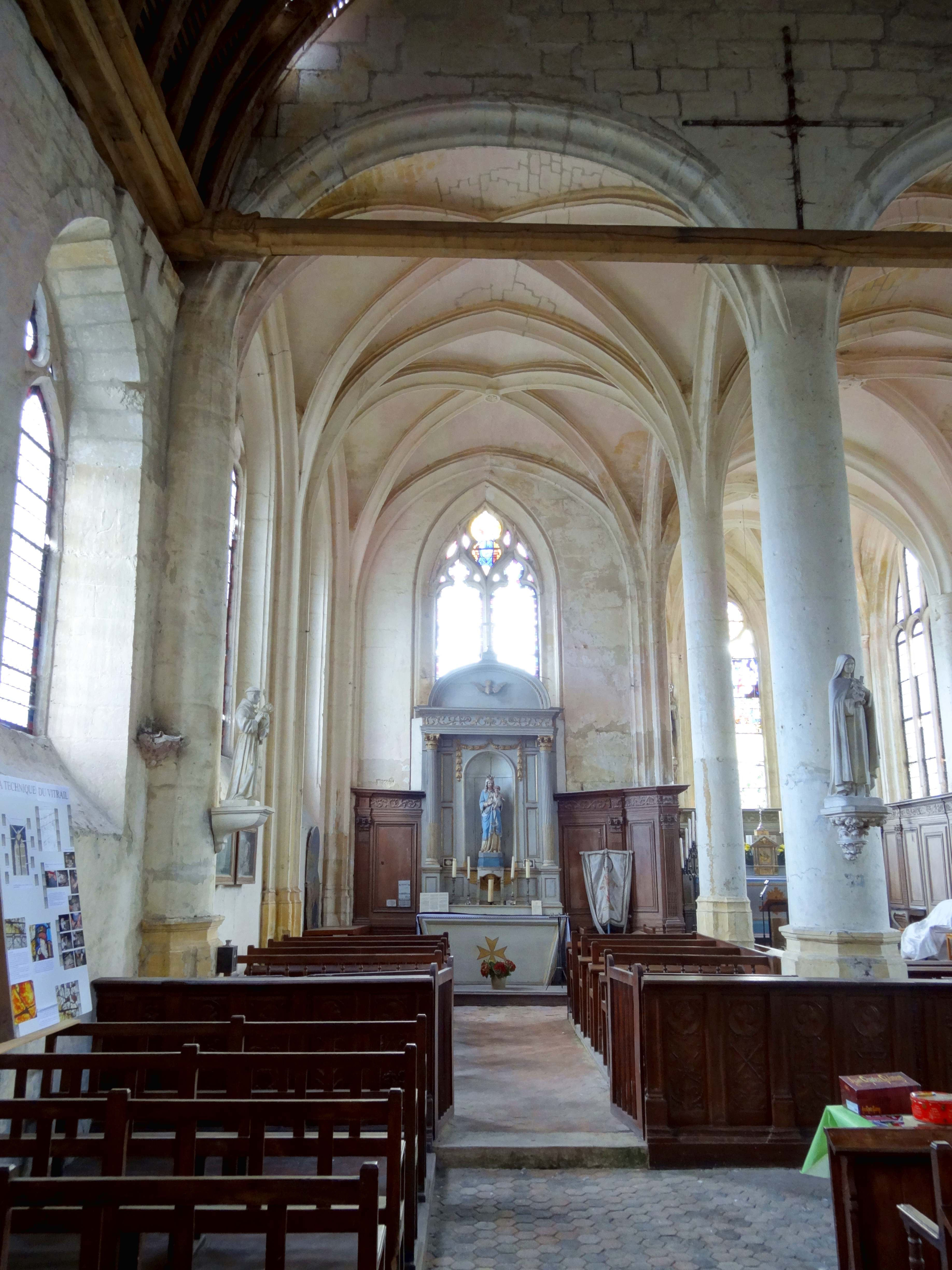
Vue vers l'est dans le collatéral nord.
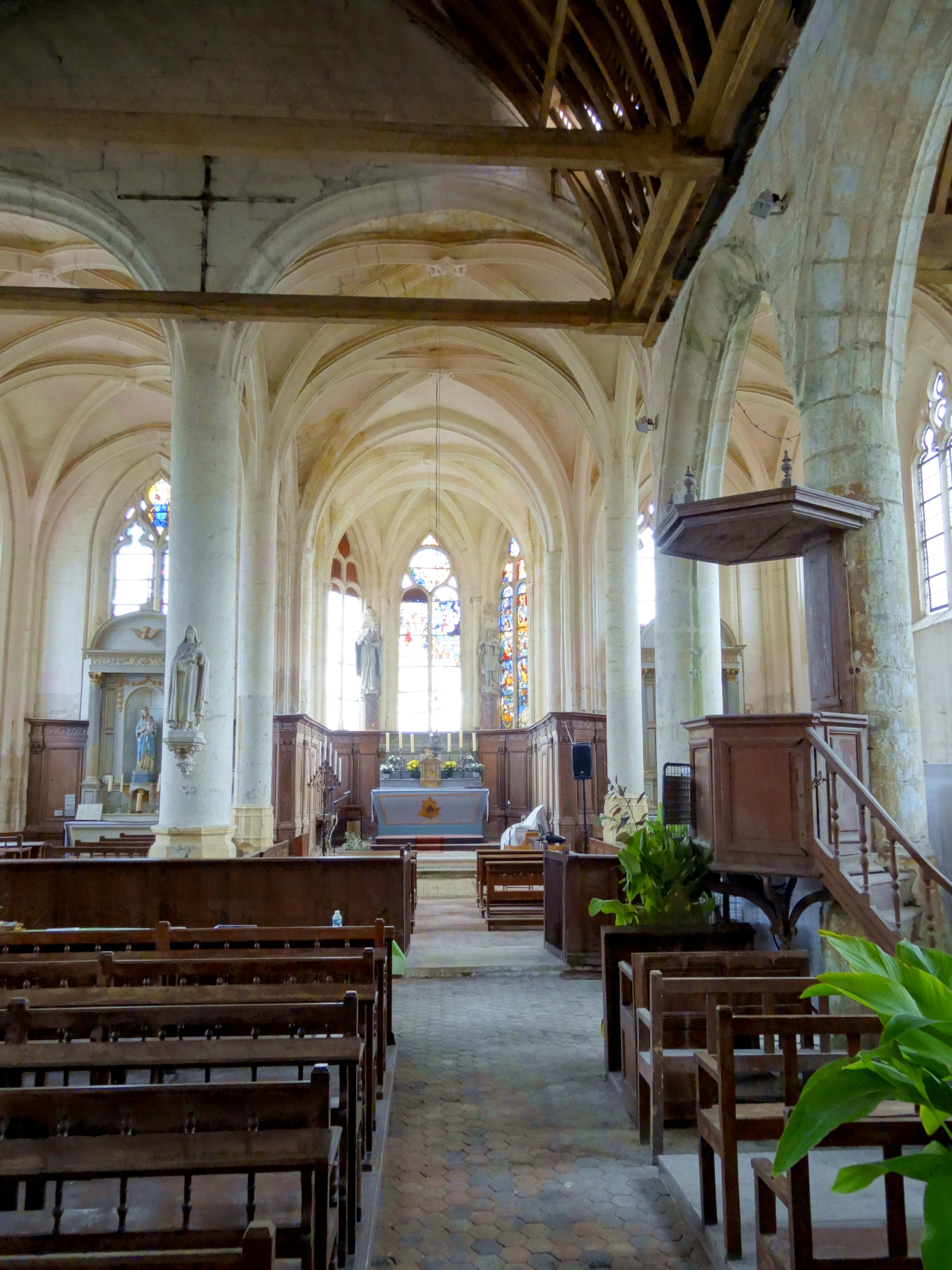
Vue vers l'est dans le chœur.

#### Bas-côté

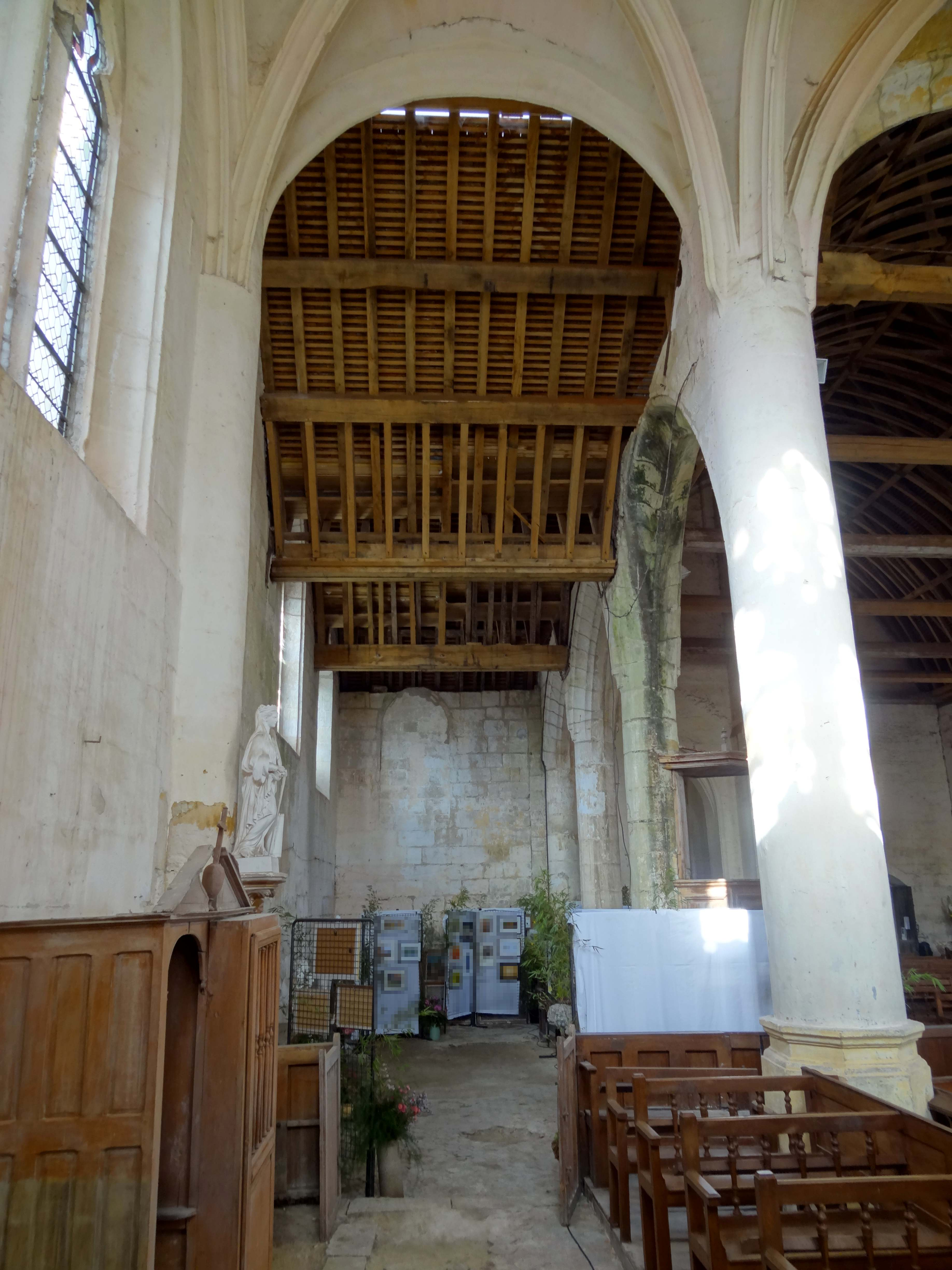
Vue vers l'ouest depuis le croisillon sud.

Le projet du bas-côté se veut, à l'origine, ambitieux : chacune des travées est munie d'un toit en bâtière indépendant perpendiculaire à l'axe de l'église, ce qui est généralement l'apanage des édifices plus importants, et assez rare dans le milieu rural dans le nord de la France. Dans le département, d'autres exemples sont Crouy-en-Thelle, Marolles, Sacy-le-Grand, Ully-Saint-Georges et Vaudancourt. À l'accoutumée, l'on se contente d'un toit en appentis, moins onéreux à réaliser, et évitant les noues toujours problématiques pour le maintien au sec de la structure. Du coup, les fonds venait de manquer pour le voûtement d'ogives, comme à Marolles, et l'on dut se contenter de charpentes lambrissées. Mais contrairement à Marolles, les supports des voûtes n'ont même pas été construites, et les murs sont lisses. Le lambris, abîmé par l'humidité et déposé lors de la restauration de 2014-2016, n'a pas encore été remplacé. La précarité budgétaire se traduit aussi par une construction très successive, travée par travée, qui occasionne des fortes irrégularités bien visibles depuis l'extérieur. Les fenêtres ne sont pas positionnées à l'aplomb des sommets des pignons, et la première fenêtre est plus petite que les suivantes. Le premier contrefort intermédiaire n'est pas situé à l'aplomb de la noue et à la gargouille, mais est un peu désaxé vers la droite. Au niveau de la troisième travée, la limite des allèges est surlignée par un larmier, qui fait donc défaut sur les murs des deux premières travées. À l'intérieur, l'on note surtout l'existence de deux types différents pour les piliers, et de deux profils différents pour les grandes arcades. Elles ont donc probablement été réalisées moyennant une reprise en sous-œuvre du mur gouttereau sud de la nef, ce qui a permis de conserver sa charpente, sans doute déjà refaite quelque temps auparavant.
La modénature des deux premières arcades est un peu sommaire. Elles sont simplement entaillées de facettes concaves, une large entre deux étroites, et l'intrados est méplat. Ce profil se rencontre souvent sur les arcades retaillées ou ouvertes dans des murs existants, comme par exemple dans les nefs de La Roche-Guyon, Saint-Clair-sur-Epte (sud) et Vaudancourt ; sous le clocher de Précy-sur-Oise ; à la croisée du transept d'Avrechy, Berville, Montjavoult et Vétheuil ; dans le chœur de Magny-en-Vexin, etc. La mouluration de la troisième arcade est nettement différente, et plus élaborée. Elle comporte une doucine entre deux baguettes non dégagées de chaque côté. L'intrados méplat est réduit à un mince filet. Ce même profil a été appliqué aux trois doubleaux occidentaux du transept. Quoi qu'il en soit, les trois arcades se fondent directement dans les piliers. Puisqu'elles sont un peu plus épaisses que ces derniers, des petits culs-de-lampe agrémentés de quelques moulures simples ont été prévus en haut des piliers. Les grandes arcades commencent par un pilier cylindrique engagé. Le premier pilier libre est légèrement ondulé. Ces quatre renflements sont à peine perceptibles. Les piliers ondulés sont le plus souvent à huit renflements, mais leur variante à quatre renflements n'est pas rare (Baron, Borest, Ève, Montagny-Sainte-Félicité et Versigny…). Or, les renflements sont généralement plus prononcés. Le pilier suivant adoptent la forme la plus simple qui a cours à la période flamboyante : il est monocylindrique et appareillé en tambour, comme à Bessancourt, Boran-sur-Oise, La Chapelle-en-Serval, Jagny-sous-Bois, Orrouy, Précy-sur-Oise, Survilliers, Le Thillay, Vez, Vineuil-Saint-Firmin, etc. Restent à signaler les caractéristiques des fenêtres. La baie occidentale, désaxée vers le sud, est bouchée. L'ébrasement de la première baie est lisse. Ce n'est qu'à l'extérieur que le pourtour est mouluré d'une gorge. Le pourtour des deux autres baies est profilé d'une fine moulure concave et d'une large gorge, conformément à l'usage à la période flamboyante. Chacune des baies est à deux lancettes. Sur la première baie, elles sont amorties par une accolade, comme au sud de la base du clocher et à l'ouest de la nef. Sur les deux autres baies, elles sont à têtes trilobées. Le lobe central est aigu dans la deuxième travée, et arrondi dans la troisième travée. Les lancettes sont surmontées respectivement d'un quatre-feuilles, d'un soufflet et d'un losange.

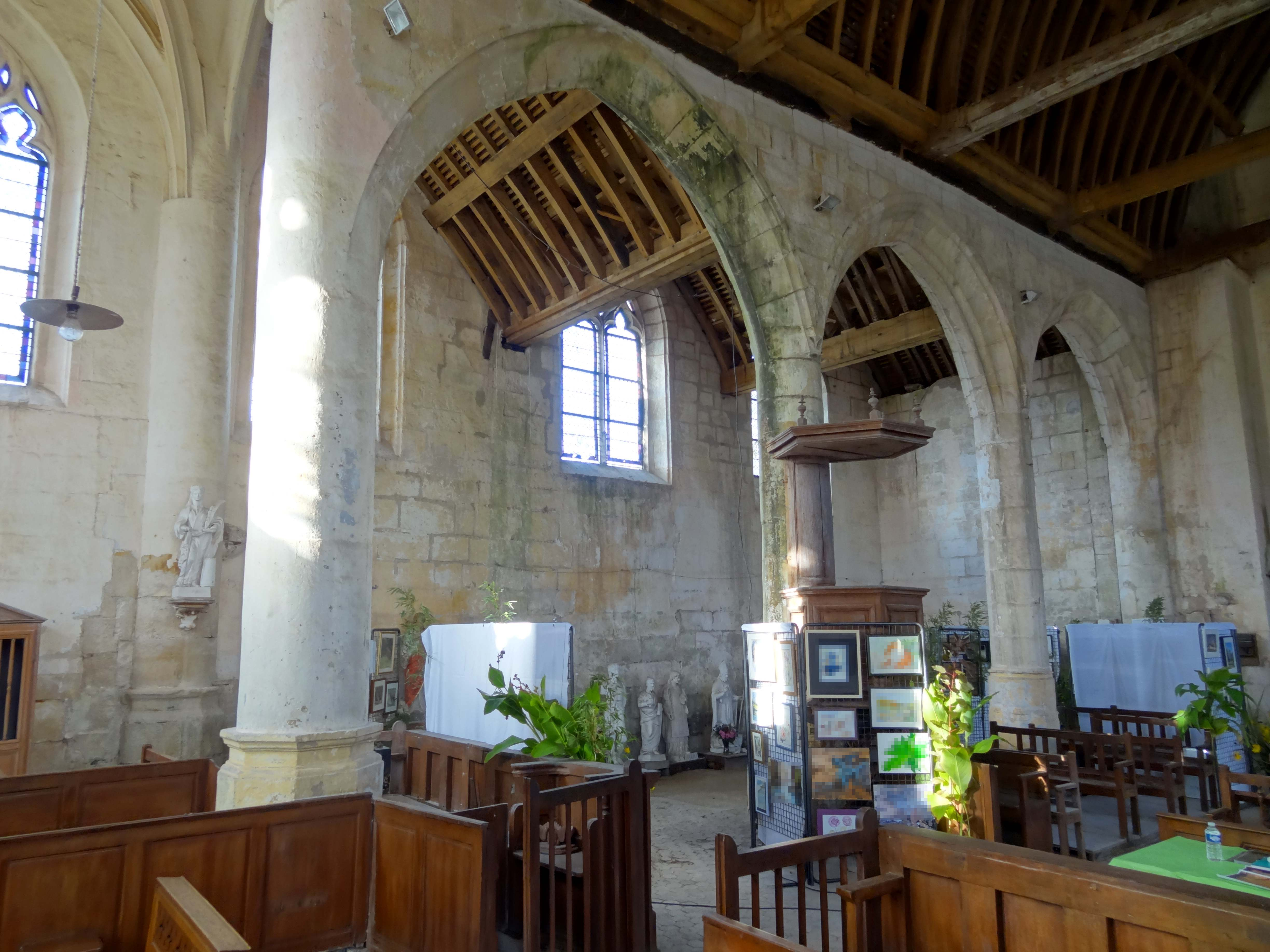
Grandes arcades, vue depuis le transept.
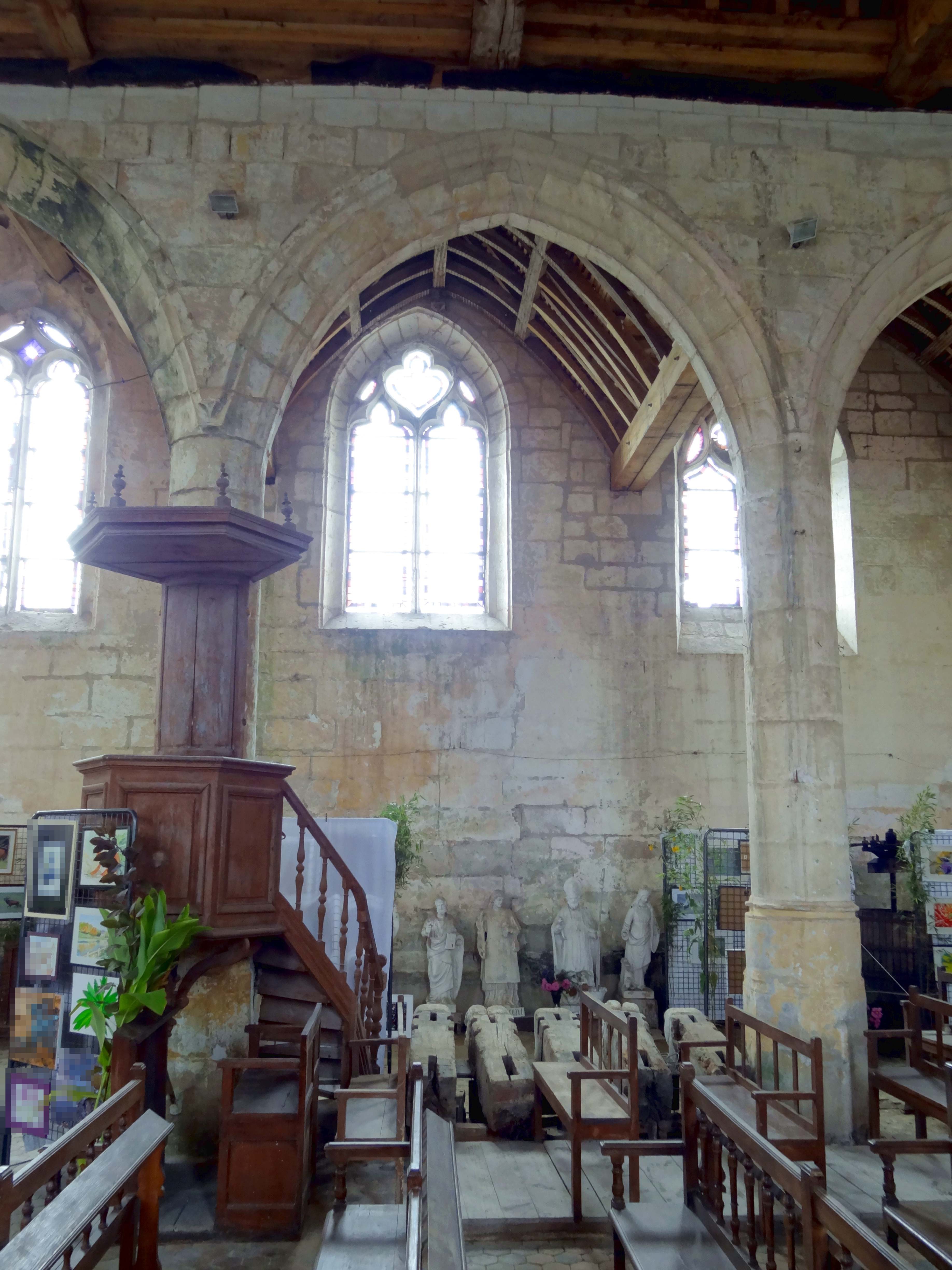
2e grande arcade, vue depuis la nef.
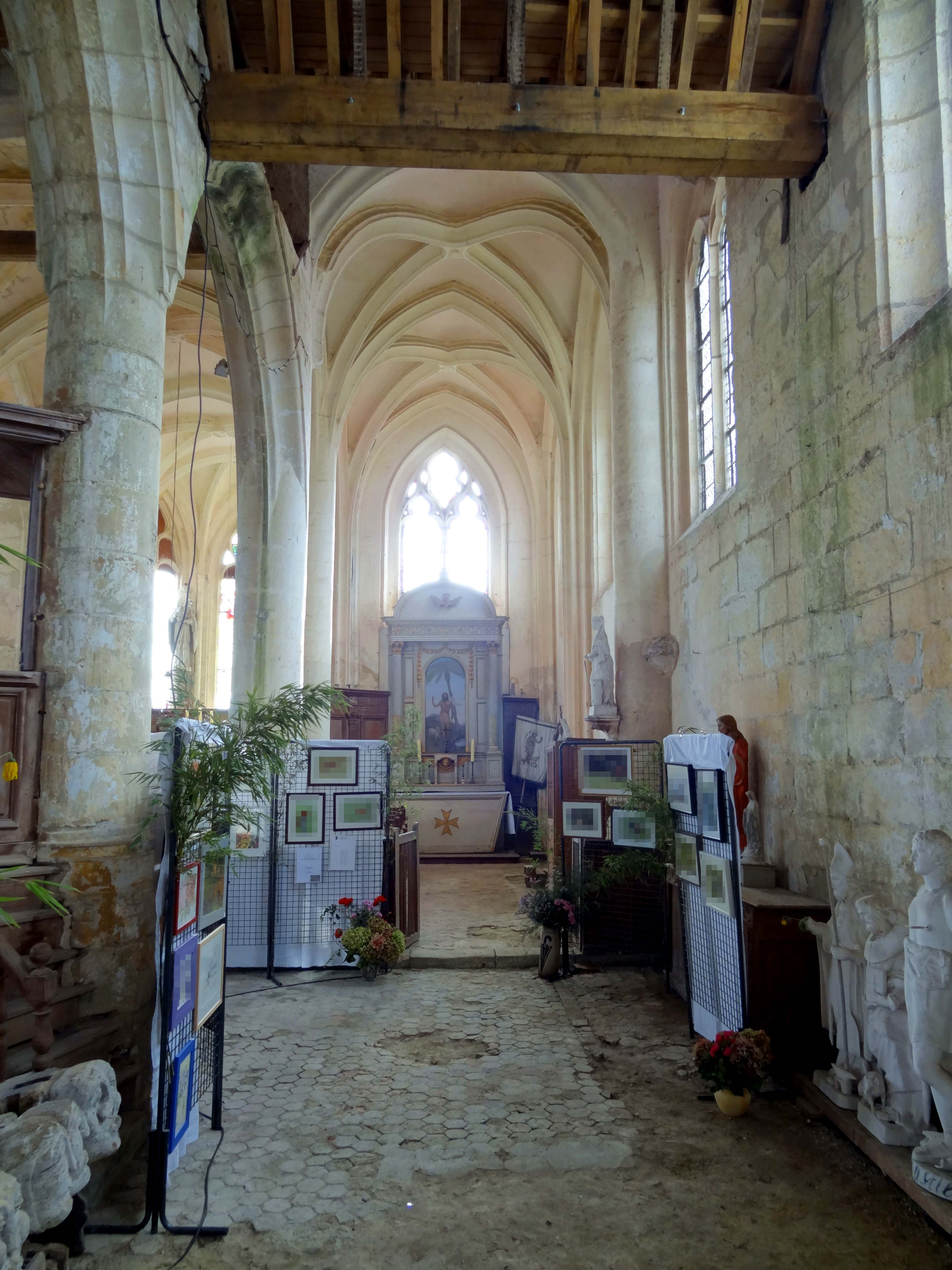
Vue vers l'est.
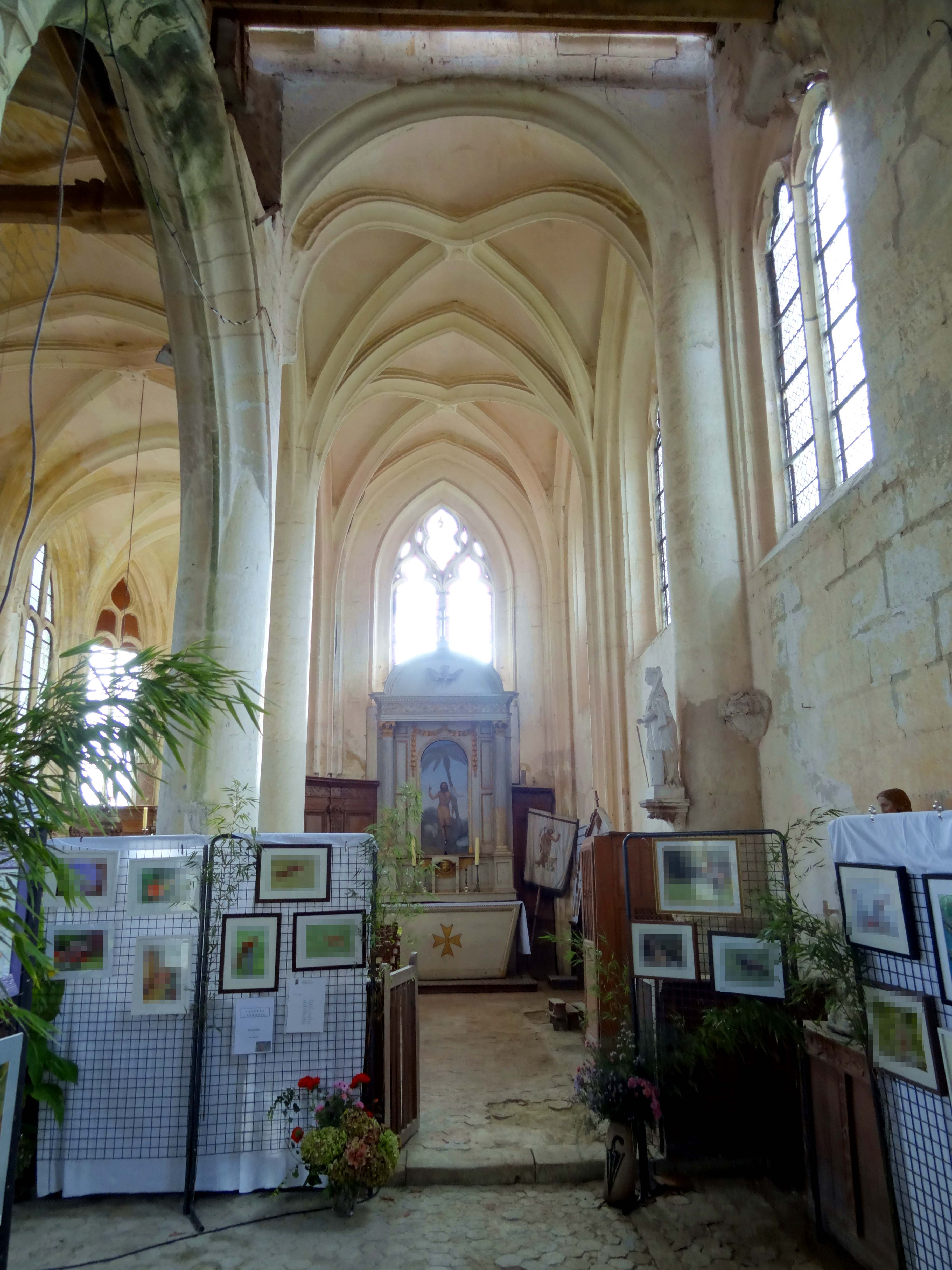
Vue vers l'est.
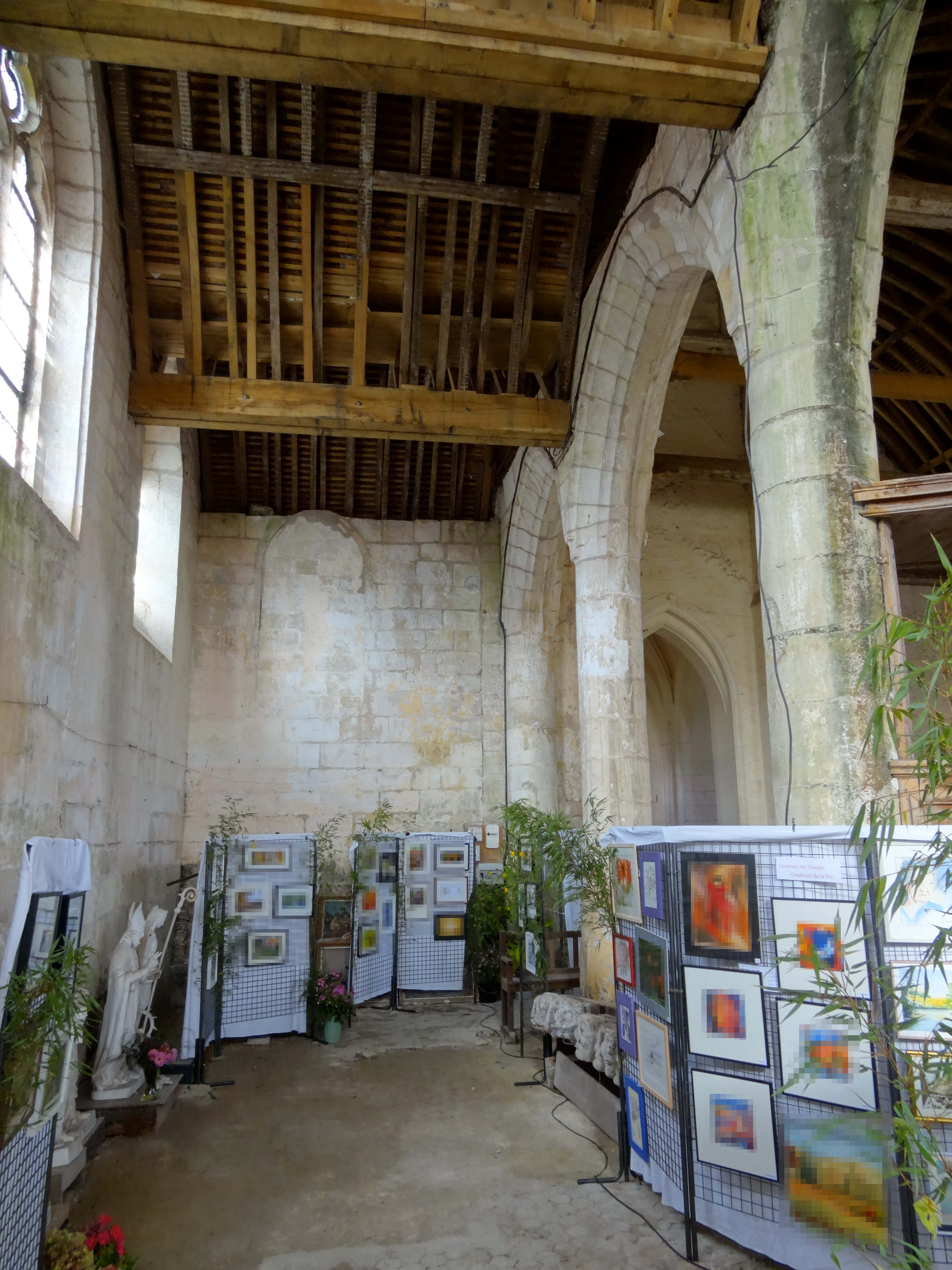
Vue vers l'ouest.
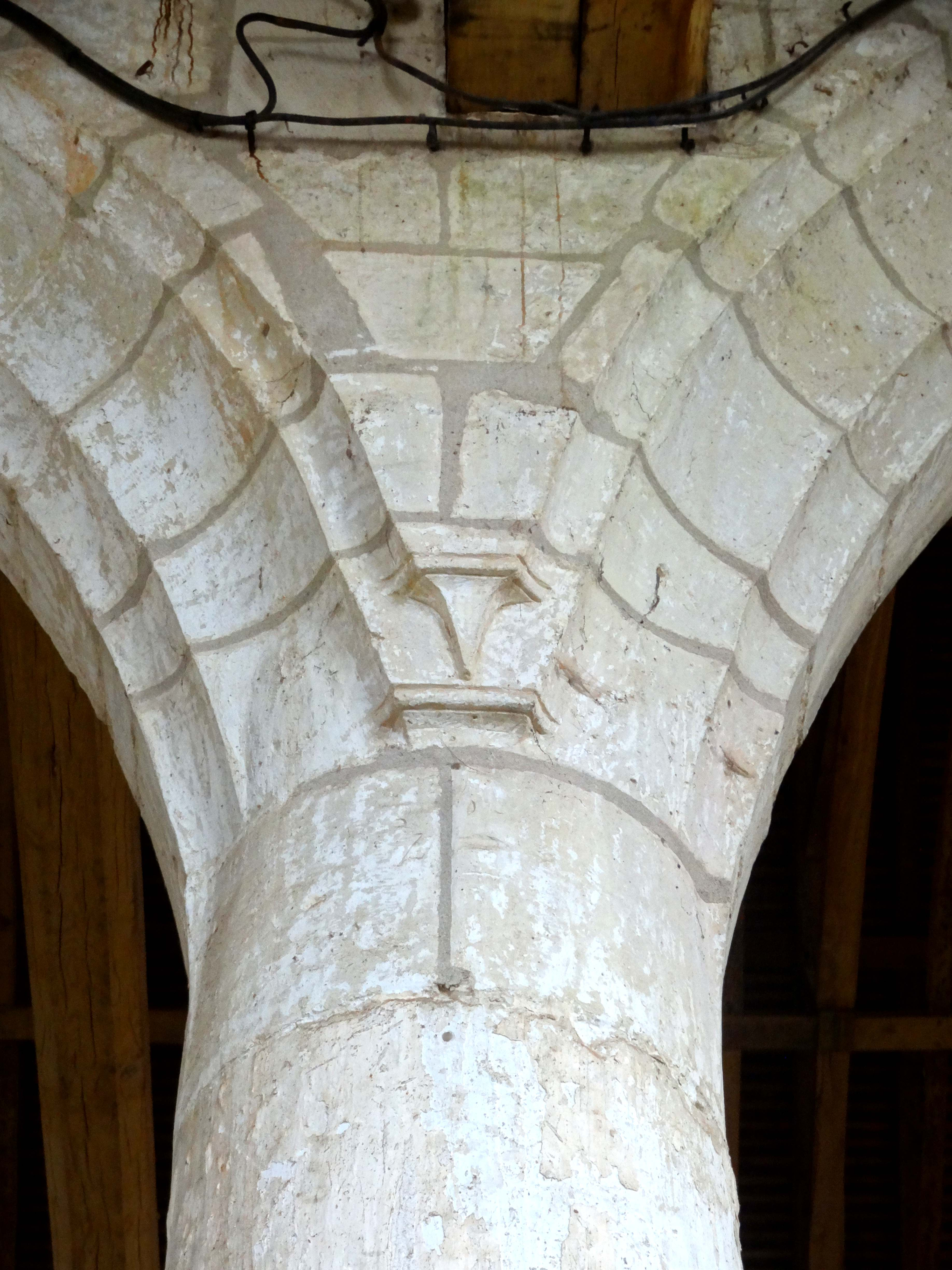
Cul-de-lampe en haut des piliers (côté sud).

#### Double transept

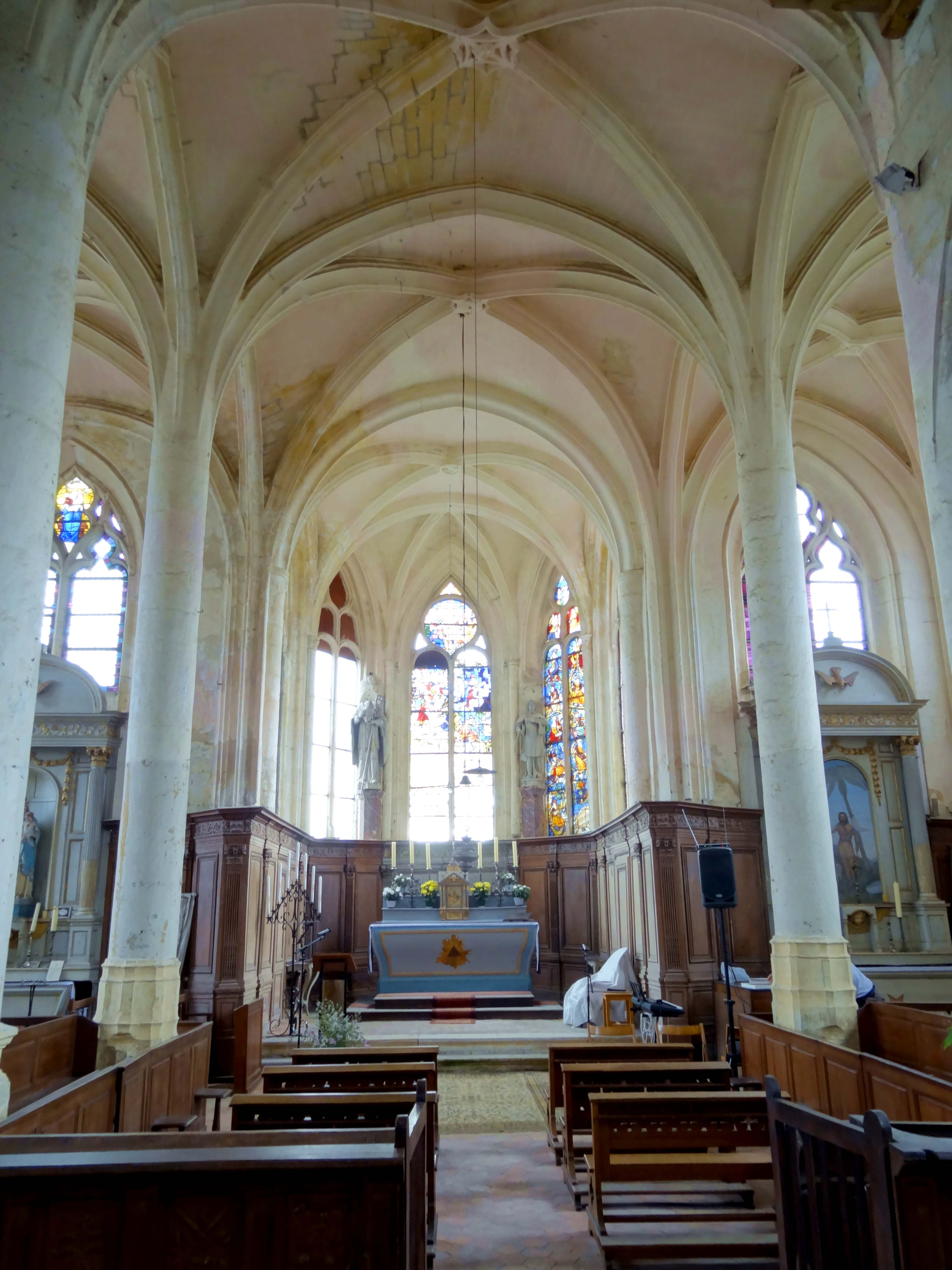
Vue vers l'est.

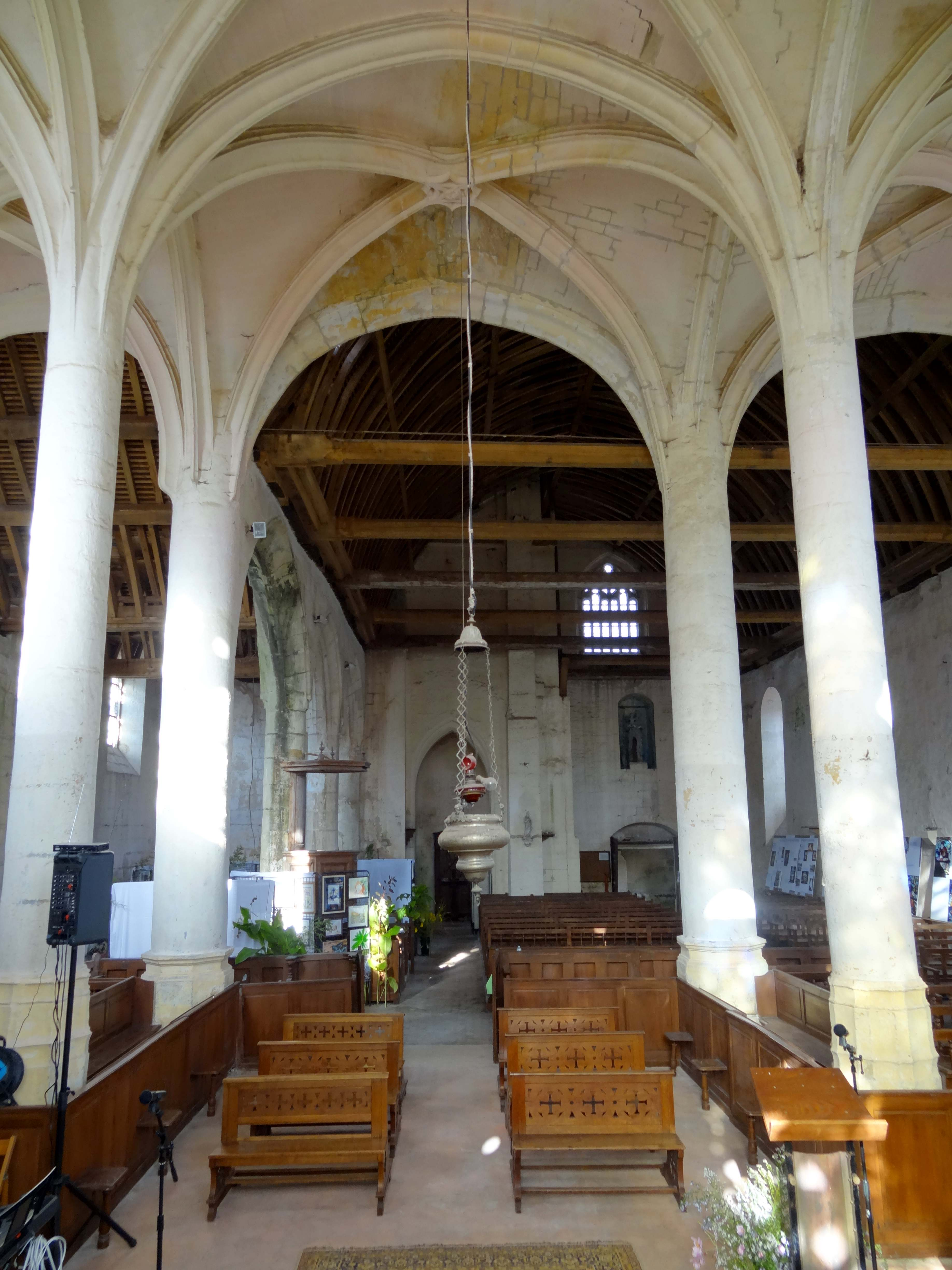
Vue vers l'ouest.

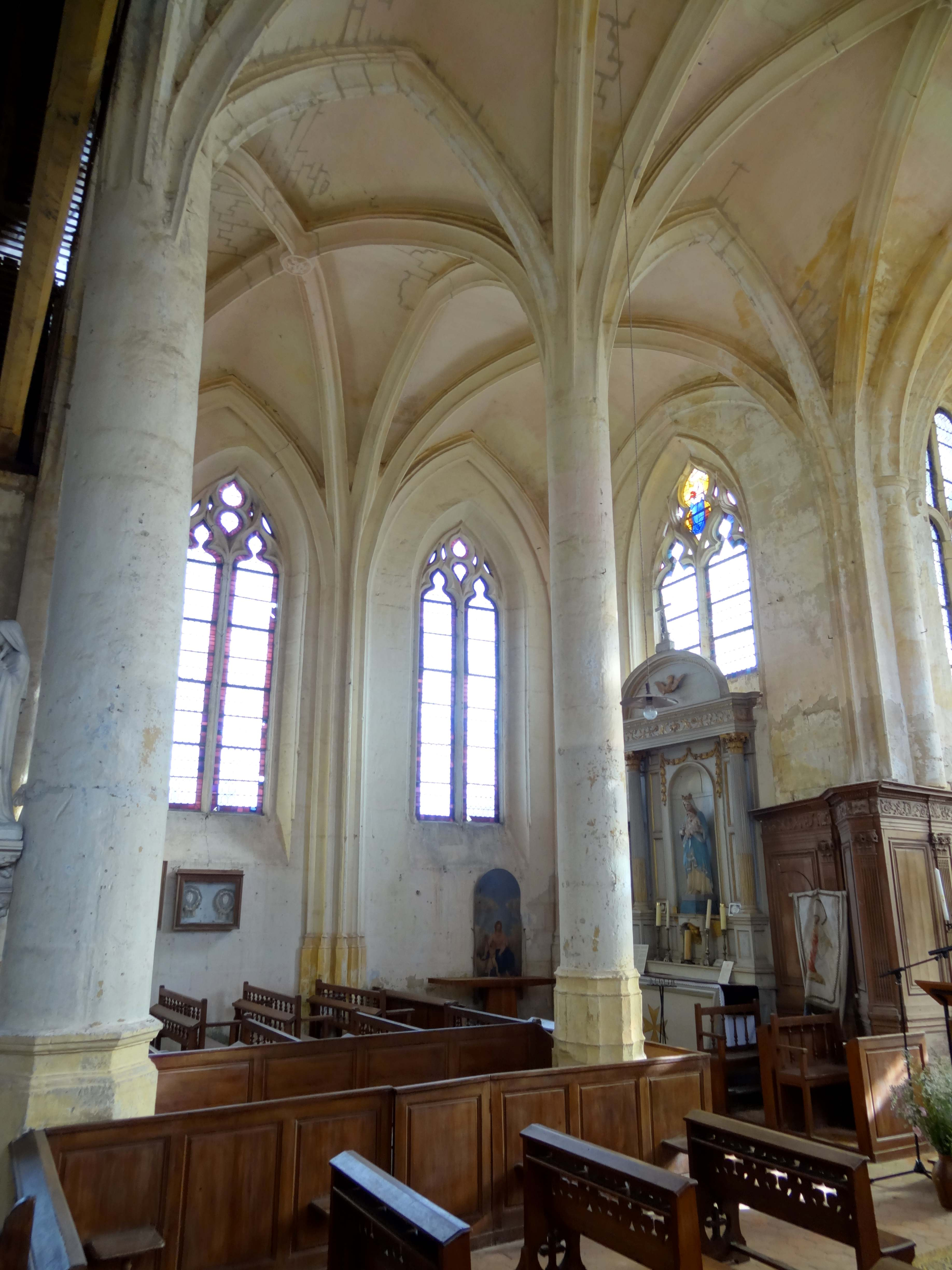
Vue vers le nord-est.

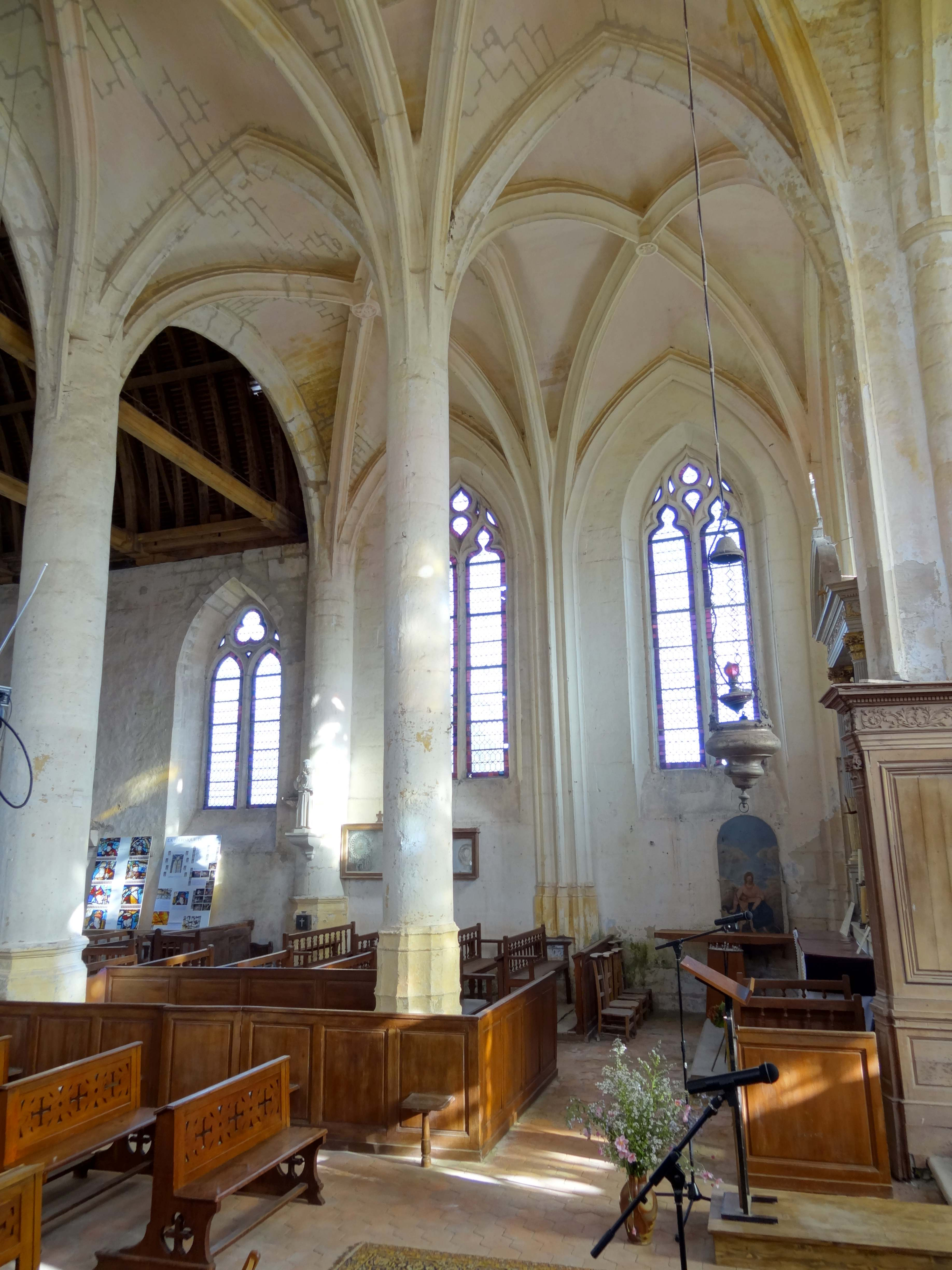
Vue vers le nord-ouest.

Le double transept, ou les deux premières travées du vaisseau central du chœur et ses collatéraux, sont remarquables pour la légèreté de leur architecture, l'opposition entre des piliers engagés d'une grande complexité et des piliers libres des plus simples, mais aussi pour leur plan et leur homogénéité. Ils forment, avec l'abside, un ensemble de grande ampleur, qui comporte toutefois une rupture de style à l'entrée de l'abside. Selon Dominique Vermand, le plan serait inspiré par l'abbatiale de Saint-Jean-aux-Bois, qui ne possède toutefois qu'une seule croisée du transept, et qui présente des croisillons recouvertes par deux voûtes séparées plutôt que des croisillons doubles, étant donné leurs proportions par rapport au reste de l'édifice. Une autre influence est celle des chœurs-halle des XIIe et XIIIe siècles de la moyenne vallée de l'Oise, qui se caractérisent par le voûtement à la même hauteur ou presque du transept, du vaisseau central du chœur et des chapelles latérales ; par la création d'un vaste espace unifié grâce à des supports non encombrants ; et en principe par un chevet plat. Les exemples les plus remarquables sont Montataire, Nogent-sur-Oise, Plailly et Villers-Saint-Paul. Les rares exemples flamboyants sont Boran-sur-Oise, Fleurines, Jaux et Orrouy. La dernière condition, celle du chevet plat, n'est pas remplie à Fresnoy-la-Rivière, mais l'esprit est néanmoins le même. Cependant, le plan des parties orientales de l'église Saint-Denis, avec double transept et abside à pans coupés, n'est pas original, mais pas non plus très répandu. D'autres exemples sont Crépy-en-Valois ; Lieu-Restauré (détruit) ; Litz et Roberval (avec des piliers ondulés) ; Cuvergnon, Rouvres-en-Multien et Thury-en-Valois, avec des piliers cylindriques. Dans ces deux dernières églises, les piliers engagés sont au moins en partie formés par les nervures des voûtes descendant jusqu'au sol, comme à Fresnoy-la-Rivière.
Depuis la nef, le transept s'ouvre par deux arcs-doubleaux de largeur analogue. Depuis le bas-côté, le croisillon sud s'ouvre par un arc-doubleau moins ouvert, car le croisillon sud est effectivement moins large que son homologue au nord, et s'aligne sur la largeur du bas-côté. La retombée des arcades s'effectue un peu en dessous du niveau de la couronne des murs gouttereaux de la nef. Les parties orientales sont toutefois moins élevées que la nef, qui, en raison de sa largeur, développe une hauteur autrement importante. Malencontreusement, un entrait se superpose aux deux doubleaux qui font communiquer la nef avec le transept. Ce défaut esthétique est fréquent quand des nefs non voûtées se raccordent aux parties orientales voûtées d'ogives. Le profil des trois doubleaux est calqué sur la dernière grande arcade de la nef. Celle-ci partage par ailleurs une colonne avec le transept. Elle paraît comme un pilier libre en regardant depuis l'ouest, mais s'avère comme étant un pilier engagé en hauteur, du côté est. Une telle disposition est inconcevable aux XIIe et XIIIe siècles, quand les architectes utilisent toujours des piliers fasciculés à l'intersection des différentes parties d'une église.
Des piliers cylindriques engagés existent au droit des murs gouttereaux, et à l'entrée de l'abside. Deux piliers cylindriques libres forment le centre du transept double, et recueillent chacun quatre doubleaux et autant d'ogives. Malgré ceci, ils sont plus minces que les piliers à l'intersection avec la nef et le bas-côté. Cette différenciation se traduit aussi par les bases. Côté nef, elles sont de plan octogonal, et influencées par la Renaissance, car le profil est dérivé d'un entablement. Ce constat soulève la question de l'ordre de la construction, car l'abside est également placée sous l'influence de la Renaissance. Peut-être s'agit-il en l'occurrence du résultat d'une reprise tardive. Au centre du transept, les bases correspondent à des piliers ondulés à huit renflements, avec huit larges sections concaves, et prennent la forme de plinthes moulurées. Ces bases reflètent le goût du maître d'œuvre pour la complication, qui s'exprime également à travers les piliers engagés au droit des murs latéraux et dans les angles, et soulignent que les piliers cylindriques ne sont ici pas le choix de la facilité, mais ont été retenus pour leur faible envergure. Pour comprendre la forme des piliers engagés en question, il convient de regarder le profil des ogives et des six arcs-doubleaux à l'intérieur du transept, qui est identique comme fréquemment à la période flamboyante. Il s'agit du profil le plus emblématique du style flamboyant, qui s'observe aussi, de manière légèrement simplifié, dans la base du clocher. Il se compose de deux gorges entre des filets saillants flanqués de fines moulures concaves. L'un des filets forme l'intrados, les deux autres dégagent la nervure des voûtains. Toujours en conformité avec l'usage, les formerets correspondent à la moitié des ogives. Ainsi les piliers engagés au droit des murs latéraux se composent de cinq noyaux, dont trois sont « complets », et deux pour moitié engagés dans les murs. D'autres exemples de nervures de voûtes descendant jusqu'au sol se trouvent dans les nef de Bouillancy et Lieu-Restauré ; dans les bas-côtés de Gisors et Saint-Pierre de Senlis ; dans le bas-côté et la chapelle latérale sud de Feigneux ; dans le croisillon sud de Clairoix ; et dans les collatéraux du chœur de Montagny-Sainte-Félicité, et Selon Monique Richard-Rivoire, c'est le type de support le moins fréquent, en raison de la difficulté de taille de profils aussi fouillés.
Les clés de voûte sont de trois types différents, en fonction des vaisseaux. Dans le collatéral nord, ce sont des disques arborant une feuille représentée en bas-relief. Dans le collatéral sud, ce sont des losanges définis par quatre contre-courbes formés par les filets de l'intrados des ogives. L'un contient un écusson aux trois fleurs de lis ; l'autre une petite rose. Dans le vaisseau central, des losanges du même genre s'inscrivent dans une étoile à huit branches, définie par autant de contre-courbes. Ces étoiles inscrivent un écusson identique au précédent, et un petit écusson non identifiable. Quant aux élévations latérales et au chevet, elles se caractérisent par des fenêtres en tiers-point au remplage flamboyant à deux lancettes à têtes trilobées, au-dessus de soubassements moins élevés au nord qu'au sud. Ici, les allèges ont la même hauteur que les piédroits. La limite des allèges n'est pas soulignée par un larmier, ce qui ne serait pas cohérent avec la dynamique verticale des piliers engagés. Les baies de la première travée sont nettement désaxées vers l'est, et jouxtent presque directement les piliers engagés. Sans doute s'agissait-il d'observer une certaine distance avec les doubleaux occidentaux, et d'assurer ainsi la solidité de la structure sans trop solliciter les murs gouttereaux de la nef et du bas-côtés pour contrebuter le transept. Les pourtours des baies latérales sont moulurés de la même manière que dans le bas-côté, excepté la deuxième baie du sud, où l'ébrasement est lisse. Les pourtours des deux baies orientales sont en outre entourés d'une rainure, ce qui est assez rare, et exprime certainement la volonté d'une hiérarchisation. Elle se traduit également à travers les remplages. Le tympan des baies latérales comportent un soufflet très resserré au milieu, qui est flanqué de deux écoinçons ajourés et de deux étroites mouchettes. Le tympan des baies orientales présente un soufflet beaucoup plus ouvert. Toutes les baies se caractérisent en revanche par les mêmes têtes trilobées au lobe central très fermé, et sont vraisemblablement issues de la même campagne de construction. L'on note que les têtes trilobées du même dessin ne figurent pas sur les baies du bas-côté et de la nef.

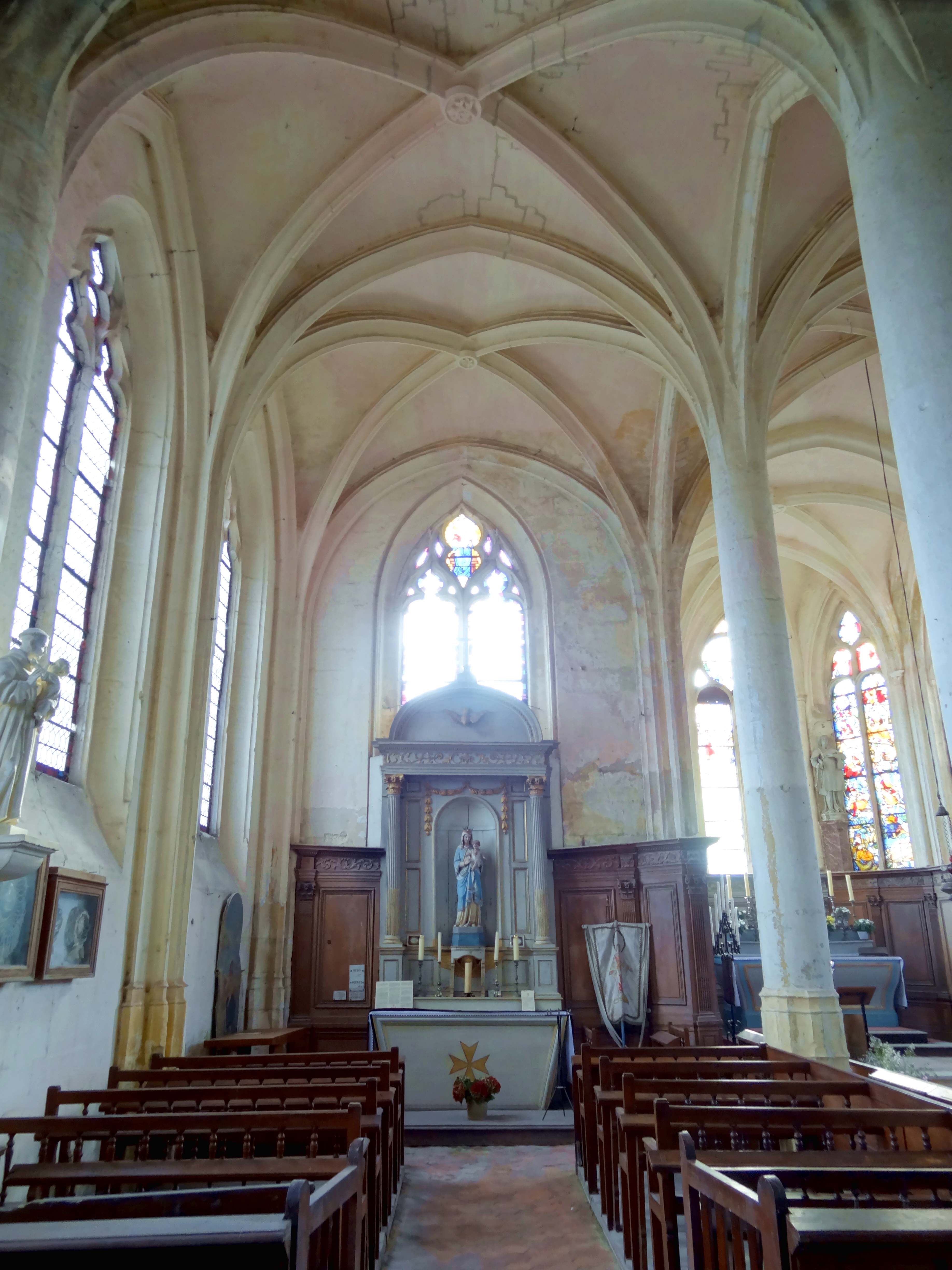
Collatéral nord, vue vers l'est.
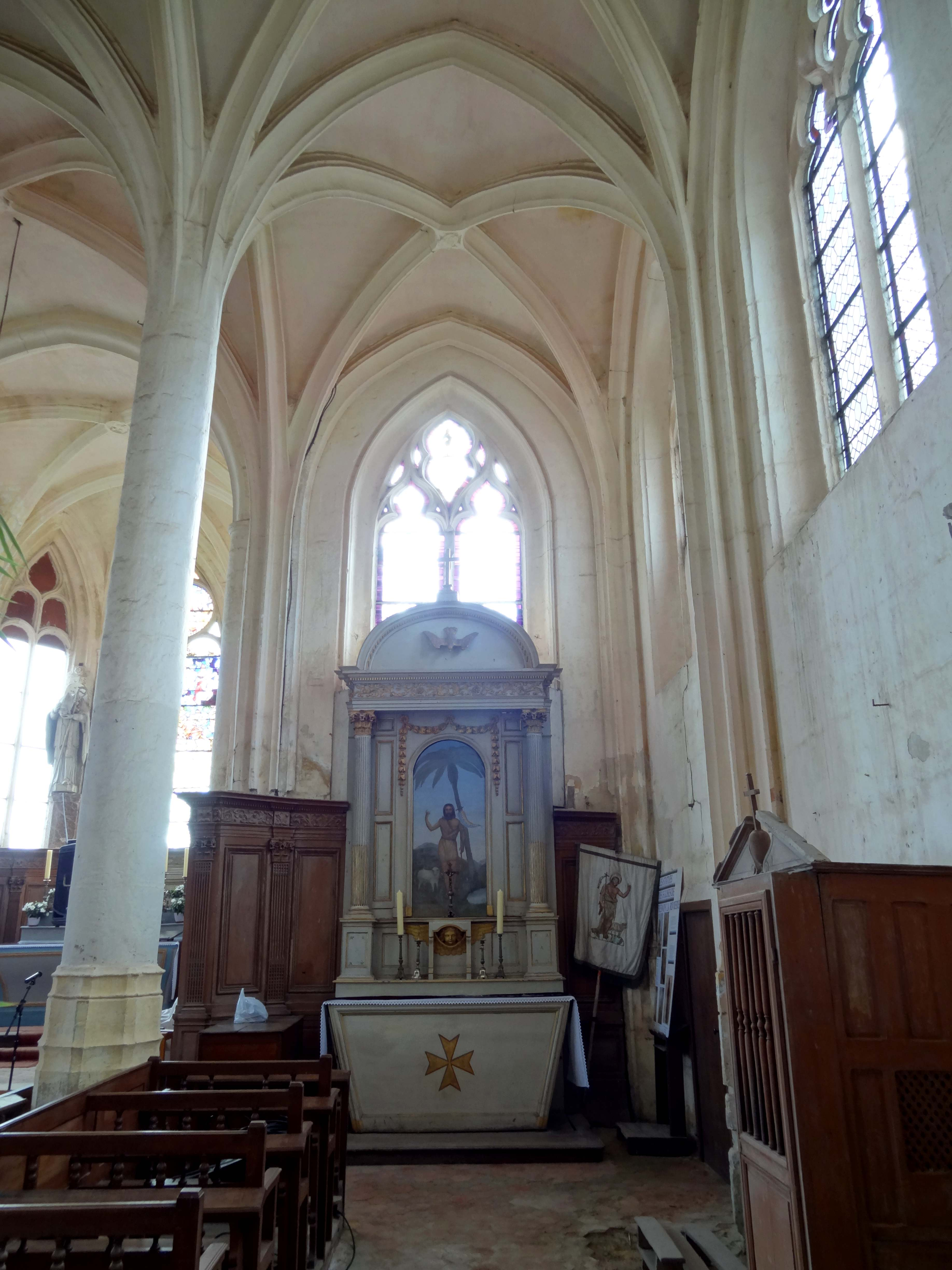
Collatéral sud, vue vers l'est.
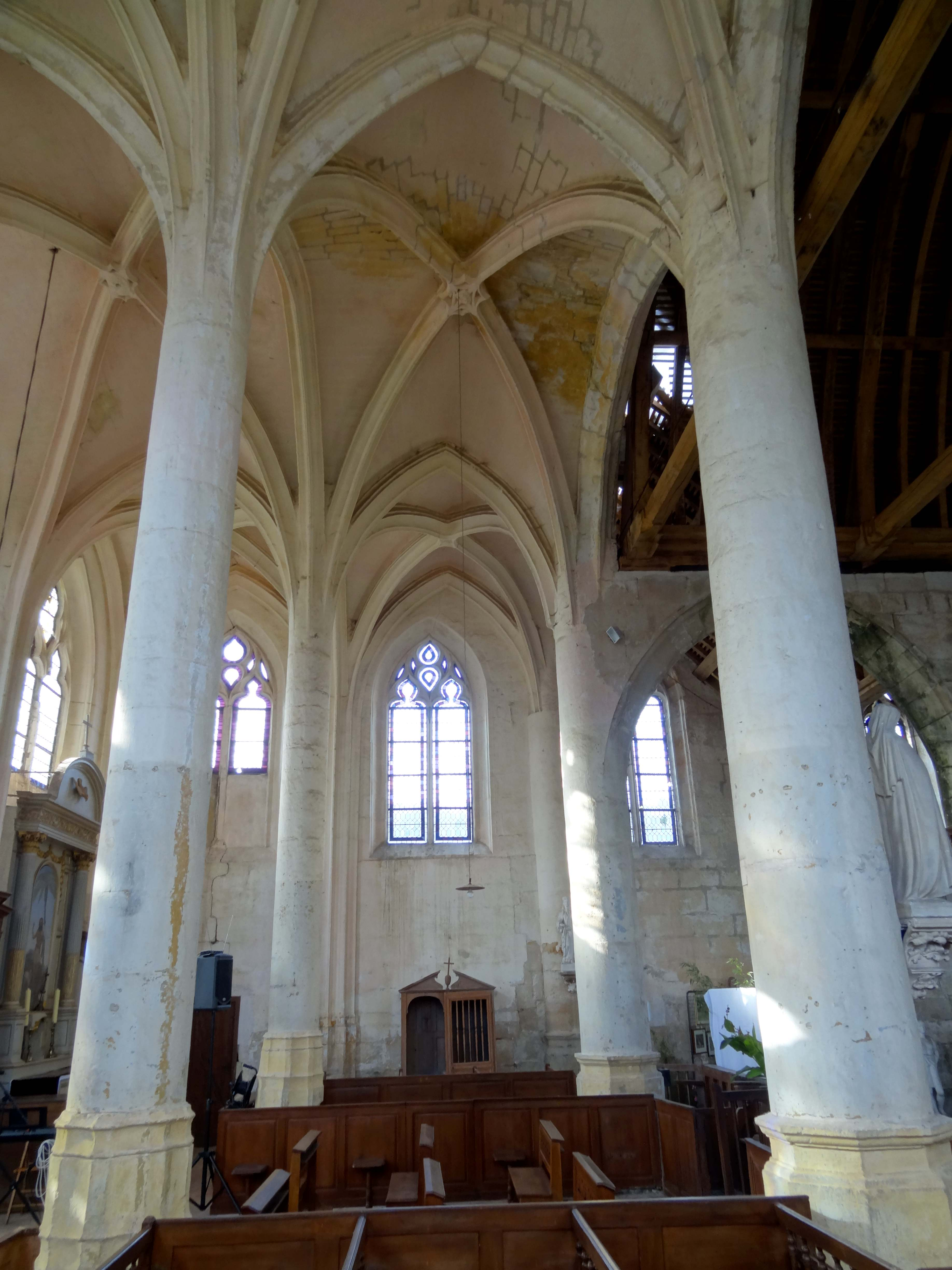
1re travée, vue nord-sud.
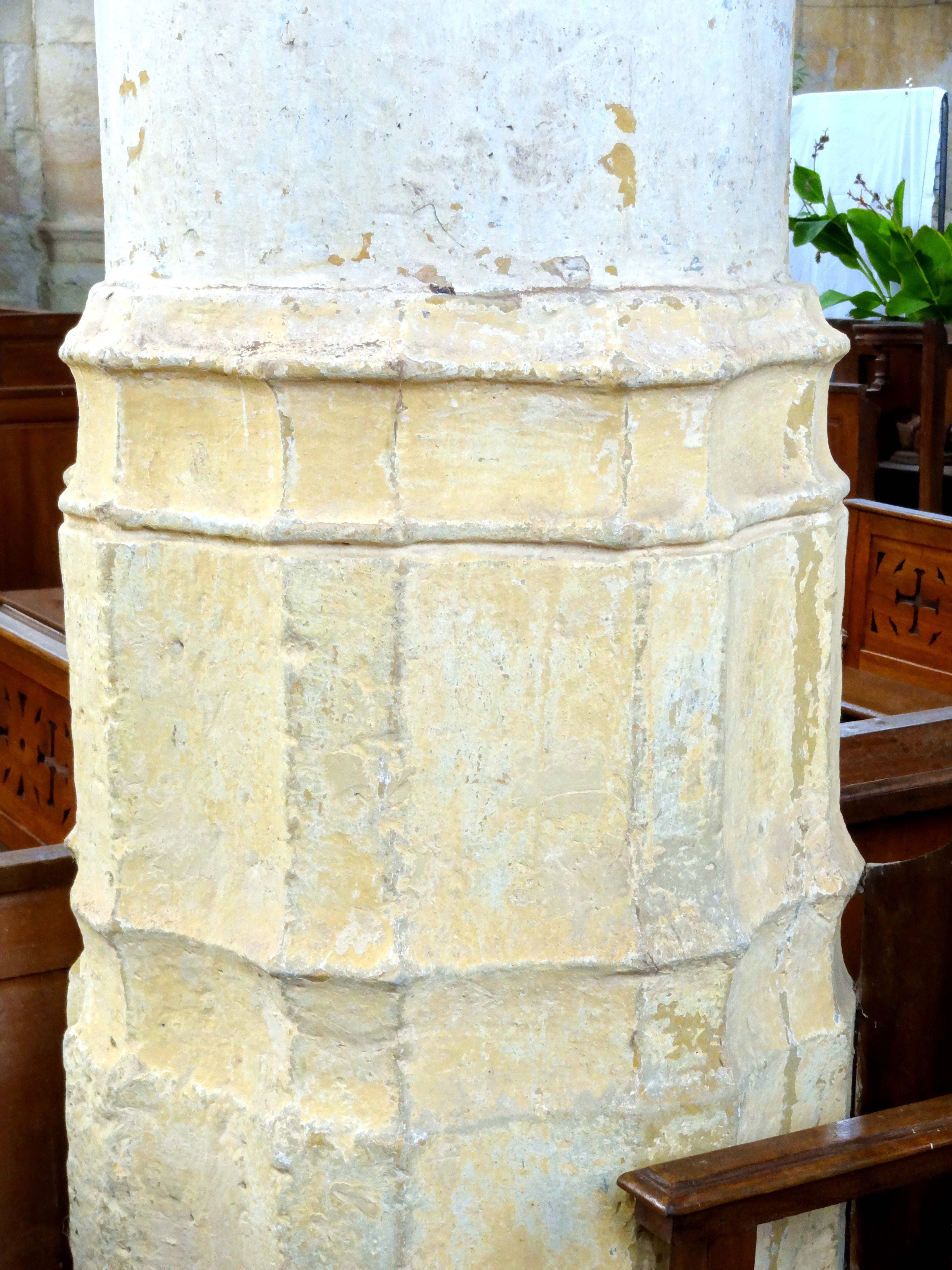
Base des piliers libres.
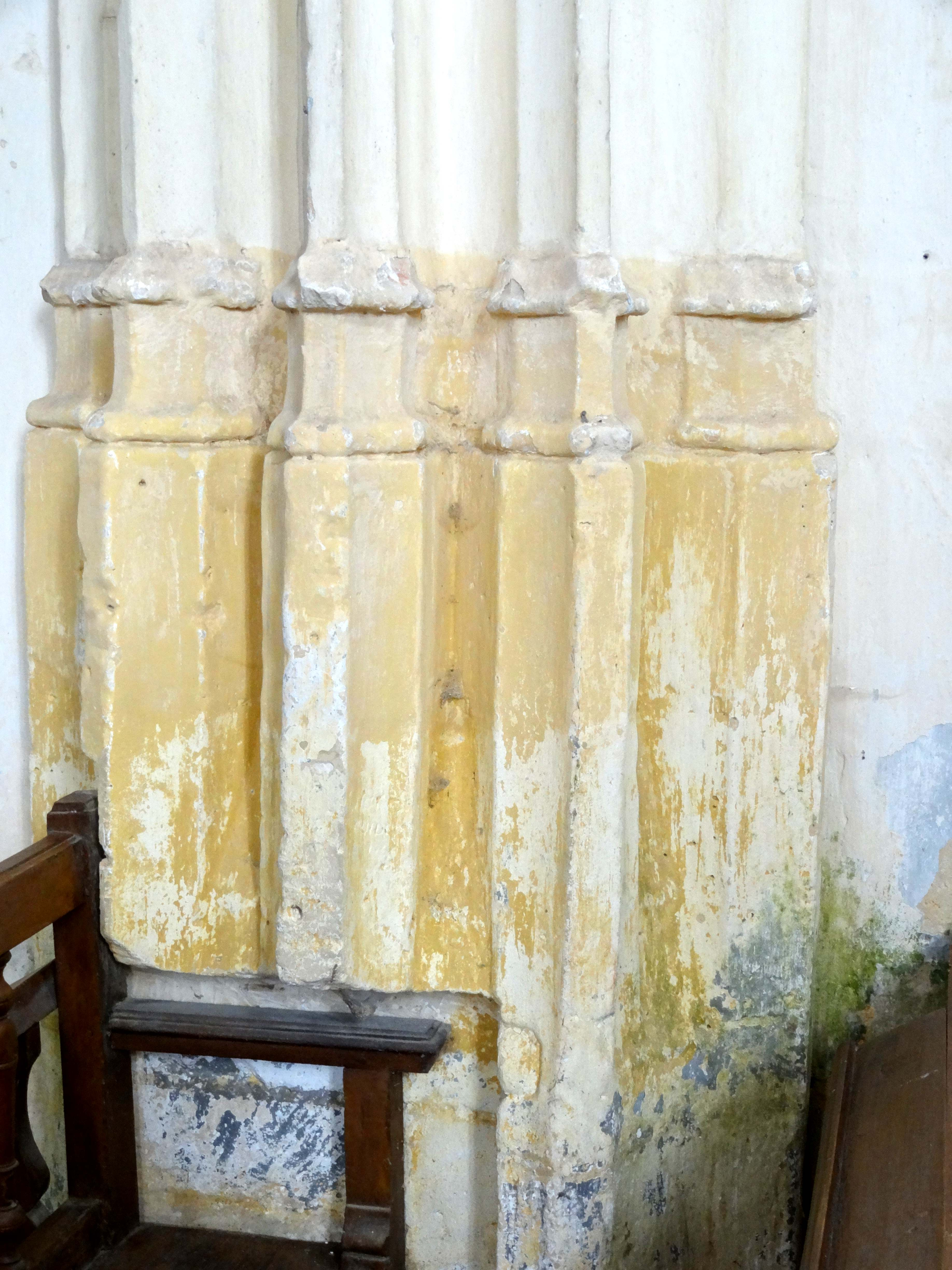
Base des piliers engagés.
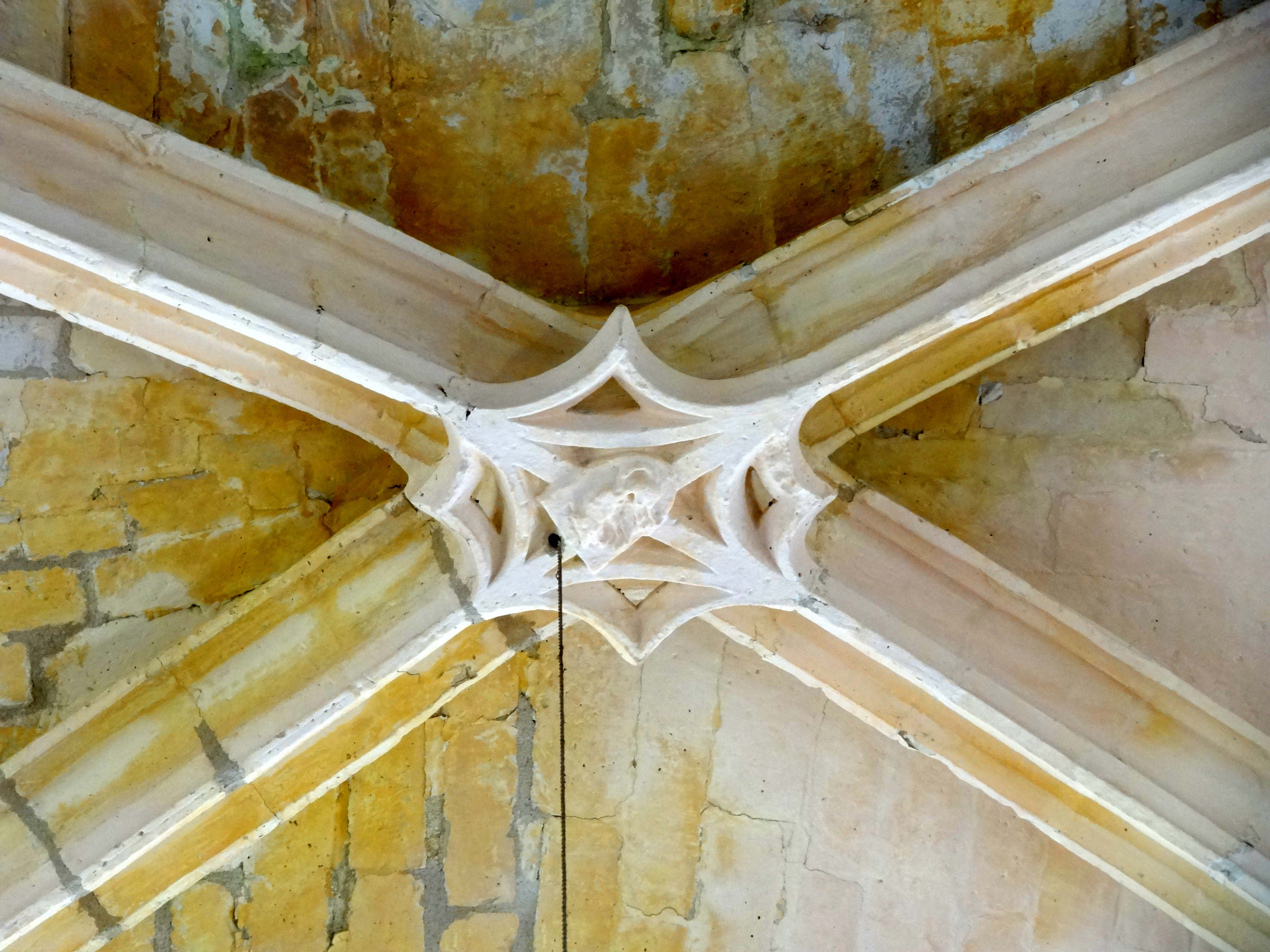
Vaisseau central, clé de voûte de la 1re travée.

#### Abside

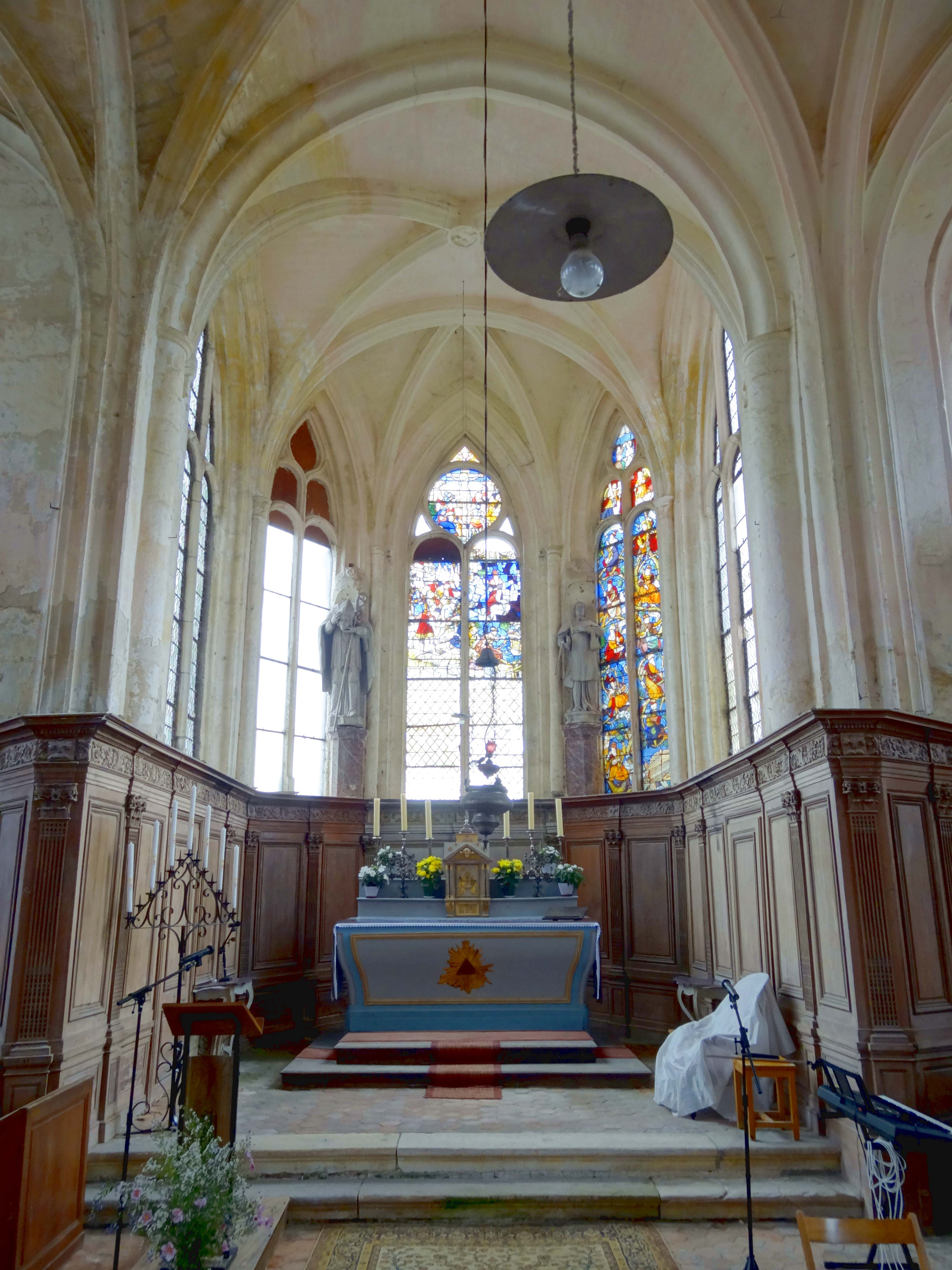
Vue vers l'est.

L'abside s'ouvre entre deux piliers engagés dans les murs de chevet des croisillons, par un doubleau qui accuse le même profil que les doubleaux vers la nef et le bas-côté. Mais contrairement à ceux-ci, il ne se fond pas directement dans les piliers, qui adoptent ici la forme de colonnes engagées, mais est reçu sur des minces tailloirs en profil de doucine. L'effet est beaucoup moins heureux. En plus d'une rupture de style sur le plan des supports, l'intérieur de l'abside montre d'autres maladresses. Elles s'expliquent sans doute par une interruption après la construction des murs et des supports engagés, qui se manifeste à travers un remplage Renaissance des fenêtres en décalage avec leur tracé en tiers-point très aigu, et un positionnement des formerets en dessous des lunettes des voûtes. La configuration de l'abside est assez particulière. Sa partie droite présente des pans de mur plus larges que le chevet. Elle est voûtée séparément, et possède des fenêtres latérales à trois formes en plein cintre. Sans que l'on puisse en identifier la cause, ces fenêtres sont désaxées vers l'est. La mouluration des pourtours est encore toute flamboyante, et analogue au transept, mais le réseau se compose seulement des formes en plein cintre déjà signalées, dont celle du milieu est surmontée d'une autre, plus courte. La clé de voûte arbore l'agneau mystique portant un étendard. Les ogives accusent un large filet entre deux rainures, deux doucines, et deux quarts-de-rond entre des listels, et annoncent la Renaissance. Le doubleau intermédiaire est analogue aux ogives. Les formerets correspondent toujours à la moitié des ogives. Ils sont reçus sur des culs-de-lampe du côté ouest, près du doubleau à l'entrée de l'abside, et butent contre les ogives du côté est. Les culs-de-lampe sont sculptés de têtes humaines.
À l'intersection des deux voûtes, les ogives et le doubleau retombent sur des colonnettes à chapiteaux, aux tailloirs en profil de doucine, et aux corbeilles cylindriques sculptées de figures en buste saillantes. Le fond de l'abside est éclairée par trois baies à deux formes en plein cintre. Les baies latérales sont plus étroites que la baie d'axe. Les premières affichent au tympan deux courtes formes en plein cintre surmontées d'un soufflet simplifié, et la dernière, un oculus circulaire entre trois écoinçons ajourés, à l'instar de la fenêtre de la fin du XIIIe siècle au nord de la nef. Il n'y a pas de clé de voûte sculptée au point de rencontre entre le doubleau intermédiaire et les deux ogives. Les formerets butent toujours contre les ogives. Celles-ci sont reçues sur des colonnettes à chapiteaux, dont les tailloirs sont sculptés d'un rang d'oves et de dards, et dont les courtes corbeilles cylindriques sont frustes. Comme le souligne Dominique Vermand, le recouvrement de l'abside par deux voûtes séparées est fréquent dans le Soissonnais, et se trouve déjà à Morienval vers 1125,. À la période flamboyante, le même parti s'observe aussi à La Chapelle-en-Serval, Droizelles, Marolles et Mézy-sur-Seine.

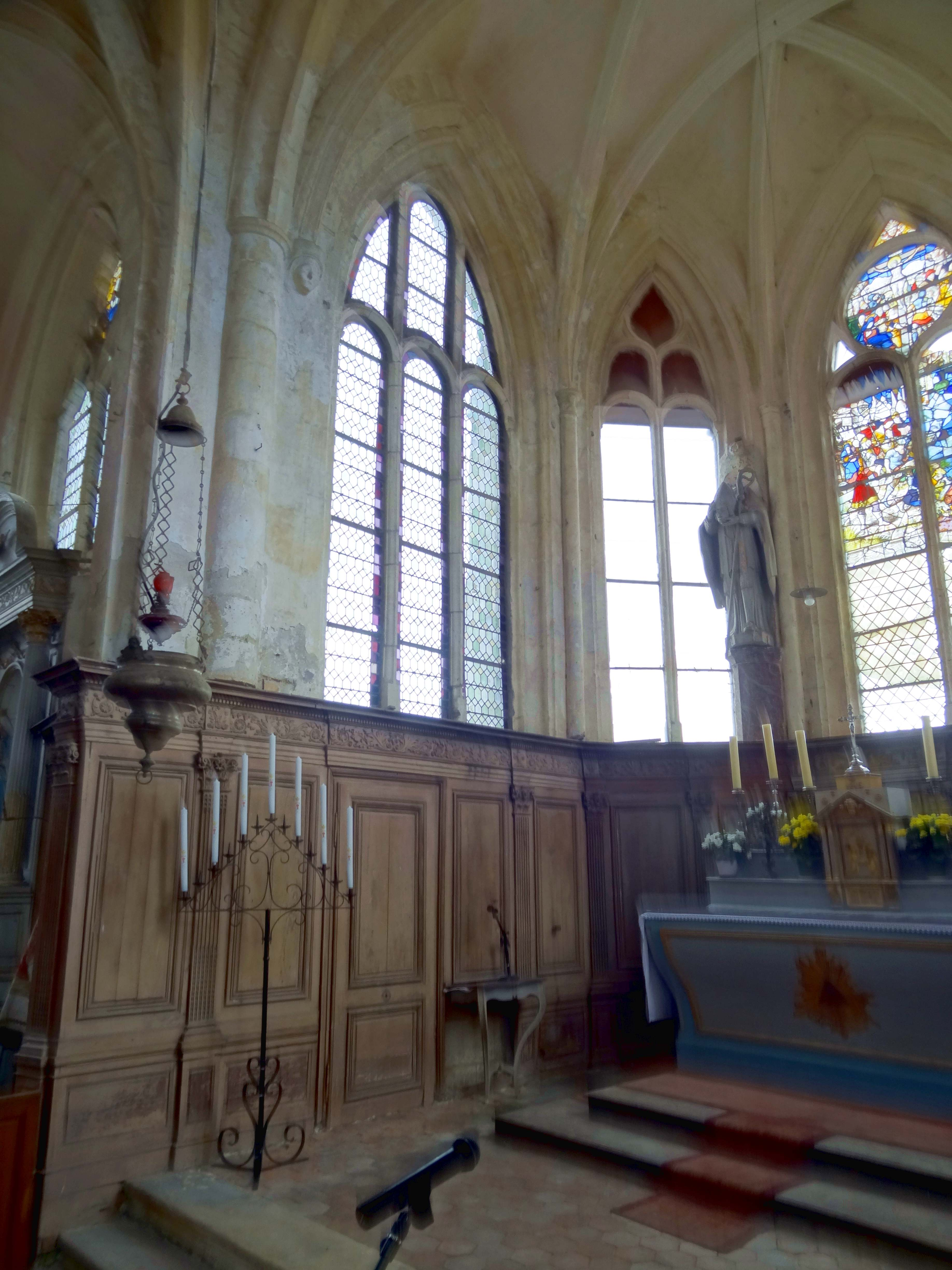
Vue vers le nord-est.
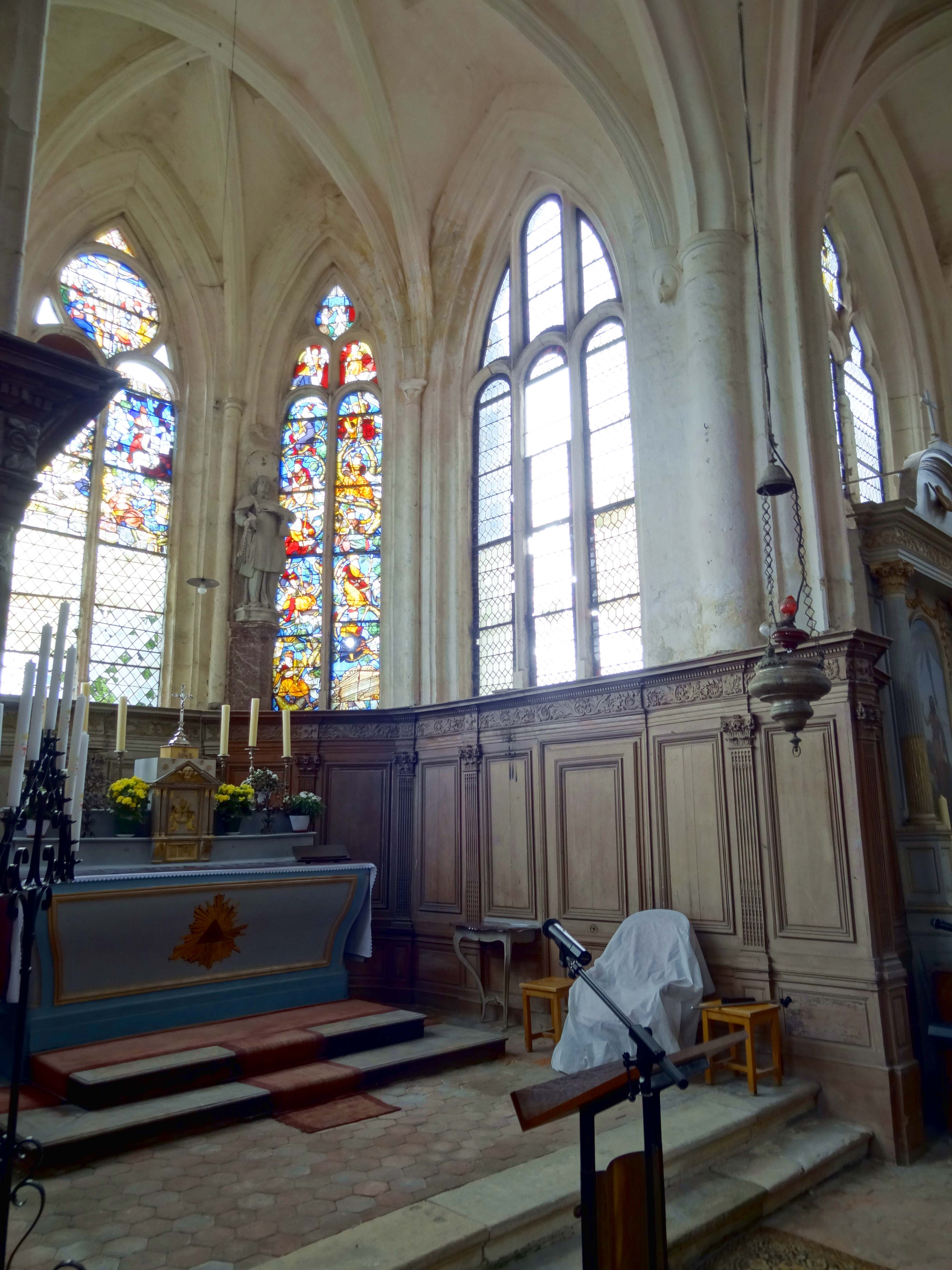
Vue vers le sud-est.
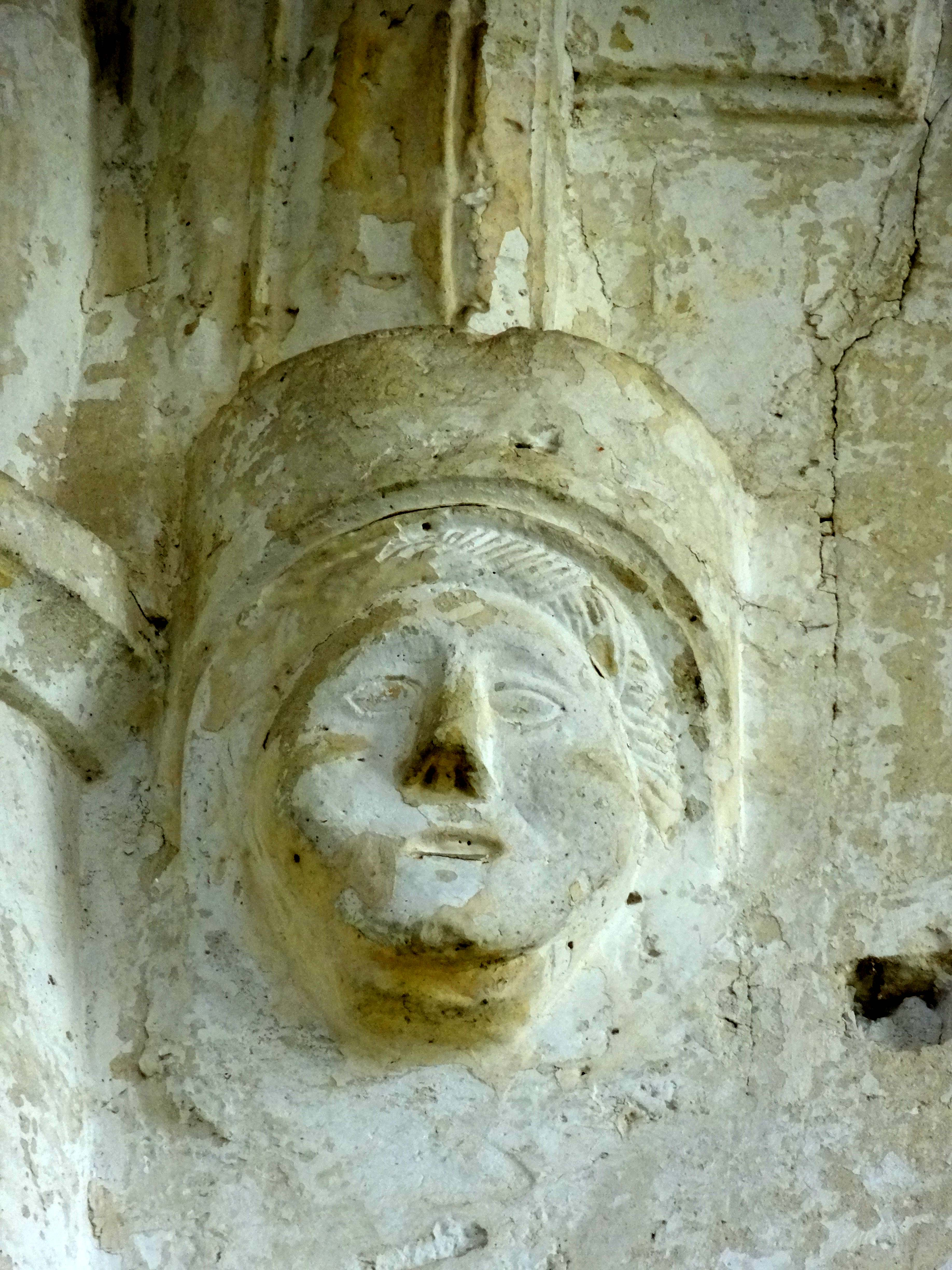
Cul-de-lampe du formeret au nord-ouest.
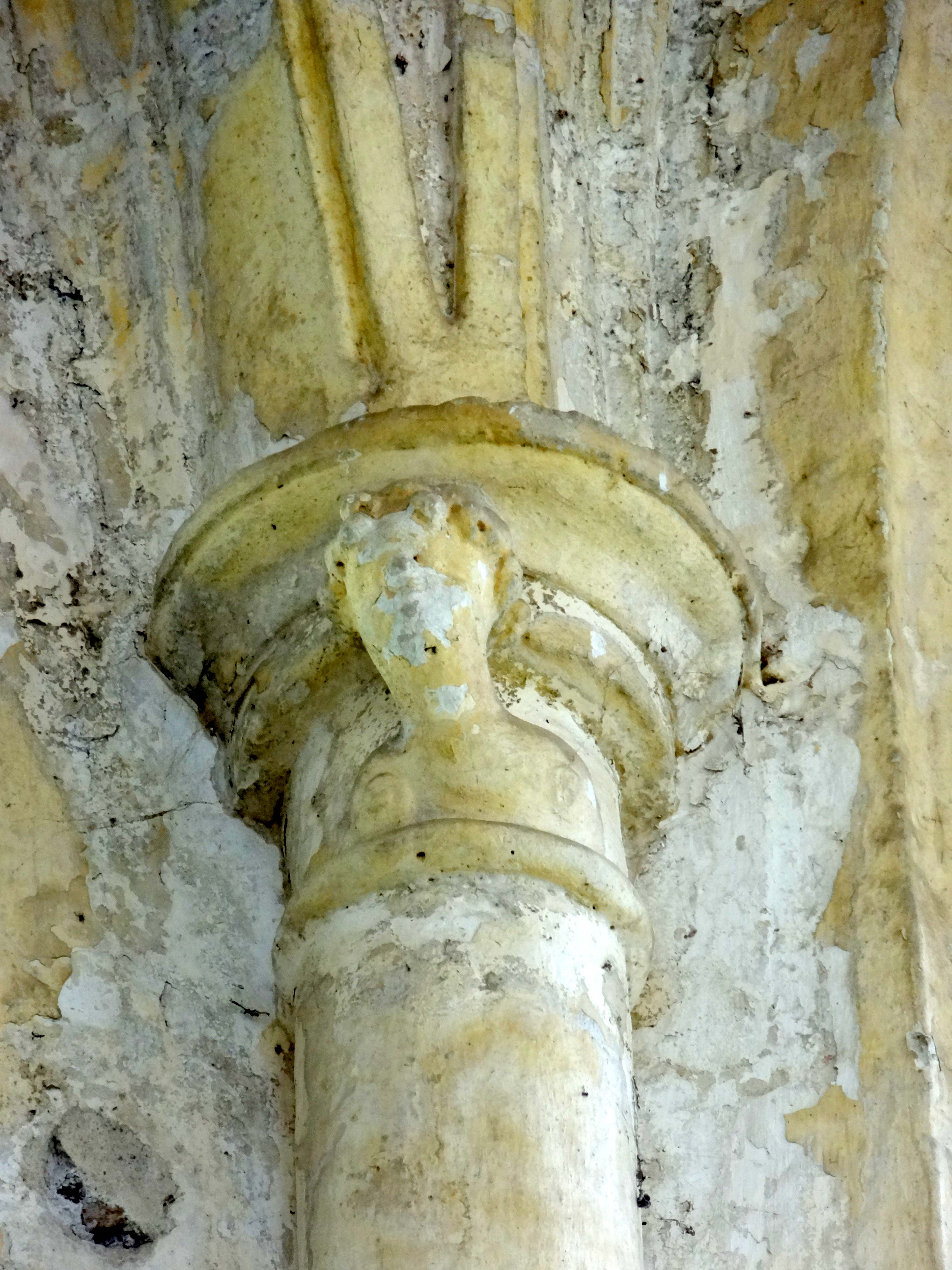
Chapiteau du doubleau intermédiaire, côté nord.
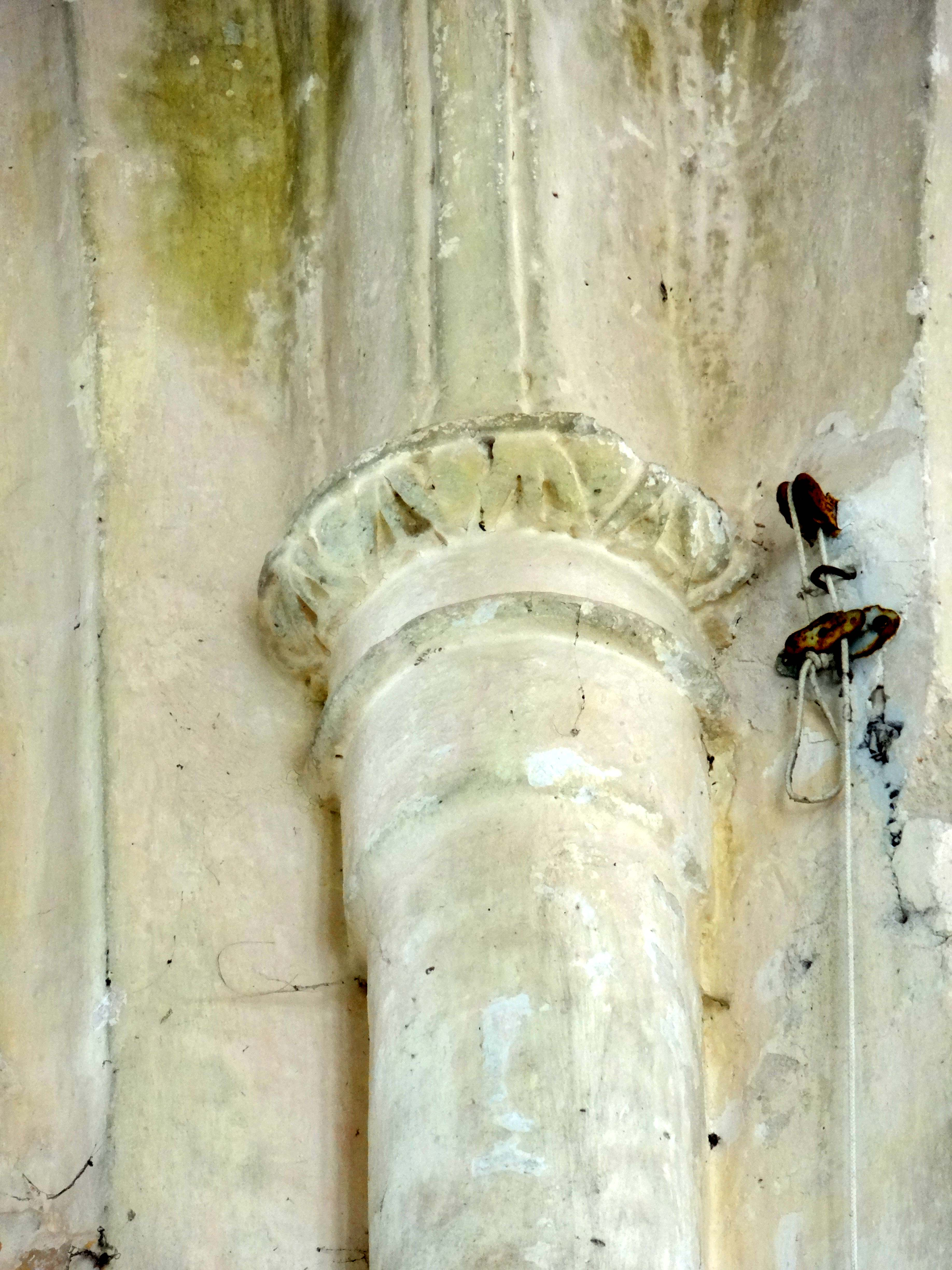
Chapiteau de l'ogive dans l'angle nord-est.
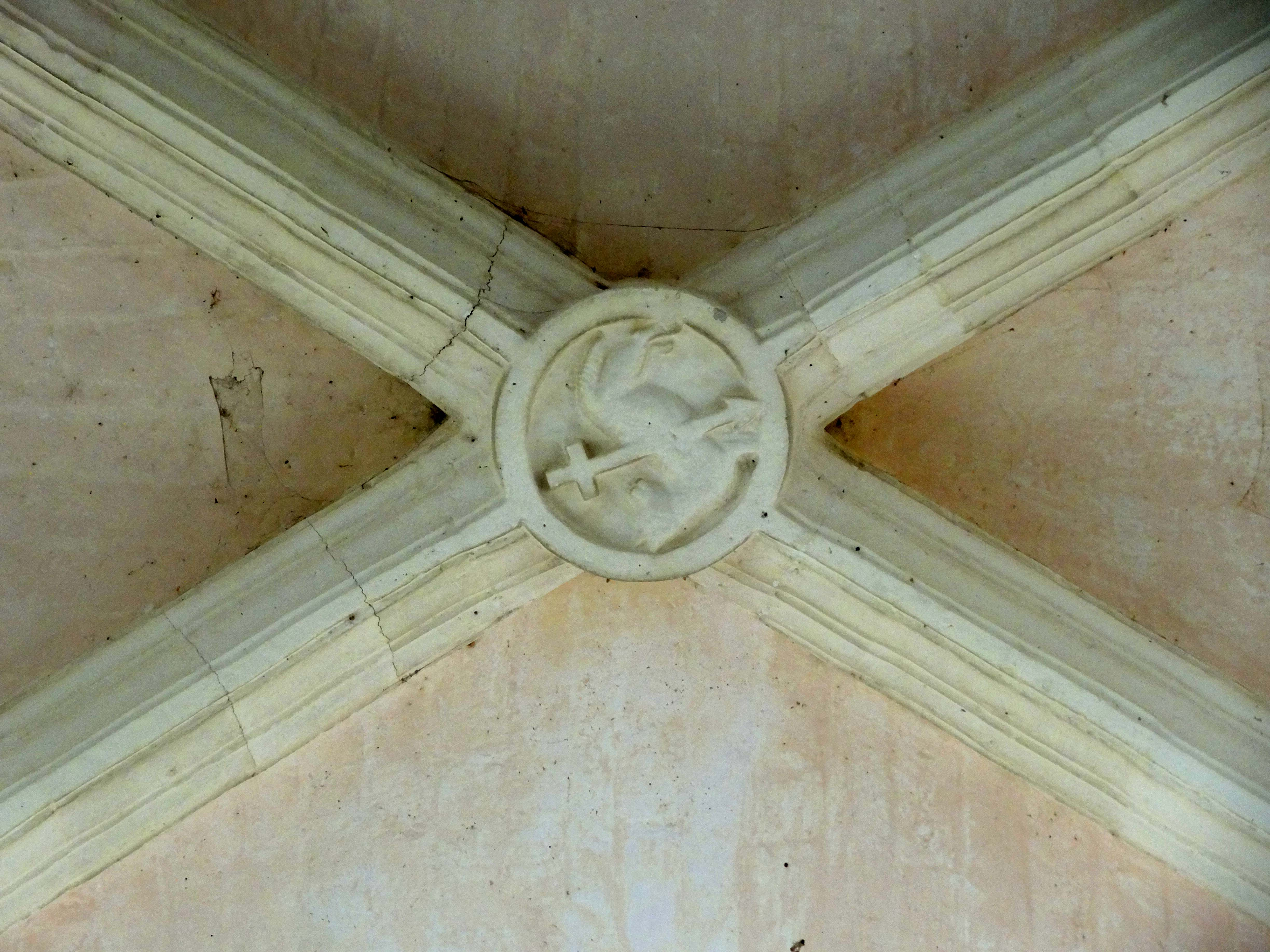
Clé de voûte de la partie droite.

### Extérieur

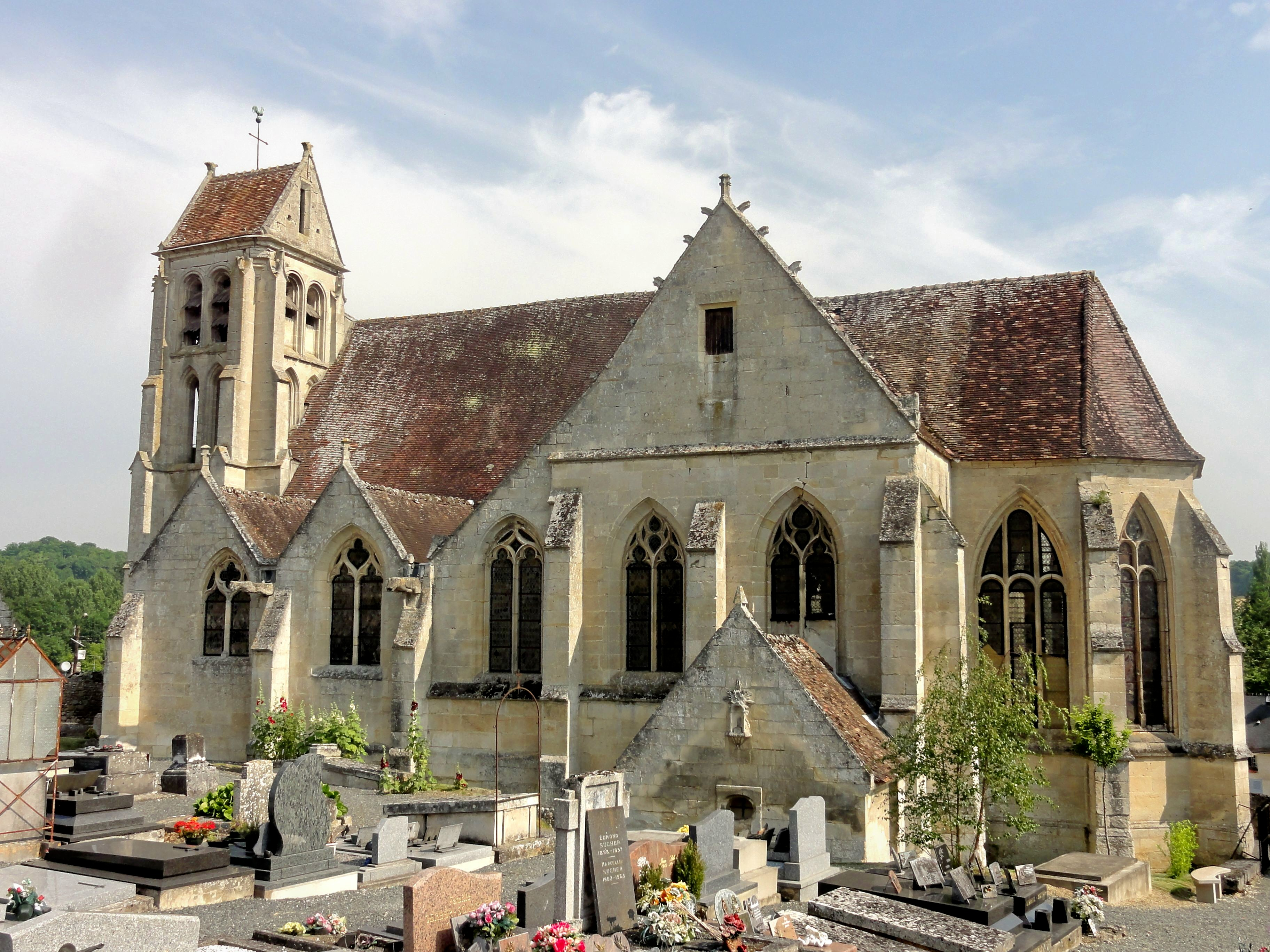
Vue depuis le sud.

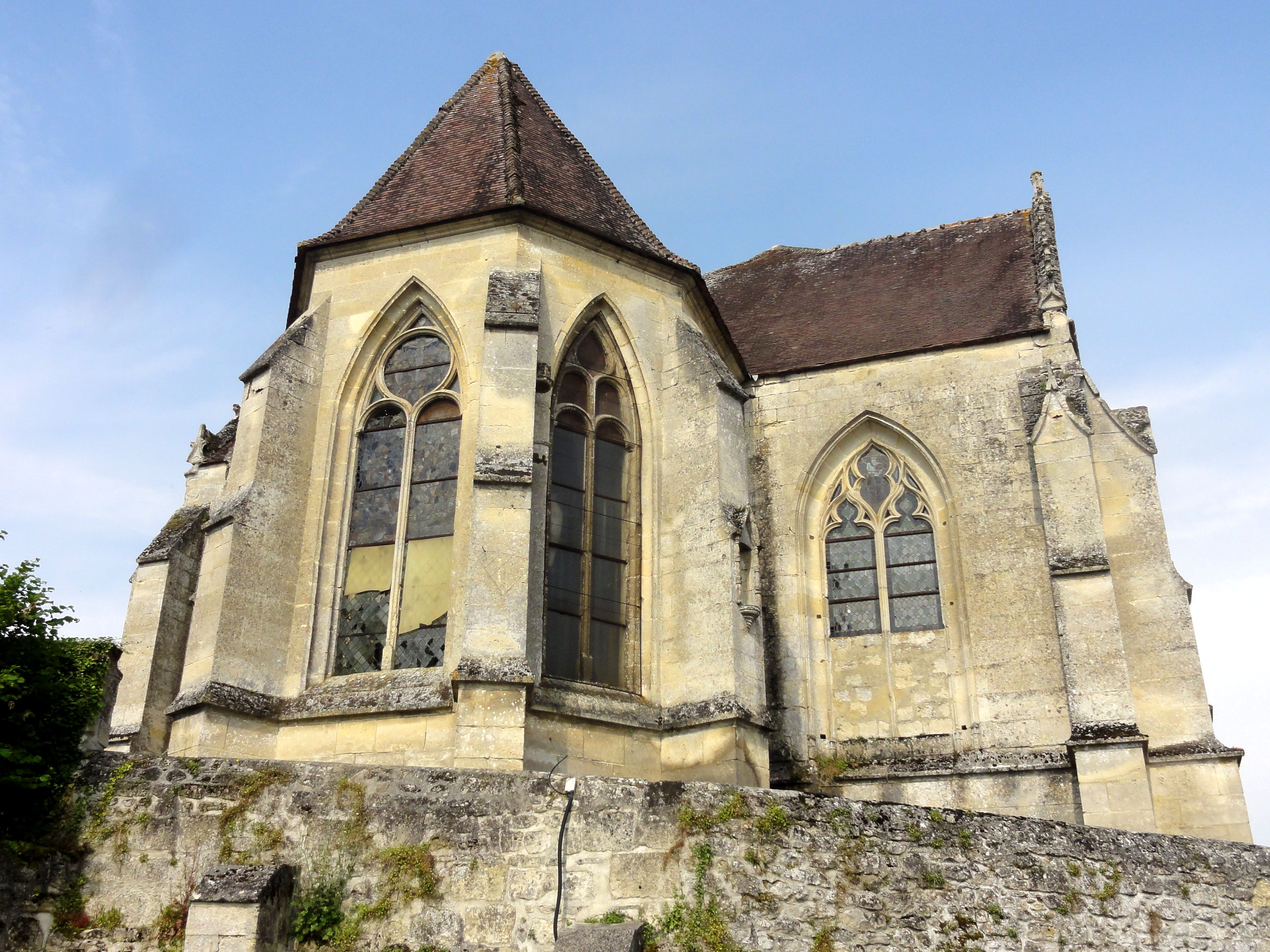
Vue depuis l'est.

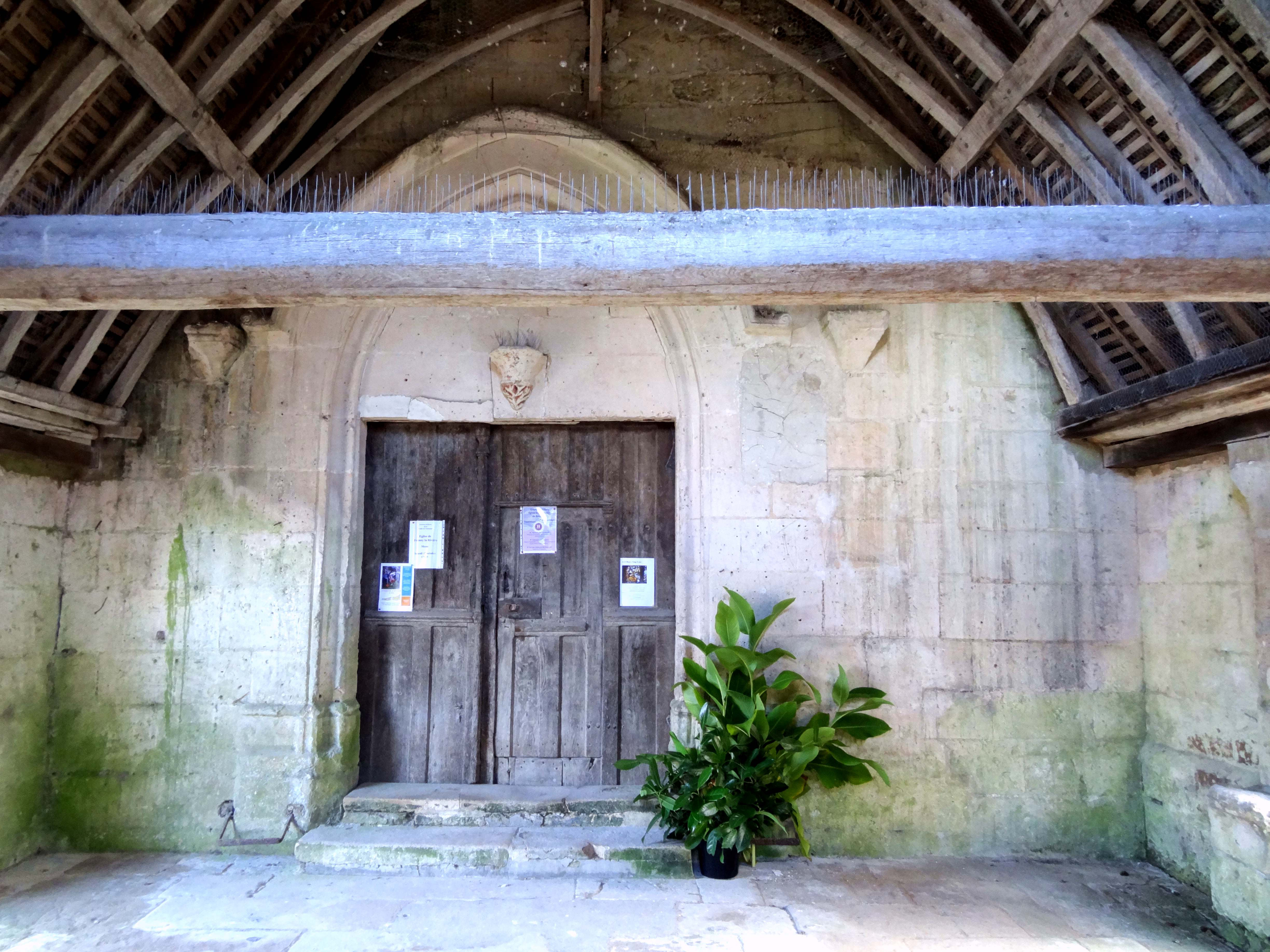
Portail occidental sous le porche.

Si l'église Saint-Denis adopte de nombreux partis assez fréquents dans la région, et que son originalité réside, à l'intérieur, surtout dans son plan, sa silhouette est bien singulière, ce qui vaut évidemment aussi pour la plupart de ses voisines. En l'occurrence, la particularité est le très haut demi-pignon de la nef, qui prend appui contre le clocher et atteint la même hauteur que son étage de beffroi. La hauteur du pignon ne reflète pas du tout la hauteur réelle de la toiture de la nef. Au nord du clocher, un toit en appentis descend jusqu'au niveau du faîtage, puis se confond avec le rampant nord de la toiture. Le maître d'œuvre voulut, tant que possible, éviter les noues, et opta également pour un demi-pignon pour la troisième travée du bas-côté sud, qui prend appui contre le transept. Aussi, les deux travées des croisillons du transept se partagent-ils un même pignon. Il est pratiquement certain que ce fut un confrère qui choisit de pourvoir les travées de bas-côtés de toits en bâtière indépendants, ce qui va dans un sens contraire. Le remplage de la fenêtre de la troisième travée ne laisse pas de doute que ce réseau fut réalisé en dernier lieu. Un autre caractéristique de l'église Saint-Denis est le porche inhabituellement spacieux, dépassé seulement par Béthisy-Saint-Pierre. À l'intérieur, des bancs de pierre forment le soubassement des murs nord, ouest et sud. Enfin, on note la position du clocher dans l'angle sud-ouest de la nef, et non au-dessus de la première travée du bas-côté sud, qui ne commence qu'après le clocher, et n'était certainement pas encore prévu au moment du lancement du chantier du clocher. Par manque de recul devant la façade occidentale, le bas-côté n'est pas visible en s'approchant de l'église depuis l'ouest ou le nord, et l'on est pris par surprise en le découvrant une fois entré dans l'église.
L'église est entièrement appareillée en pierre de taille, et les toitures sont réalisées en tuiles plates. Tous les pignons sont sommés d'antéfixes. Les rampants des deux pignons du transept et du demi-pignon de la nef sont garnis de crochets. Ces pignons prennent appui sur un larmier. Ceux du transept et du clocher sont percés d'une haute ouverture rectangulaire pour l'aération des combles, à moitié bouchée au sud, et celui de la nef présente la grande fenêtre flamboyante déjà décrite. L'abside possède une corniche composée de plusieurs strates de modénature resserrées, et le mur gouttereau nord de la nef, une corniche plus rudimentaire composée d'une tablette au-dessus d'un cavet. Des gargouilles n'existent qu'à l'intersection des travées du bas-côté sud. Sauf sur ses deux premières travées, les contreforts se retraitent par un larmier à la limite des allèges, qui concerne les trois faces sur l'abside et le croisillon nord. Les contreforts de l'abside et du croisillon nord comptent une deuxième retraite par un larmier à mi-hauteur des fenêtres. Le contrefort nord de l'abside porte une niche à statue, dont le fronton triangulaire se superpose à ce deuxième larmier. D'une manière assez curieuse, le contrefort nord-est de l'abside présente une niche à statue sur son flanc latéral nord, tout en hauteur. Son dais prend la forme d'un petit dôme. Une autre niche, plus élaborée, existe par ailleurs sur la sacristie. Tous les contreforts s'amortissent par un glacis formant larmier, qui est complété par un gâble garni de crochets sur le croisillon nord et le clocher. La limite des allèges est marquée par un larmier sur la dernière travée du bas-côté sud, le transept et l'abside. Ce sont les réseaux des fenêtres qui font le principal ornement des élévations extérieures. Ils ont déjà été abordés dans le contexte de l'intérieur. Le portail occidental est en tiers-point, et entouré d'une voussure en continu, délimitée par des arêtes saillantes. Son archivolte est en outre surmontée d'un bandeau mouluré, dont le profil se rapproche de celui des formerets de l'abside. Le bandeau se continue sur une courte distance au niveau des impostes, et rencontre deux culs-de-lampe simples ayant jadis servi de support à des statues. Un troisième cul-de-lampe, dont la corbeille est sculptée de maigres feuilles déchiquetées dans le goût du XIVe siècle, est encastré dans le linteau, qui supporte un tympan lisse.
Le clocher en bâtière et l'un des rares exemplaires de la période à présenter un double étage de beffroi dans la région. Sinon, la tour est d'assez belle facture, mais austère, et ornée avec parcimonie. La base atteint la même hauteur que les murs gouttereaux de la nef. Elle n'est éclairée que par une petite baie flamboyante du côté sud. À l'ouest, le petit portail en anse de panier est entourée de deux larges et d'une étroite voussure, délimitées par autant d'arêtes munies de bases, et surmonté d'un bandeau mouluré retombant sur de petits culots. Les contreforts se retraitent par un larmier à un tiers de la hauteur du rez-de-chaussée, et puis par un simple fruit aux deux tiers de la hauteur. Ensuite, un larmier continu marque la limite d'avec l'étage intermédiaire aveugle, qui est de hauteur nettement moindre. Un deuxième larmier continu souligne le début de l'étage de beffroi. À son niveau, les contreforts se retraitent par des chaperons présentant de face un gâble aux rampants galbés. L'étage de beffroi est ajouré de deux niveaux de deux baies sur chacune de ses faces, mais les baies regardant le nord donnent sur l'intérieur de la nef et les combles, et sont bouchées. Les baies du premier niveau sont en arc brisé, et entourées de trois gorges. Les baies du deuxième niveau prennent appui sur un larmier, qui se situe assez curieusement deux assises au dessus du dernier larmier simple qui scande les contreforts. Ces baies sont en plein cintre. Elles sont entourées d'un tore, moulure archaïque au XVIe siècle, et de deux faibles ressauts. Immédiatement en dessous de la corniche, les contreforts s'amortissent par des glacis complétés par des gâbles aux rampants garni de crochets, comme déjà signalés sur le croisillon nord. La corniche, hors du commun, se présente comme une large frise de feuilles déchiquetées, dont la plupart n'a pas résisté au temps. La frise est délimitée bar deux baguettes non dégagées, et surmontée d'un bandeau saillant. Comme particularité, l'angle sud-ouest est coupé, et la corniche y forme encorbellement.

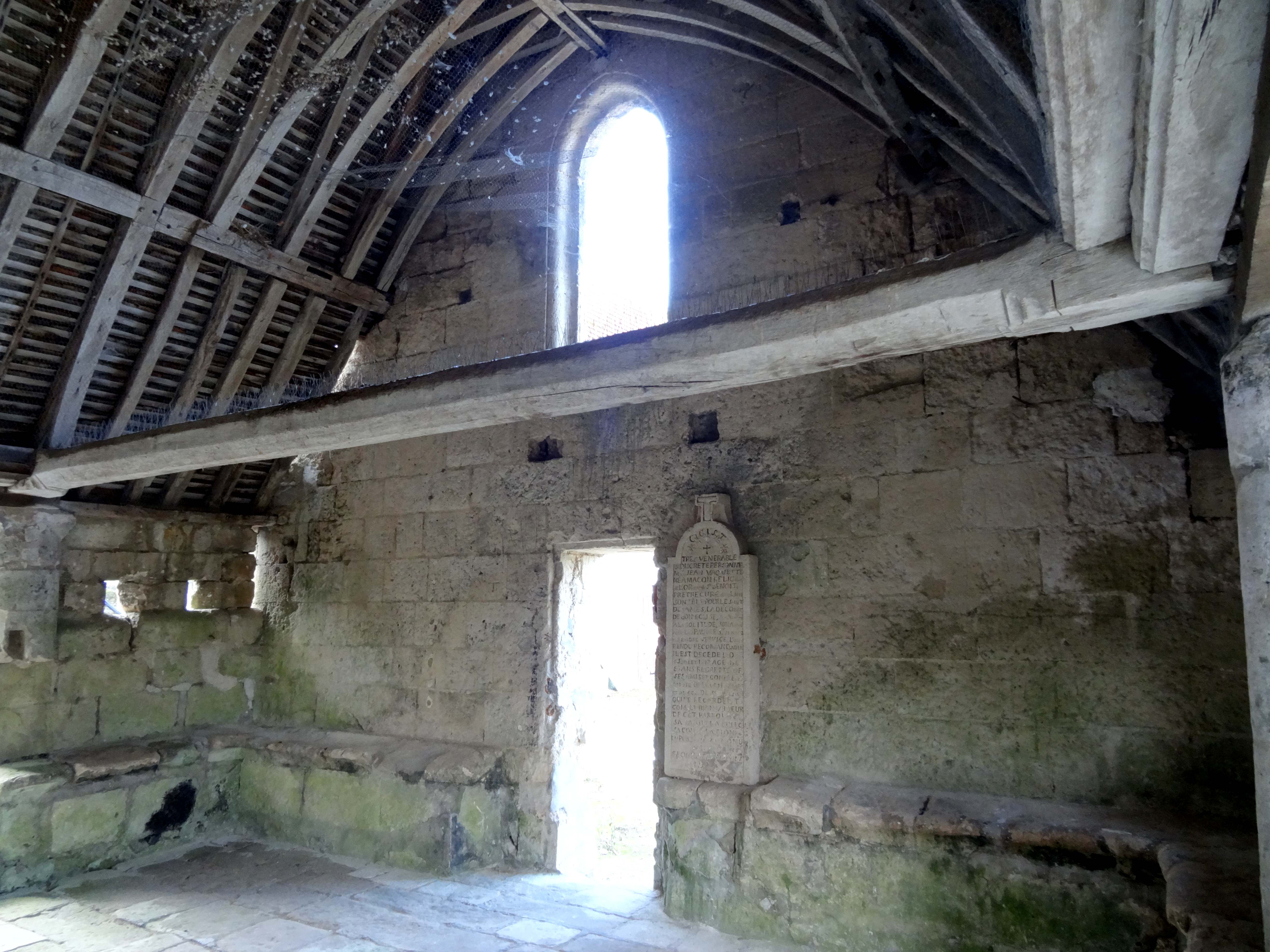
Porche, vue vers le sud-ouest.
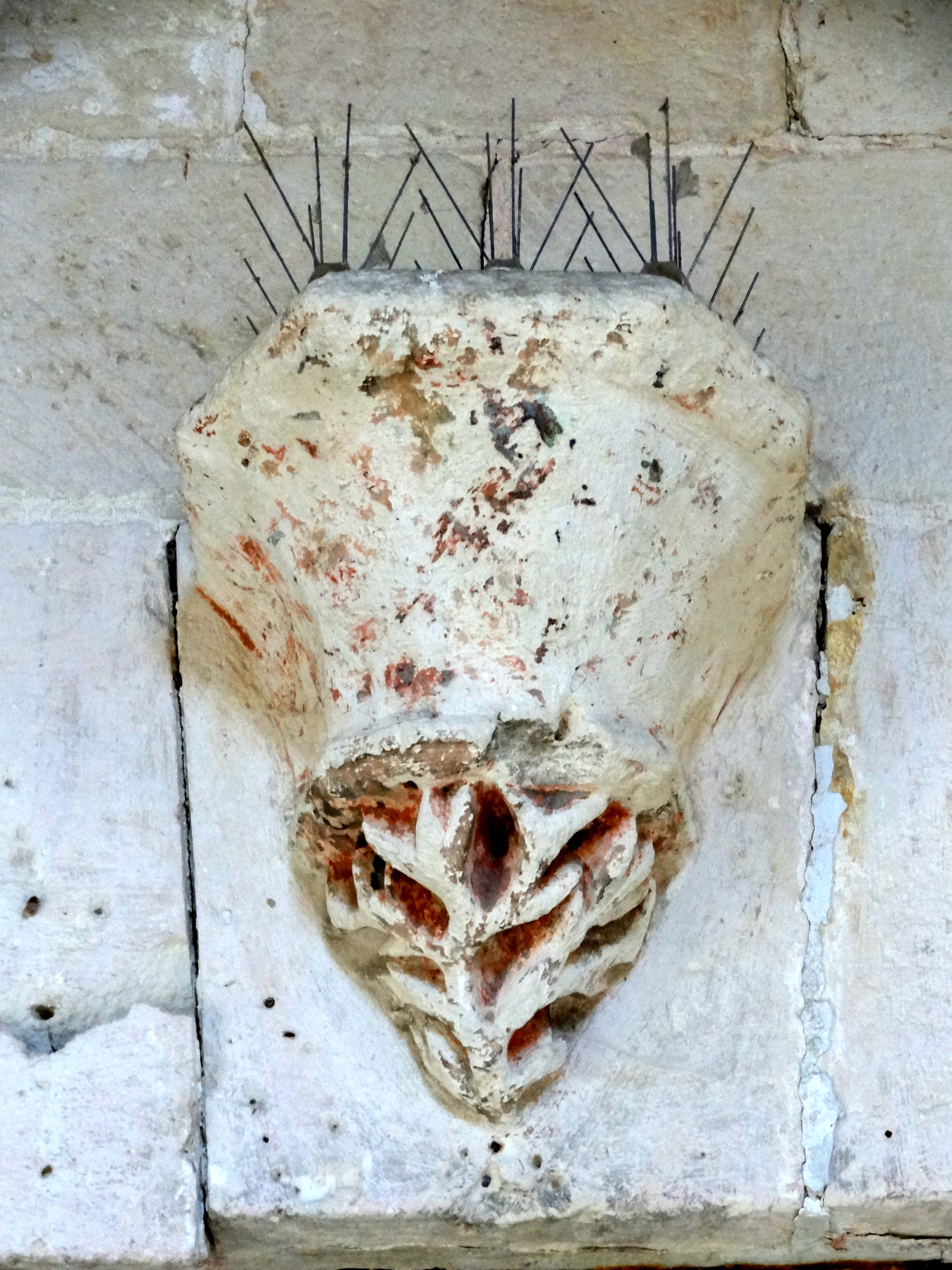
Console au-dessus du portail sous le porche.
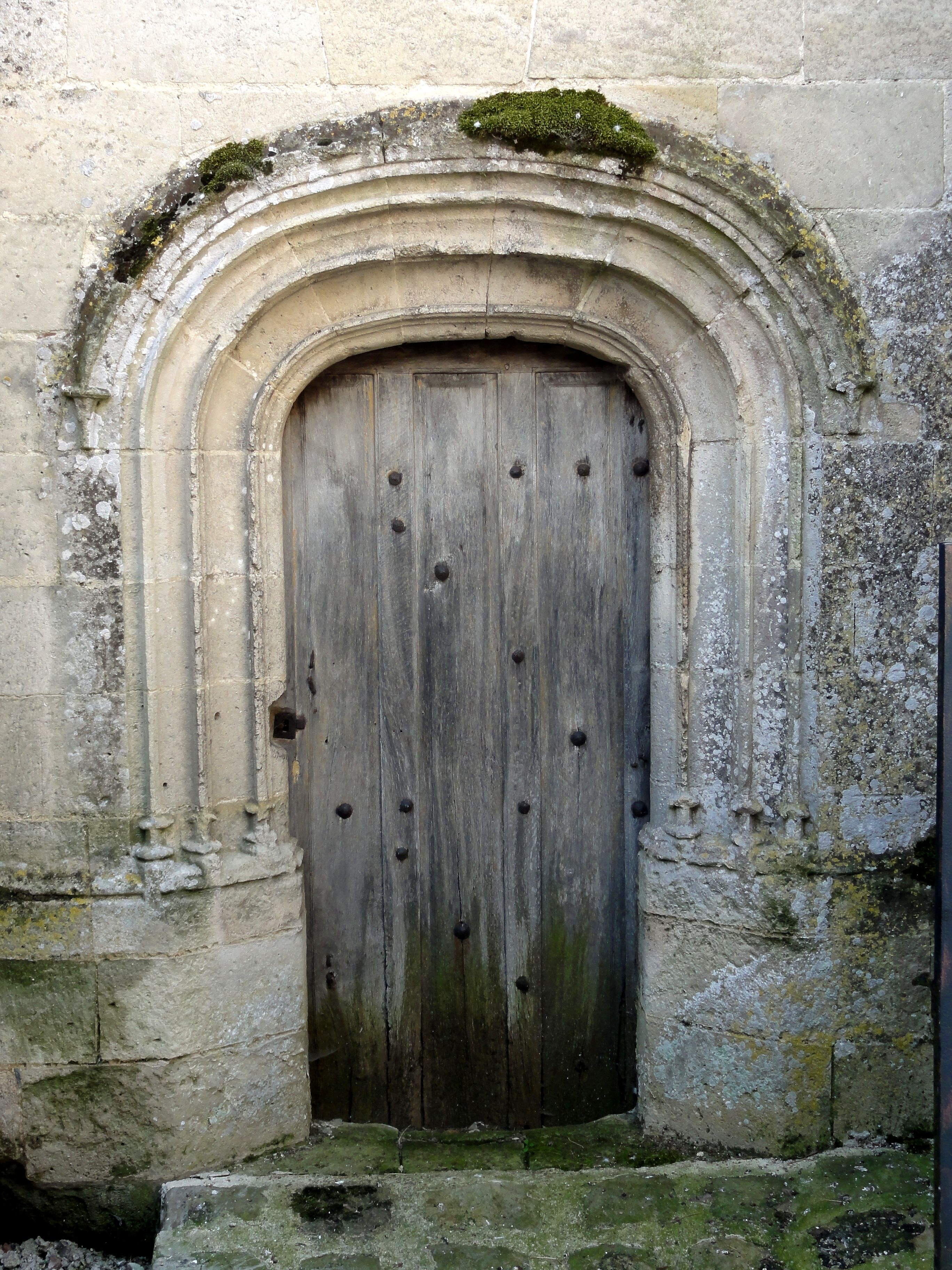
Portail dans la base du clocher.
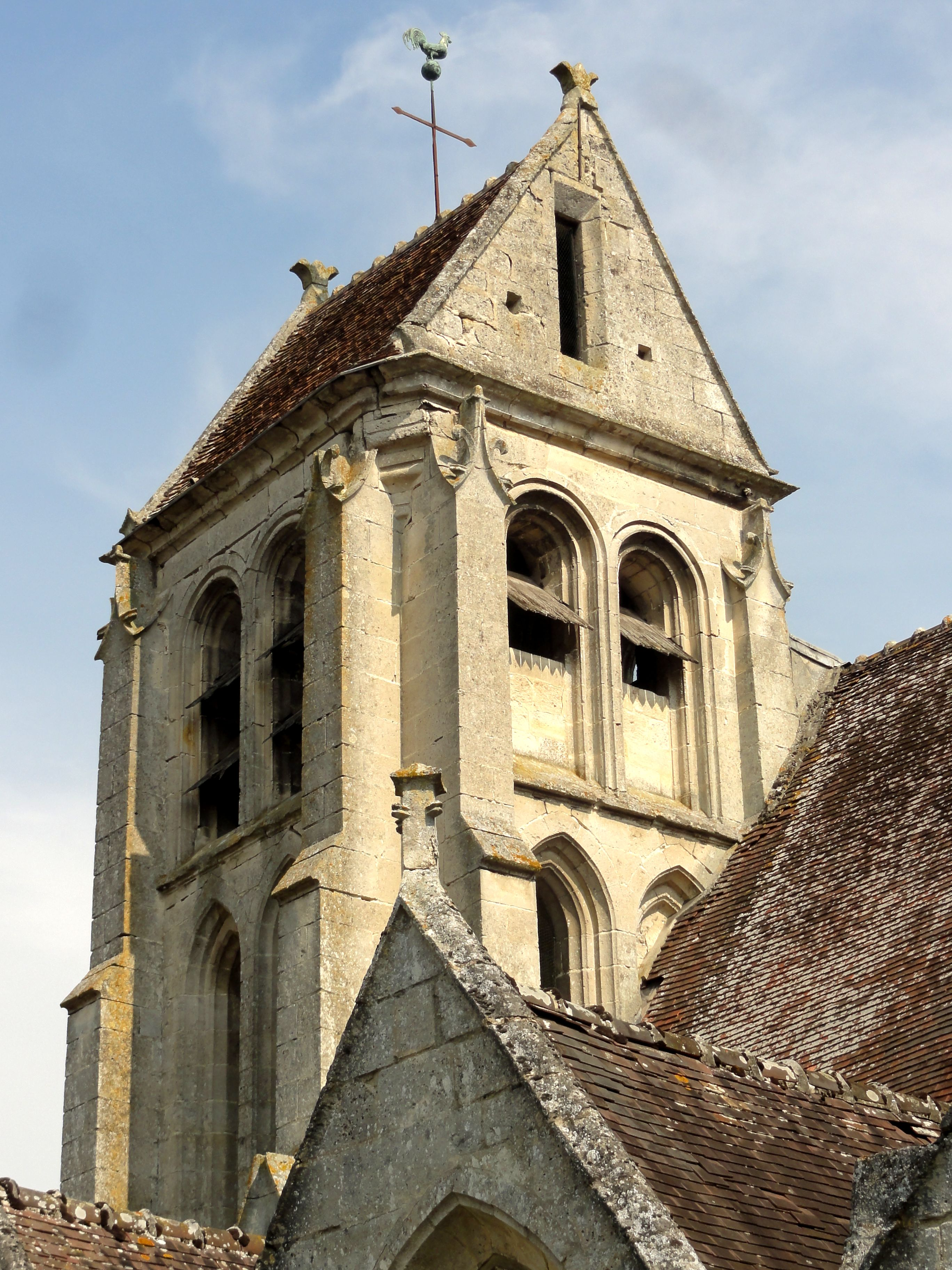
Clocher, vue depuis le sud-est.
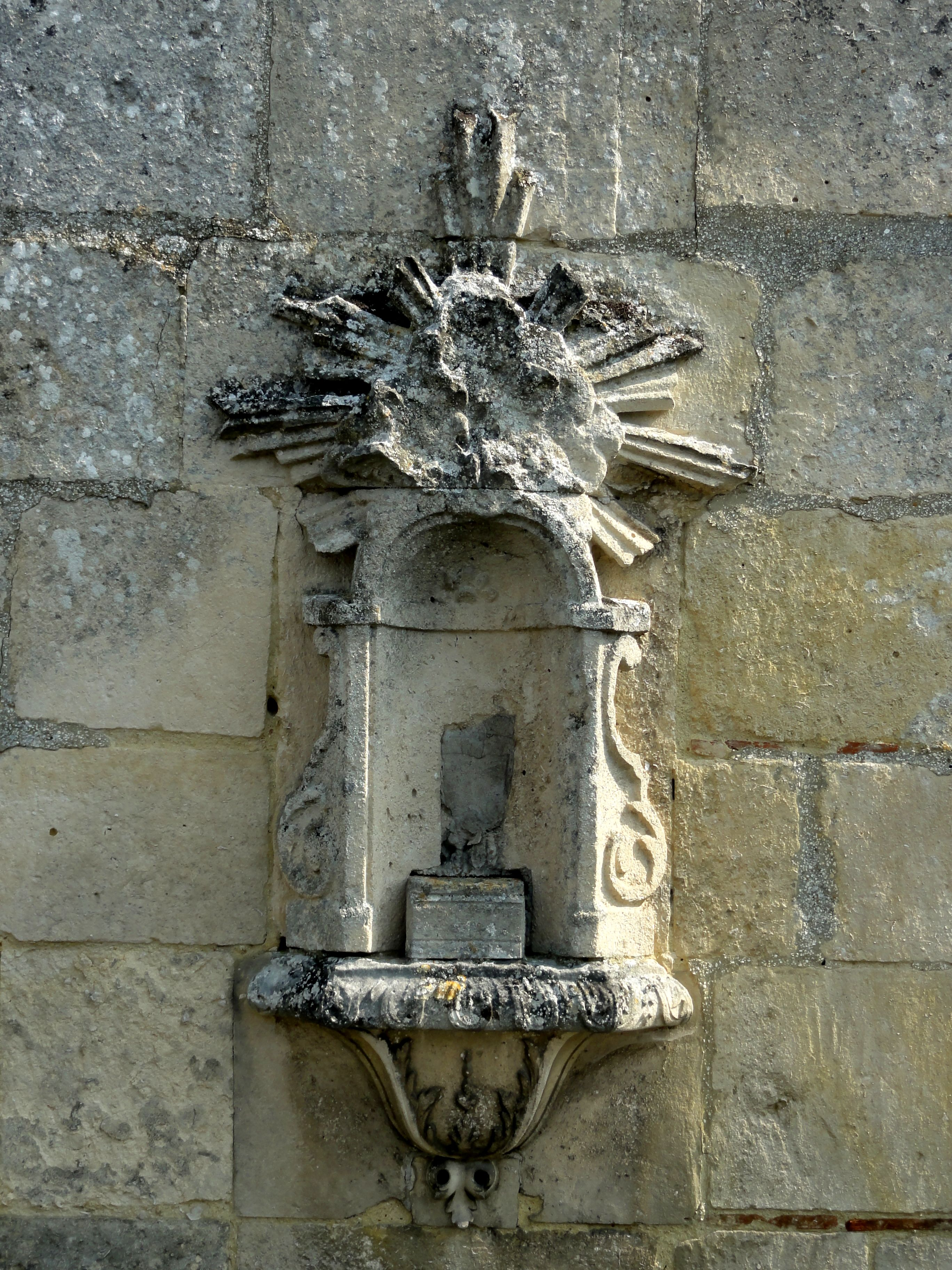
Niche à statue sur la sacristie.
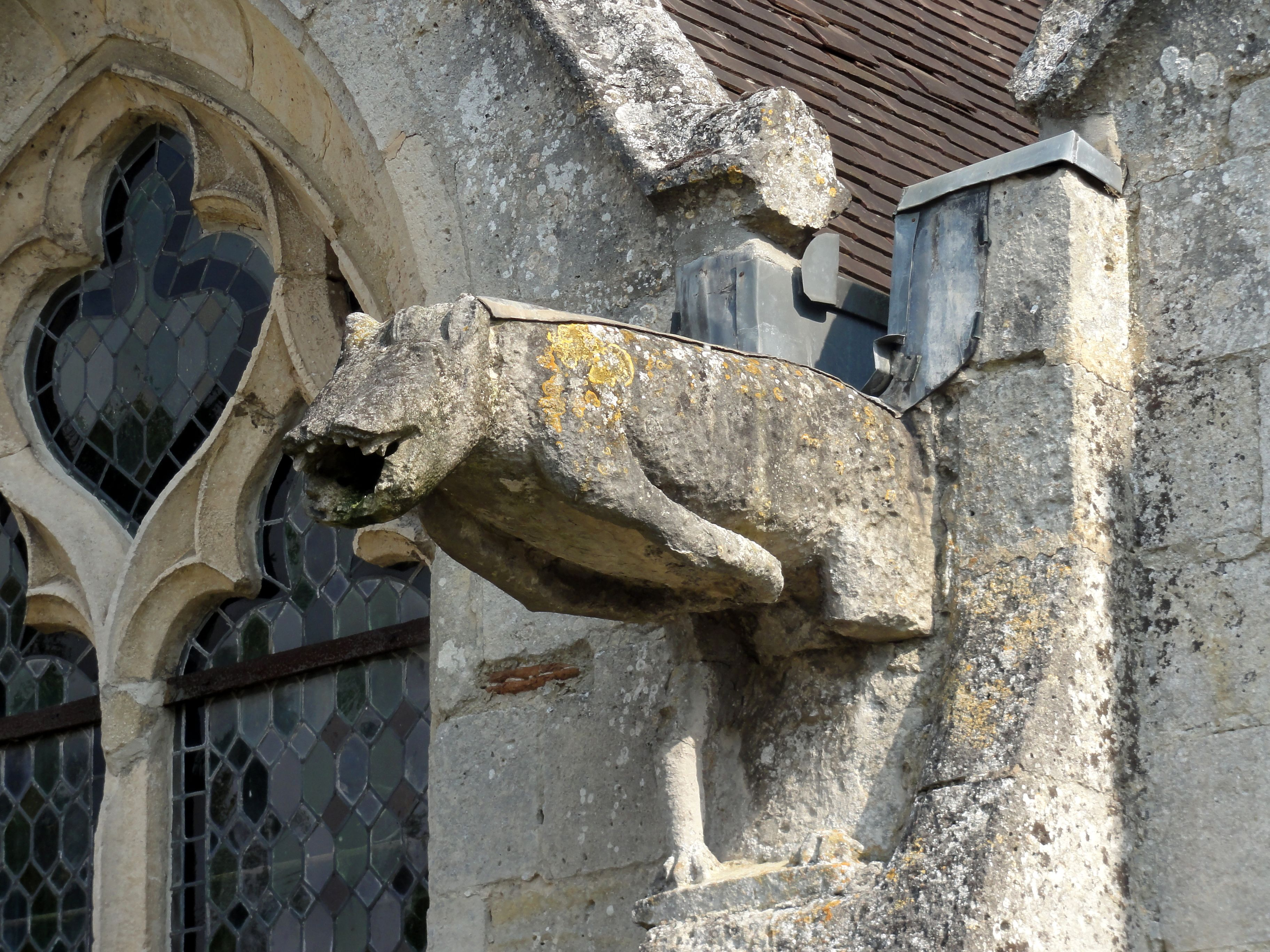
Bas-côté sud, 2e gargouille.

## Mobilier

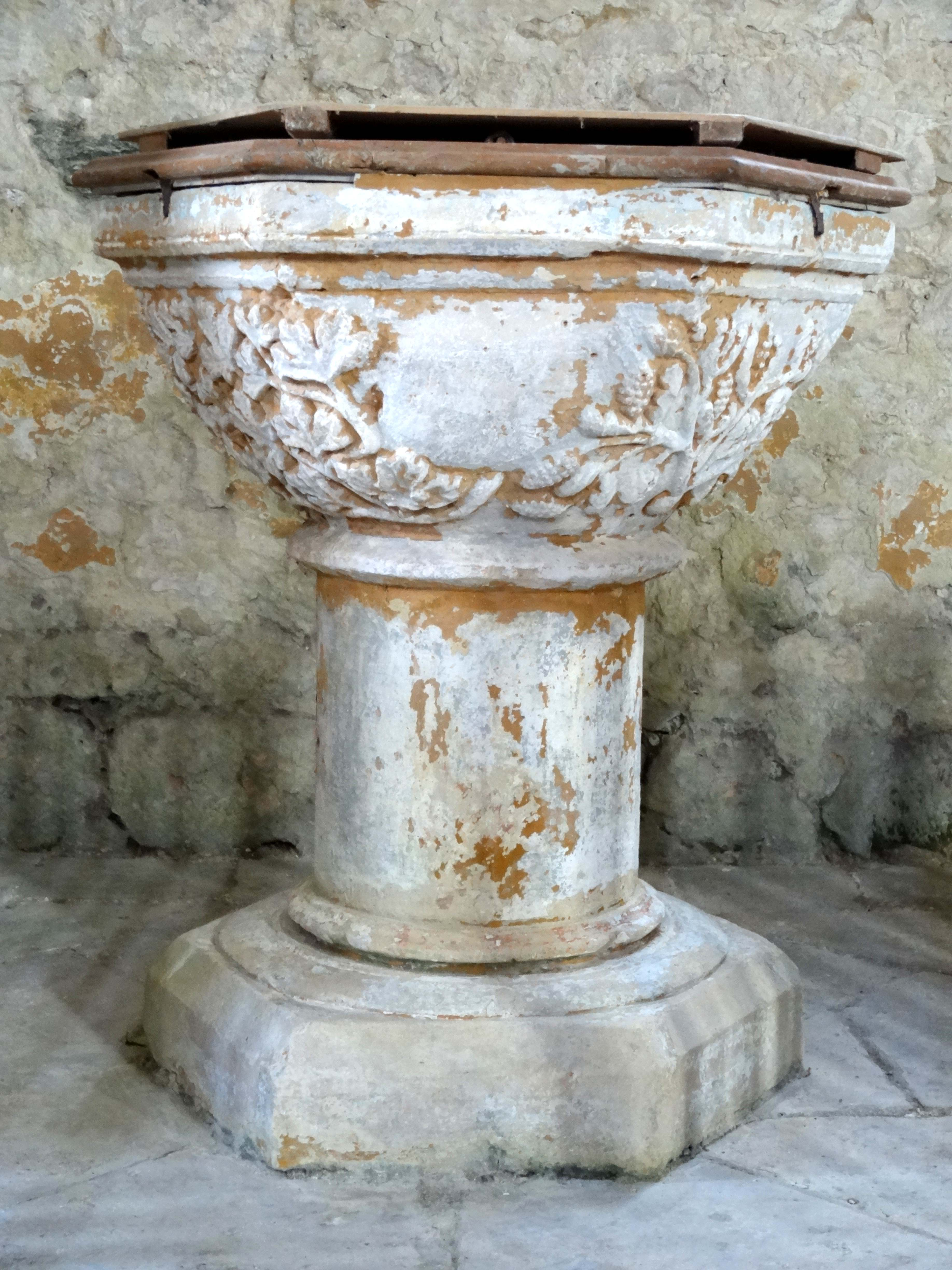
Fonts baptismaux.

Parmi le mobilier de l'église, quatorze éléments sont classés ou inscrits monument historique au titre objet, à savoir les fonts baptismaux, un Christ en croix et une Vierge de douleur provenant de l'ancienne poutre de gloire, quatre autres statues, la clôture de chœur, le polyptyque de la Vierge, et cinq vitraux ou leurs fragments. Cependant, les deux éléments de la poutre de gloire, les autres statues et le polyptyque de la Vierge ont été déplacés vers le musée de l'Archerie et du Valois de Crépy-en-Valois, où ils sont exposés au département de l'art sacré (sauf la Vierge de douleur, qui est en restauration). La verrière n° 1, déposée lors de l'éclatement de la Seconde Guerre mondiale, est toujours entreposée dans des caisses au laboratoire de recherches sur les monuments historiques à Champs-sur-Marne. La municipalité ne dispose pas des moyens financiers pour sa remise en état.

### Fonts baptismaux
Les fonts baptismaux, en pierre calcaire, se composent d'une cuve baptismale à infusion hexagonale, et d'un fût cylindrique placé sur un socle hexagonal. L'ensemble mesure 113 cm de hauteur avec le couvercle en bois, et la cuve a un diamètre de 87 cm. La date proposée par le dossier de classement est le milieu du XIIIe siècle. Il s'agit certainement de l'élément le plus ancien de l'église, avec les deux premières fenêtres au nord de la nef. Peut-être les fonts baptismaux font-ils même partie de l'équipement d'origine de la nef. La cuve s'évase du haut vers le bas, et transite successivement du plan hexagonal vers le plan circulaire du pied. Sa bordure est profilée d'une plate-bande, et d'un cavet entre deux baguettes aplaties non dégagées. En dessous de la bordure, la cuve est presque entièrement sculptée de pampres, qui sont d'un bel effet décoratif mais d'une facture naïve et très peu réaliste. De face, la cuve garde les traces d'un écusson martelé. Un astragale la dégage du fût, ce qui indique qu'elle est comprise par le sculpteur comme un gros chapiteau. Le fût, assez court, a pour base un petit tore en forme d'amande, une petite scotie et un gros tore inférieur fortement aplati. Le socle a les arêtes taillées en biseau. Deux couches de badigeons de couleur différente laissent leur trace, et rehaussent efficacement la sculpture, mais enlaidissent en même temps le pied. Ces fonts baptismaux remarquables sont classés depuis janvier 1920.

### Sculpture

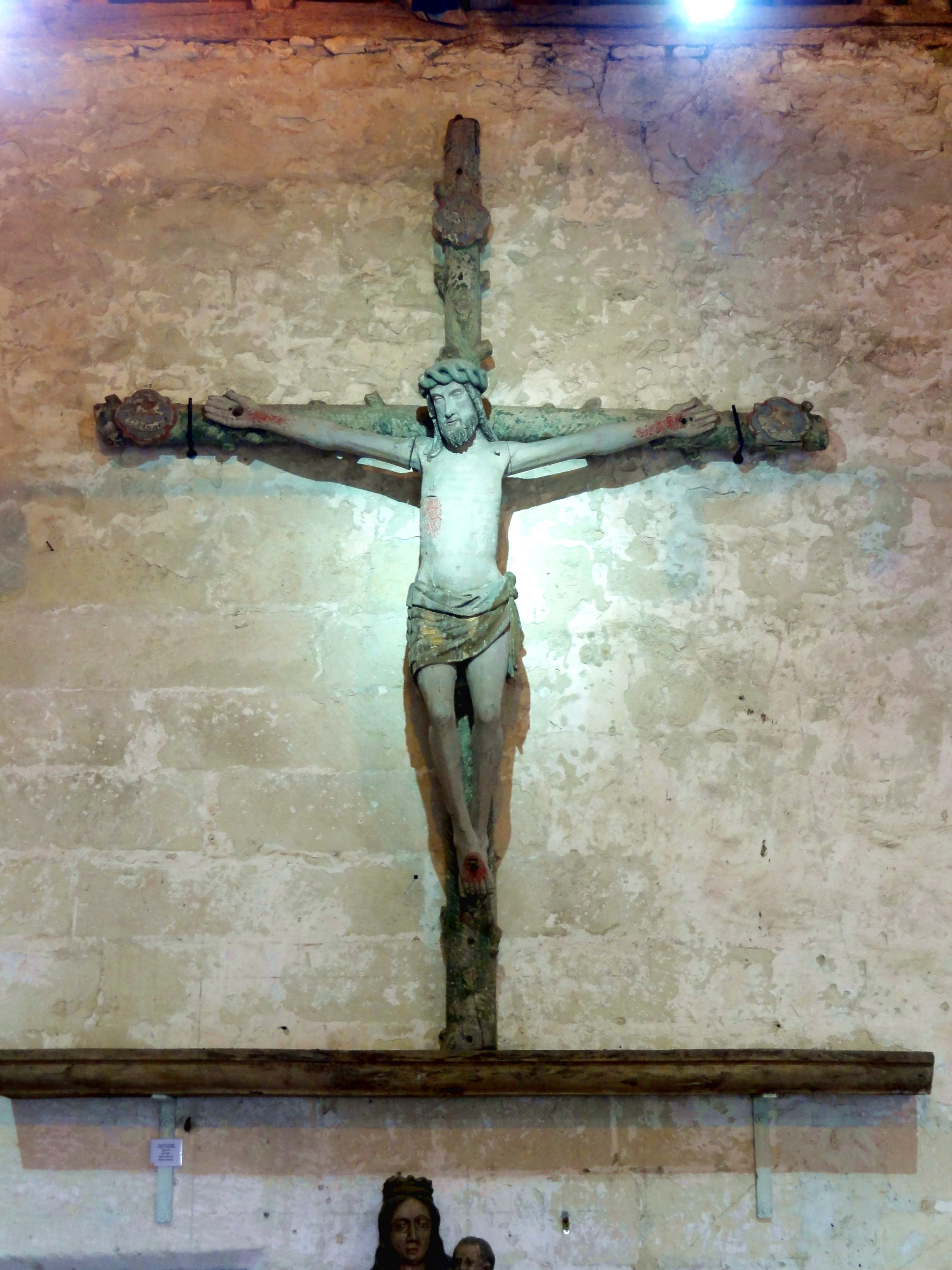
Christ en croix.

- Le Christ en croix, en bois polychrome, mesure 180 cm de hauteur et autant de largeur, et porte les caractéristiques des alentours de 1500. Le crucifix est assemblé de deux minces troncs d'arbre écotés, et prend encore appui sur une poutre assez fine, décorée seulement de moulures. Près de ses quatre extrémités, il porte des petits médaillons, sur lesquels étaient peints les symboles du Tétramorphe. Ils seraient rapportés. Le Christ est assemblé de plusieurs morceaux, et d'une allure très raide. La frontalité de la représentation évoque encore la création du XVe siècle, et le rendu approximatif, très stylisé, de l'anatomie, traduit une œuvre d'art populaire. La tête notamment, inclinée légèrement vers la droite, et la couronne d'épines, sont sculptées d'une main lourde. Le drapé du perizonium court, noué sur son flanc gauche, est un peu mieux réussi. Ce Christ en croix est classé depuis juin 1925[13].
- La statue de la Vierge de douleur provenant de la même poutre de gloire démantelée est également en bois polychrome, mais recouverte d'un badigeon. Elle mesure environ 100 cm de hauteur. Son inscription remonte seulement à janvier 1996[14]. En attente d'une restauration, elle n'est actuellement pas visible au musée de l'Archerie et du Valois (sans illustration).
- La statue de saint Jean-Baptiste est en pierre polychrome. Elle mesure 89 cm de hauteur, et date du premier quart du XIVe siècle. Sa tête barbue exprime la bonhomie, et traduit un homme d'âge mûr bien nourri, et non le jeune homme hagard marqué par la vie ascétique au milieu du désert. Sa silhouette est légèrement tassée. Sa tête et sa buste s'inclinent légèrement, sans doute pour de souligner le geste par lequel sa main droite désigne l'Agnus Dei représenté sur un disque qu'il présente par sa main gauche. Le Précurseur est habillé d'un manteau à franges au-dessus d'une soutane, et non de la robe de bure ou de peau de mouton qui lui sert habituellement de vêtement. Ses pieds son nus. L'œuvre, qui s'inscrit dans la mouvance de l'art parisien du début du XIVe siècle, est classée depuis juin 1925[15].
- La statuette de sainte Catherine d'Alexandrie est en bois polychrome. Elle mesure 67 cm de hauteur, et date du premier quart du XVIe siècle. Cette statuette est de facture académique. La sainte se tient debout, légèrement déhanchée. Sa main droite prend appui sur un long glaive, telle une canne. Couronnée, elle est vêtue d'une robe ceinturée à la taille, qui tombe en formant des plis brisés sur le devant. Dans son bras gauche, elle tient un livre ouvert, qu'elle fixe du regard. Devant ses pieds, gît l'empereur Maxence, son persécuteur, qui semble implorer le pardon en levant son bras gauche. Cette œuvre bien conservée est classée depuis juin 1925[16].
- La statue de sainte Marguerite d'Antioche est en pierre polychrome. Elle mesure 84 cm de hauteur, et date probablement du XVIe siècle. La sainte foule des deux pieds un dragon, son principal attribut. Il sert ici quasiment de socle à la statue. Loin d'une posture de combat, elle se tient tout droit, immobile, ses deux mains rejointes pour la prière tenant en même temps un petit crucifix. Sa tête n'est pas couronnée. La polychromie ancienne a presque disparu. La statue a été repeinte au XIXe siècle, avec un vernis non approprié, qui s'effrite par endroits, et forme des tâches disgracieuses de couleur vive là où il tient encore. L'œuvre est inscrite depuis janvier 1996[17].
- La statuette représentant un ange portant dans ses mains la Sainte Couronne est en bois anciennement polychrome. Elle mesure 61 cm de hauteur, et date probablement du XVIe siècle. L'ange n'est pas ailé. Un grand morceau de la couronne manque. Toute la statue est en assez mauvais état et semble avoir souffert d'un long séjour dehors. Elle est inscrite depuis janvier 1996[18].
- La statue de la Vierge à l'Enfant, dans la niche au revers de la façade occidentale, est en bois, et badigeonnée de blanc. Le bras droit de l'Enfant Jésus manque, et l'œuvre est en fort mauvais état. Elle n'est pas protégée au titre des monuments historiques.
- La statue de saint Denis, patron de l'église, qui occupe une place de choix à gauche de la baie d'axe de l'abside, est en bois, et badigeonnée de blanc à l'instar de la Vierge. Saint Denis est représenté en évêque céphalophore, portant sa tête entre ses mains, la crosse épiscopale coincée entre le corps et le bras gauche.

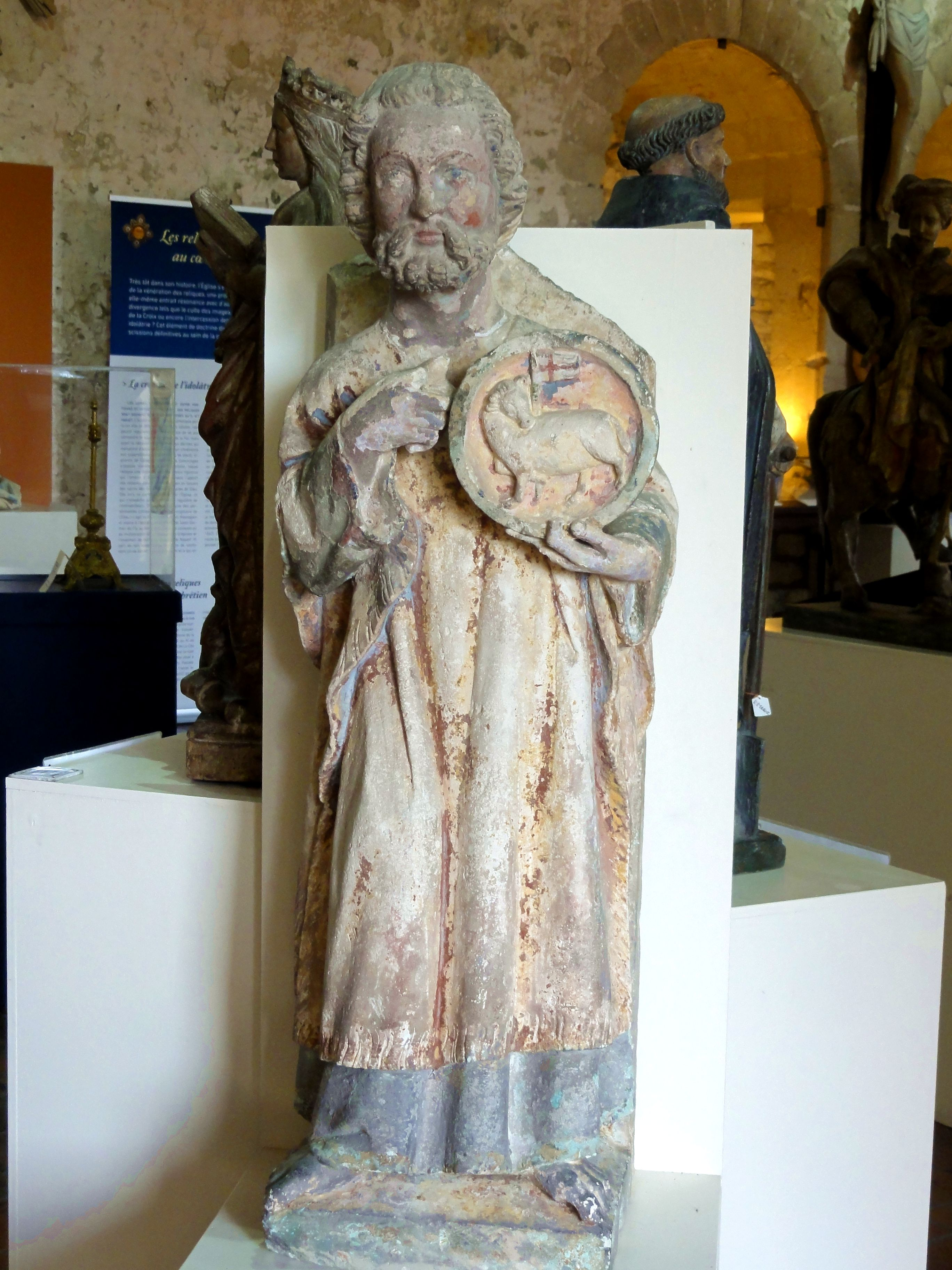
Saint Jean-Baptiste.
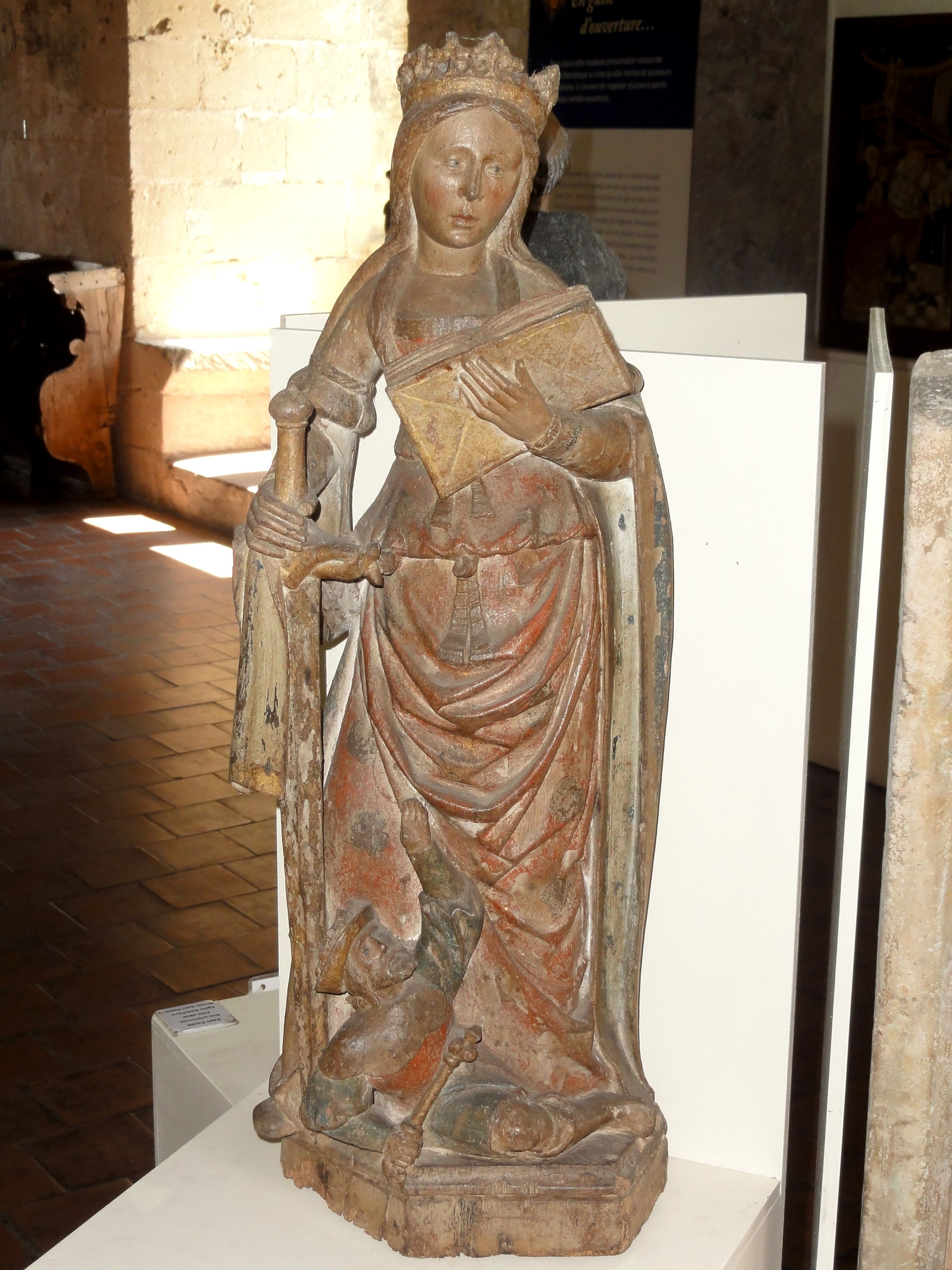
Sainte Catherine d'Alexandrie.
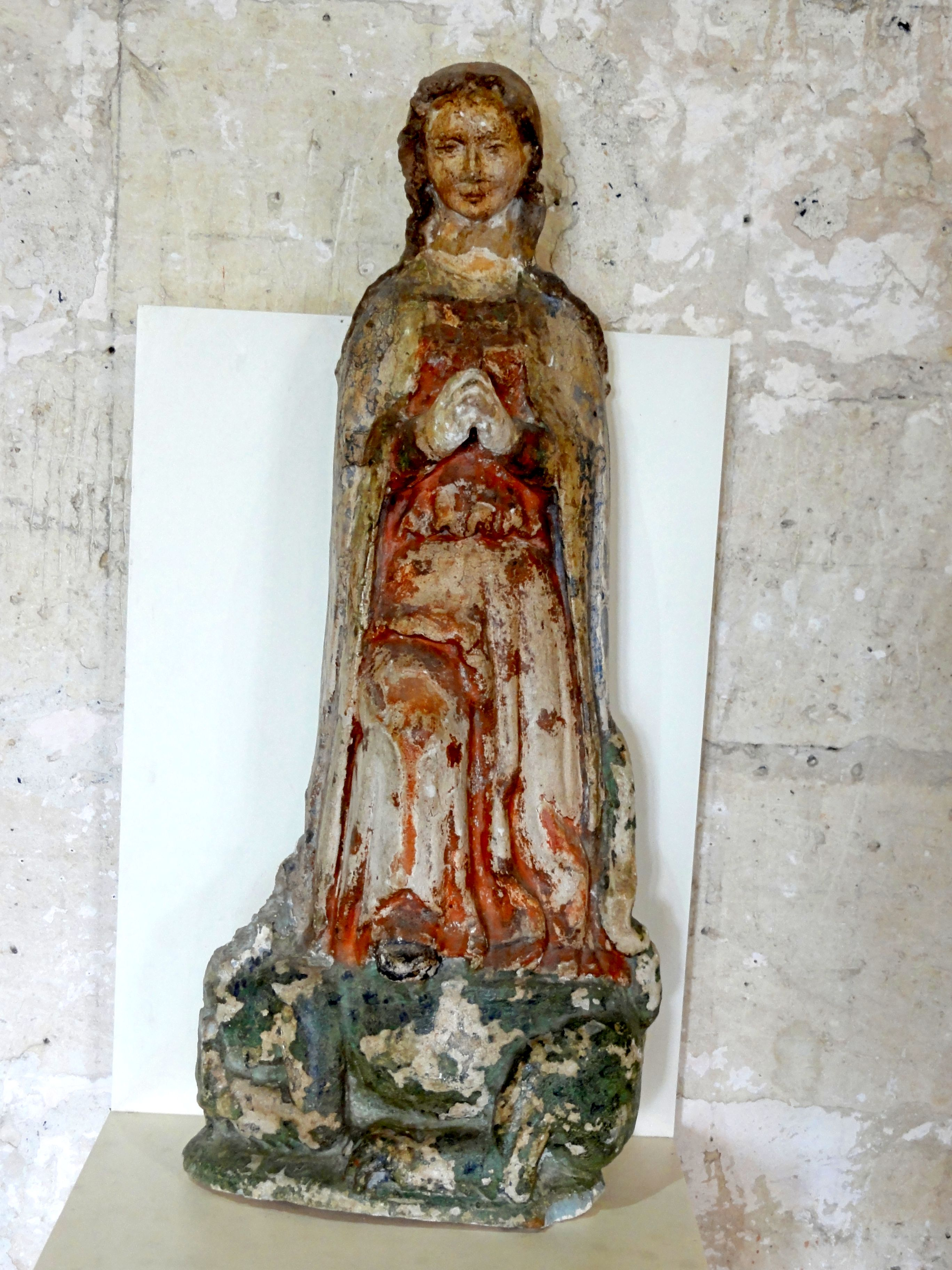
Sainte Marguerite d'Antioche.
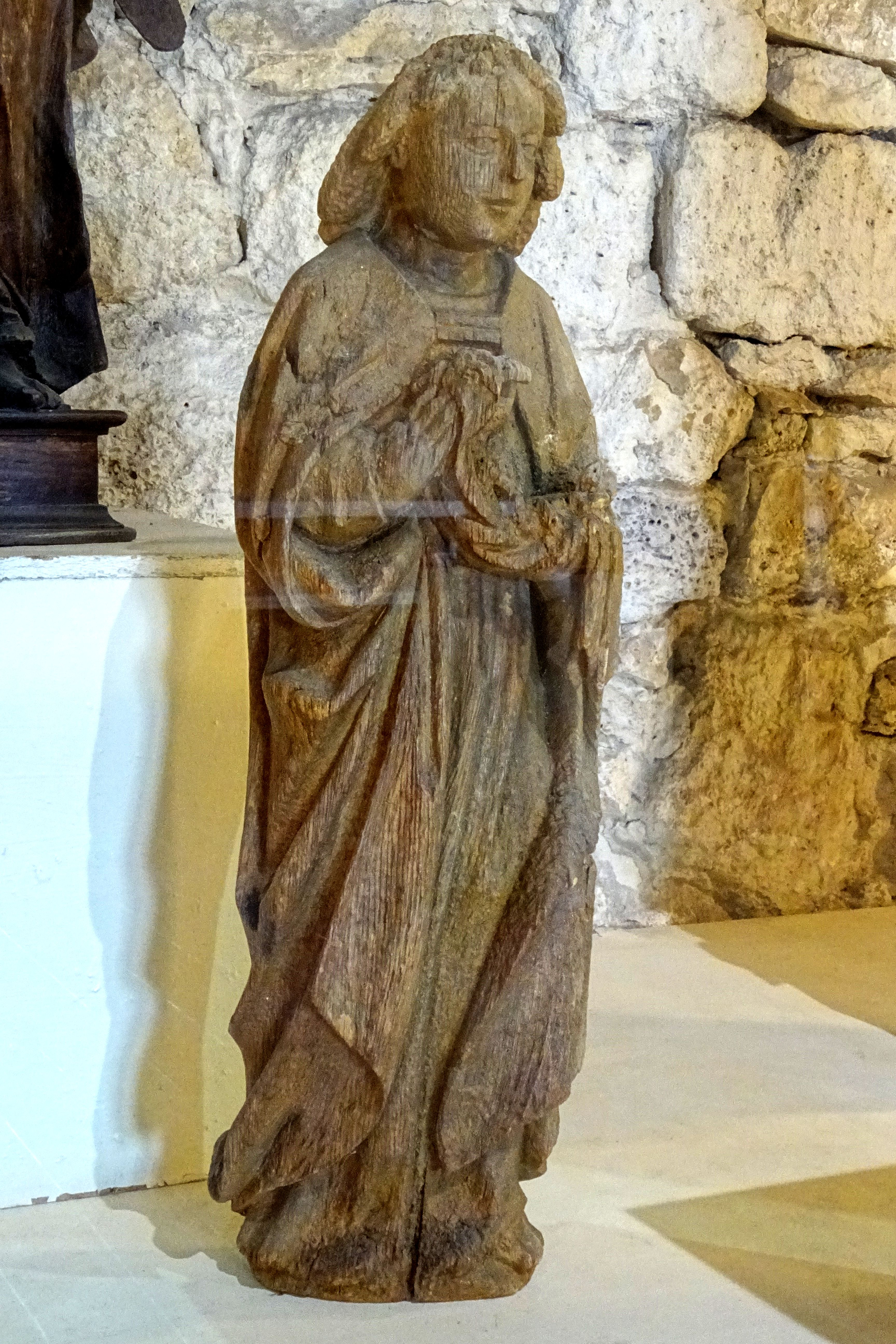
Ange portant la Sainte Couronne.
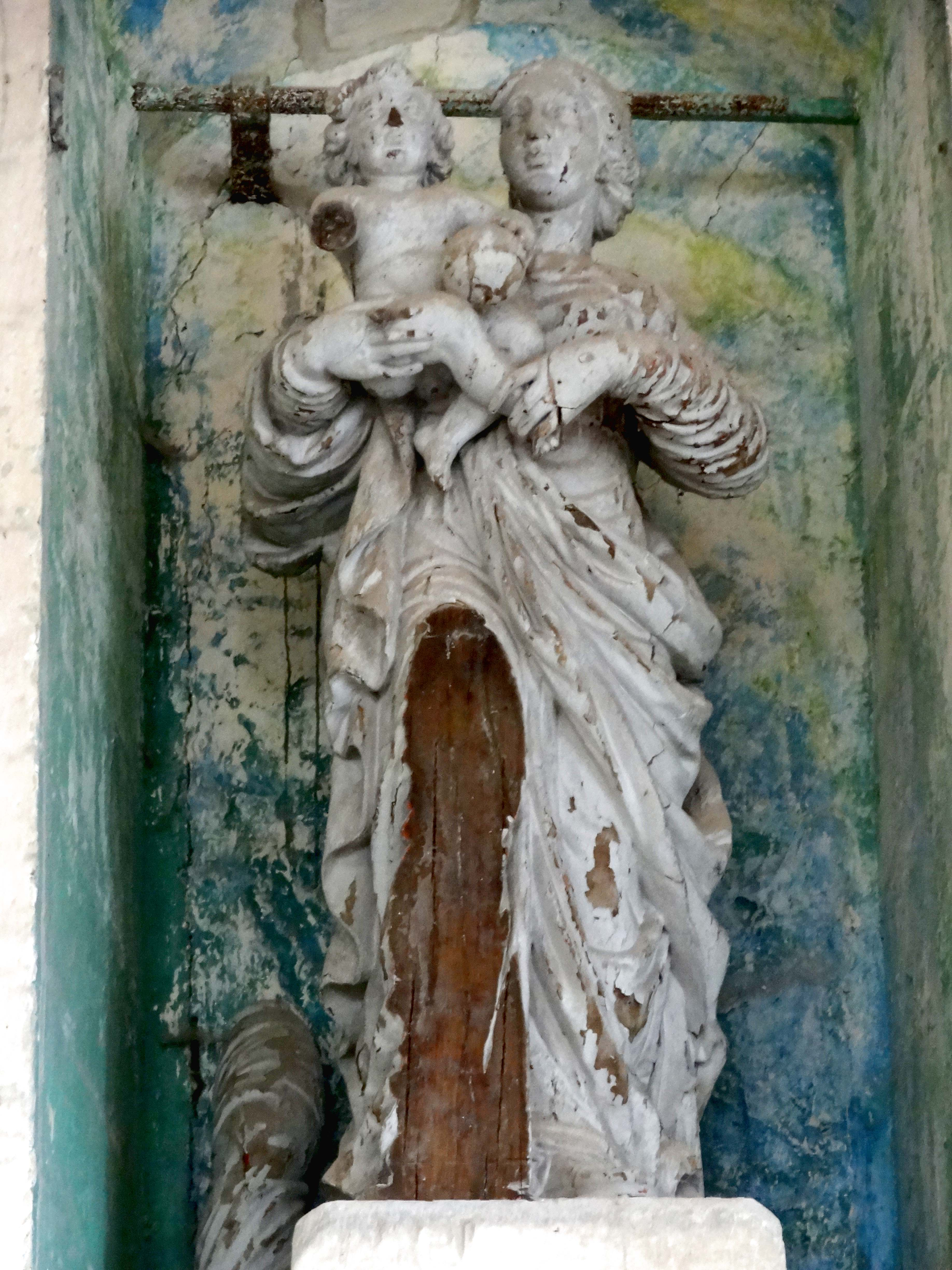
Vierge à l'Enfant.
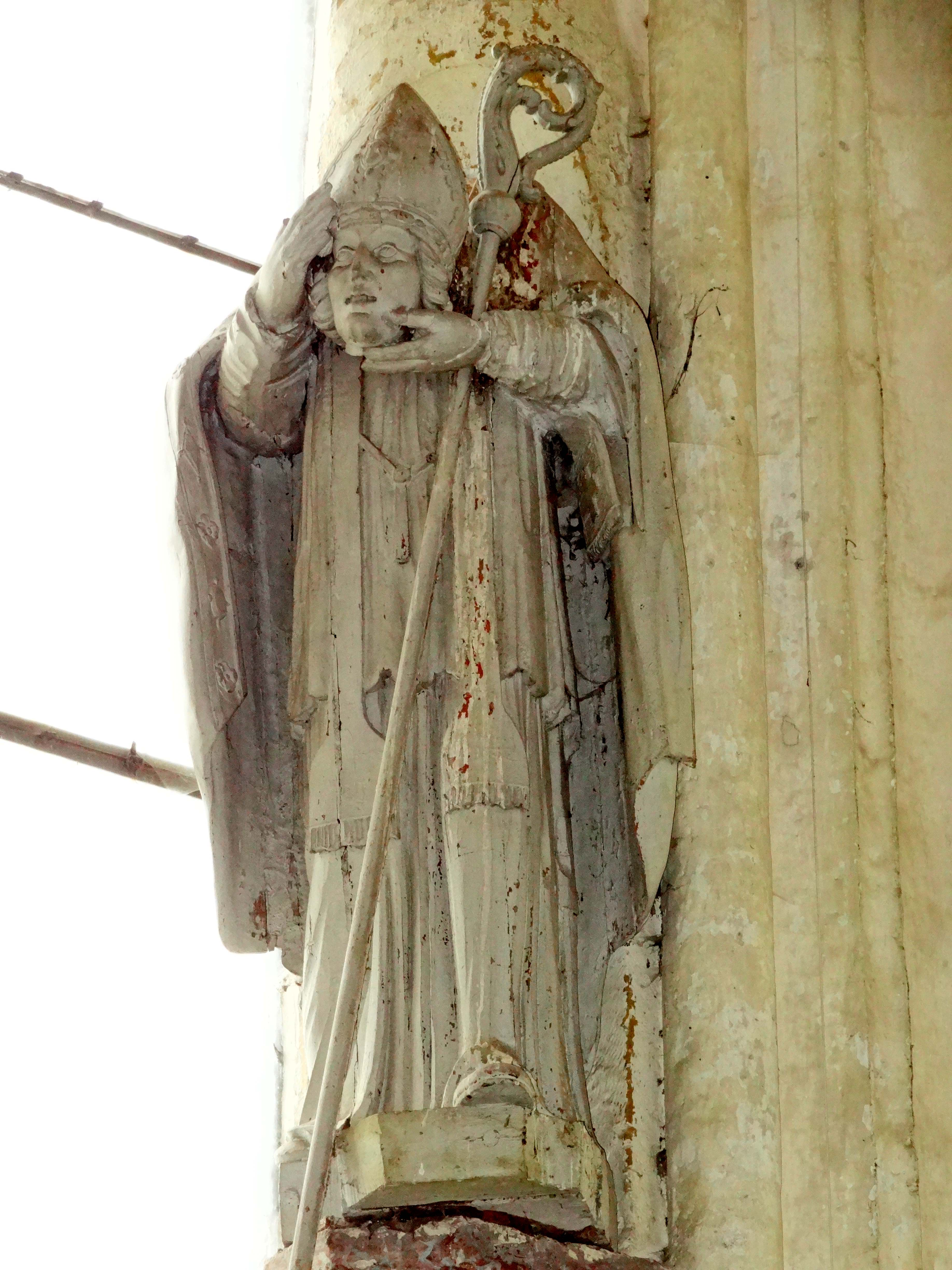
Saint Denis céphalophore.

### Clôture de chœur et boiseries

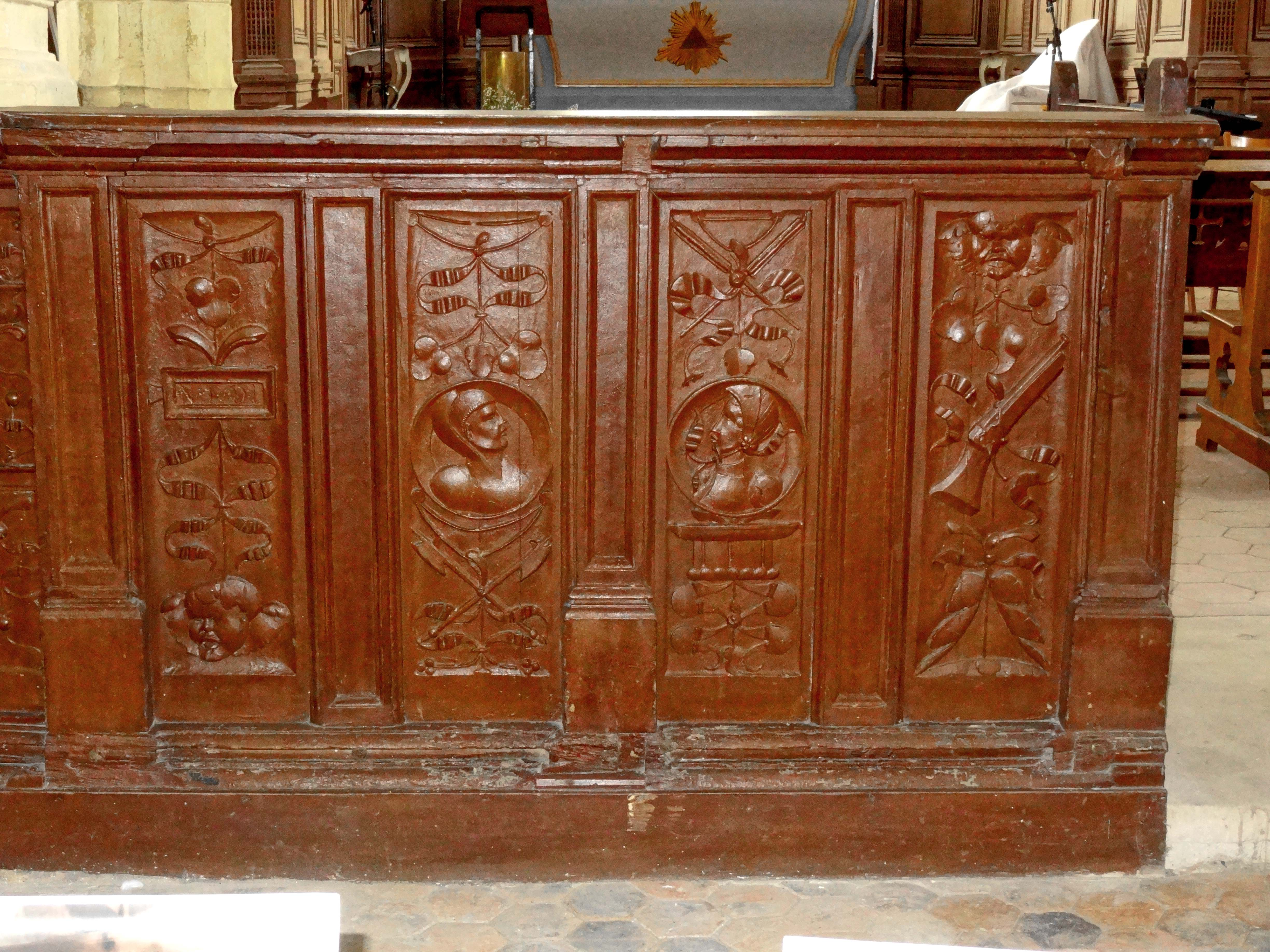
Clôture de chœur.

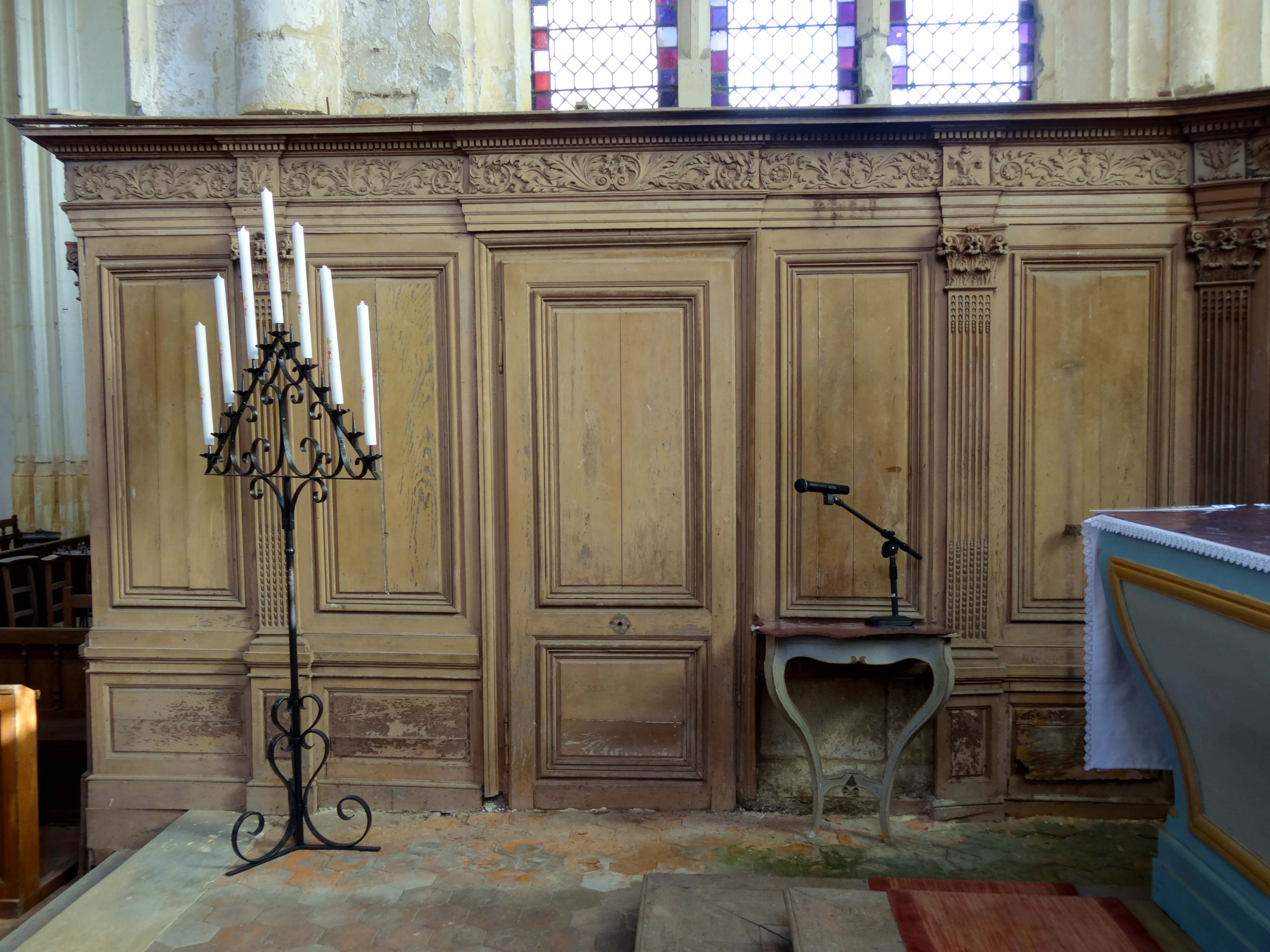
Boiseries de l'abside.

La clôture de chœur en bois de chêne taillé se situe à la fin de la nef. Elle mesure 113 cm de hauteur, et se compose de trois successions de panneaux, deux courtes et une longue, entre lesquelles s'ouvrent les allées conduisant dans le collatéral nord et le vaisseau central du chœur. La longueur cumulée est de 1 100 cm, et la datation du second quart du XVIe siècle. Les éléments ont été remontés au XIXe siècle, mais l'assemblage est défectueux. Les panneaux reposent sur un soubassement de faible hauteur, qui est agrémenté de quelques moulures. Ils sont surmontés d'une bordure également moulurée, qui présente quelques arrachements, vraisemblablement ceux des montants du cadre d'une grille de fins balustres en bois tourné. Il faut distinguer entre les panneaux sculptés en bas-relief, qui sont de forme allongée, environ quatre fois plus hauts que larges, et des sortes de pilastres, qui s'insèrent entre les panneaux sculptés et marquent le début et la fin de chaque séquence. Un pilastre sur deux est pourvu d'un stylobate, ce qui seul justifie l'emploi du terme, car il n'y a pas de chapiteaux. Les panneaux peuvent être classés en deux groupes : ceux qui arborent un médaillon circulaire affichant la tête d'un homme ou d'une femme vue de profil, et ceux qui représentent uniquement des objets. On pourrait s'attendre à des objets liturgiques, des parements liturgiques, ou des instruments de la Passion, mais on trouve une besace (celle du pèlerin ?), un livre fermé par trois sangles, un fusil, et aussi un cartouche rectangulaire contenant une brève inscription, certainement une date, bûchée à la Révolution. Quel que soit le motif principal, il n'occupe qu'une petite partie de la surface, et laisse beaucoup de place à un décor ornemental, qui fait aussi appel à un certain nombre d'objets. Les motifs de prédilection sont les rubans, les candélabres croisés, et les volutes végétales tirées du vocabulaire de l'art grotesque. On identifie aussi des têtes de chérubin joufflues, une urne, une pommes de pin, une fleur de lis, des hallebardes croisées, un cœur, etc. L'ensemble est classé depuis janvier 1920. Il n'a pas encore été restauré, et reste affublé d'une couche de peinture en faux-bois et d'une couche de vernis, ce qui est dommageable pour son esthétique et son authenticité. L'on note une forte ressemblance avec la clôture de chœur de Bonneuil-en-Valois.
Dans l'abside, les allèges sont revêtues de boiseries du XVIIe ou du début du XVIIIe siècle, non encore protégées au titre des monuments historiques à ce jour. Elles ont peut-être été acquises d'occasion dans un monastère désaffecté à la Révolution française, car elles comportent au nord et au sud une porte condamnée ne menant nulle part. Ces boiseries se composent de panneaux à fenestrages à deux registres, et de pilastres corinthiens cannelés. Il n'y a pas de pilastres à l'entrée de l'abside et de part et d'autre des portes. Les pilastres, confectionnés avec beaucoup de soin, reposent sur de hauts stylobates, et supportent un entablement qui fait légèrement saillie au-dessus des pilastres et des portes. Son architrave affiche trois bandeaux plats. Sa métope est sculptée d'une frise de palmettes et de volutes de feuilles d'acanthe de belle facture, avec le même motif répété sur chaque segment, sauf au-dessus des portes, où il connaît une légère variation. Un rang de denticules court sous la corniche établie en encorbellement. Dans le passé, on a voulu rattraper une trop longue période sans entretien et sans cirage régulier en appliquant une couche de peinture en faux-bois.

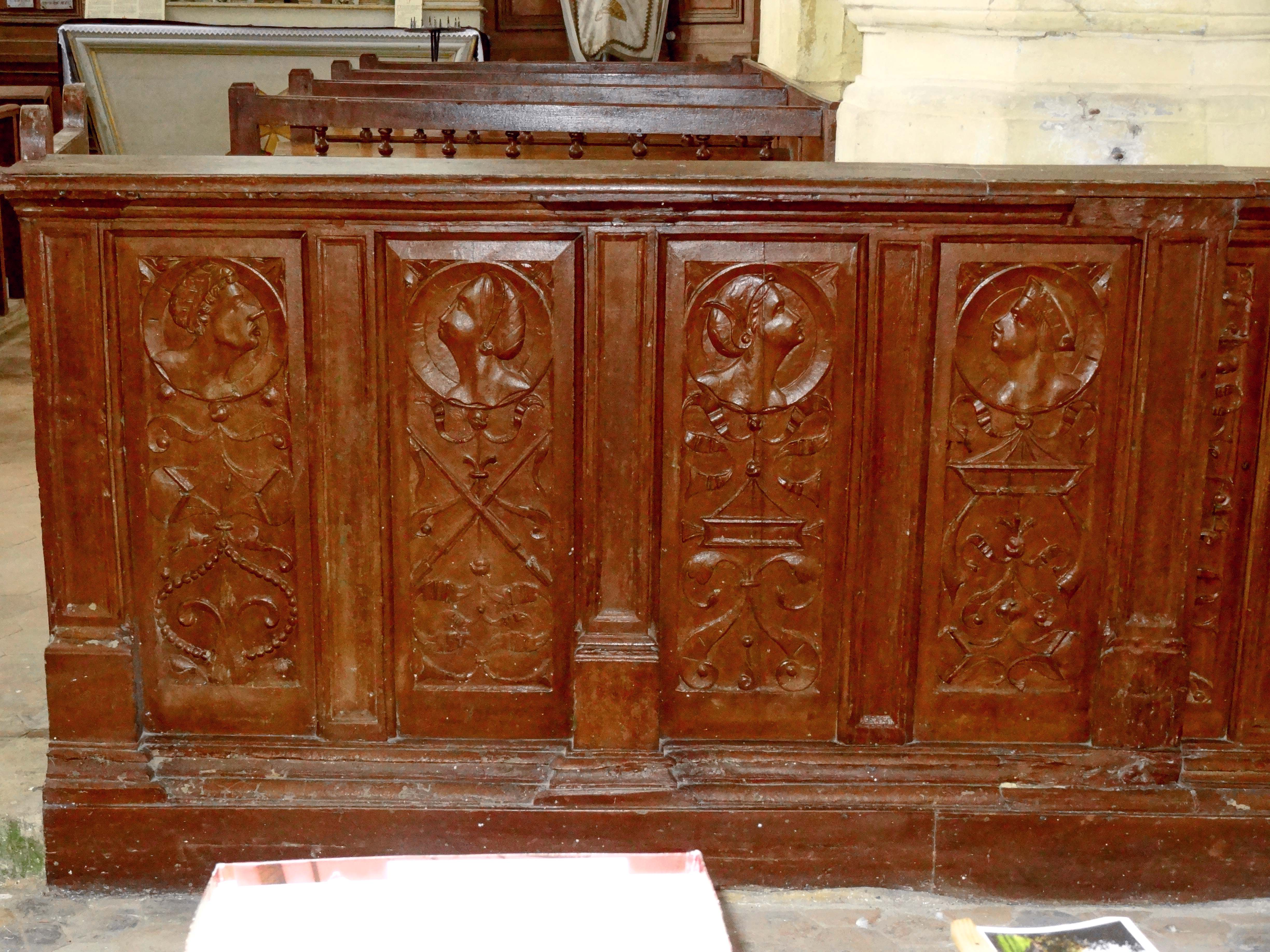
Clôture de chœur.
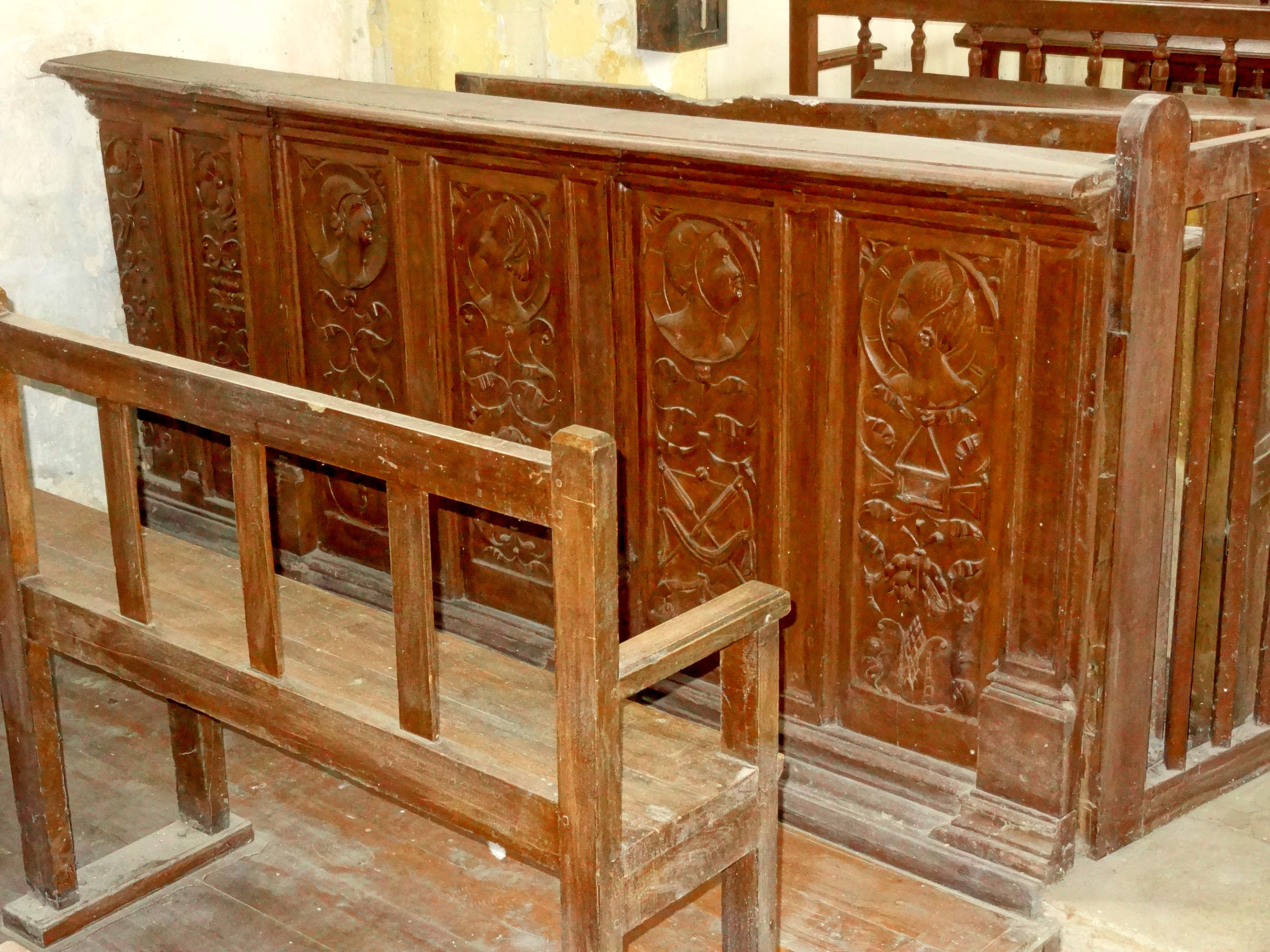
Clôture de chœur.
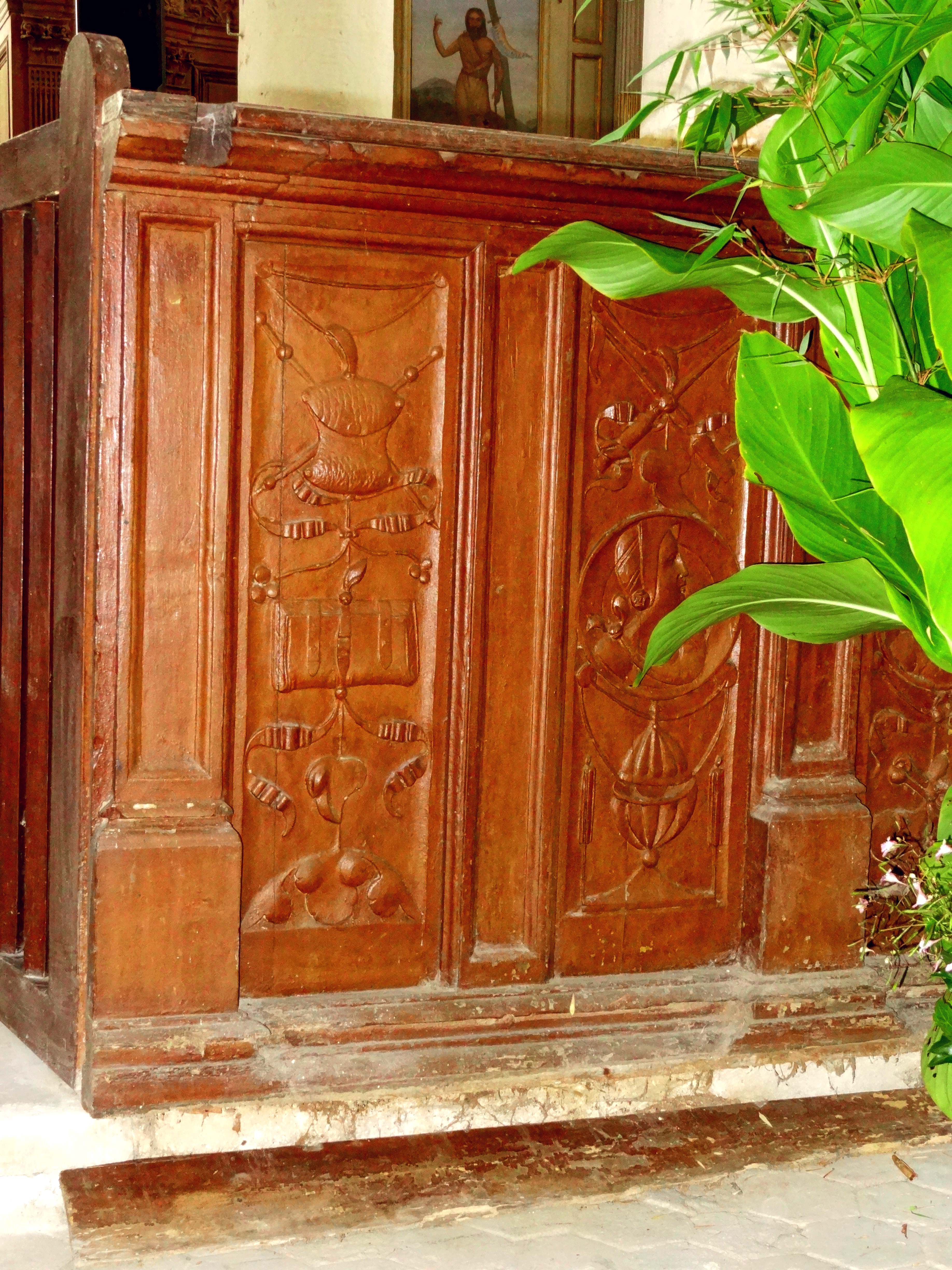
Clôture de chœur.
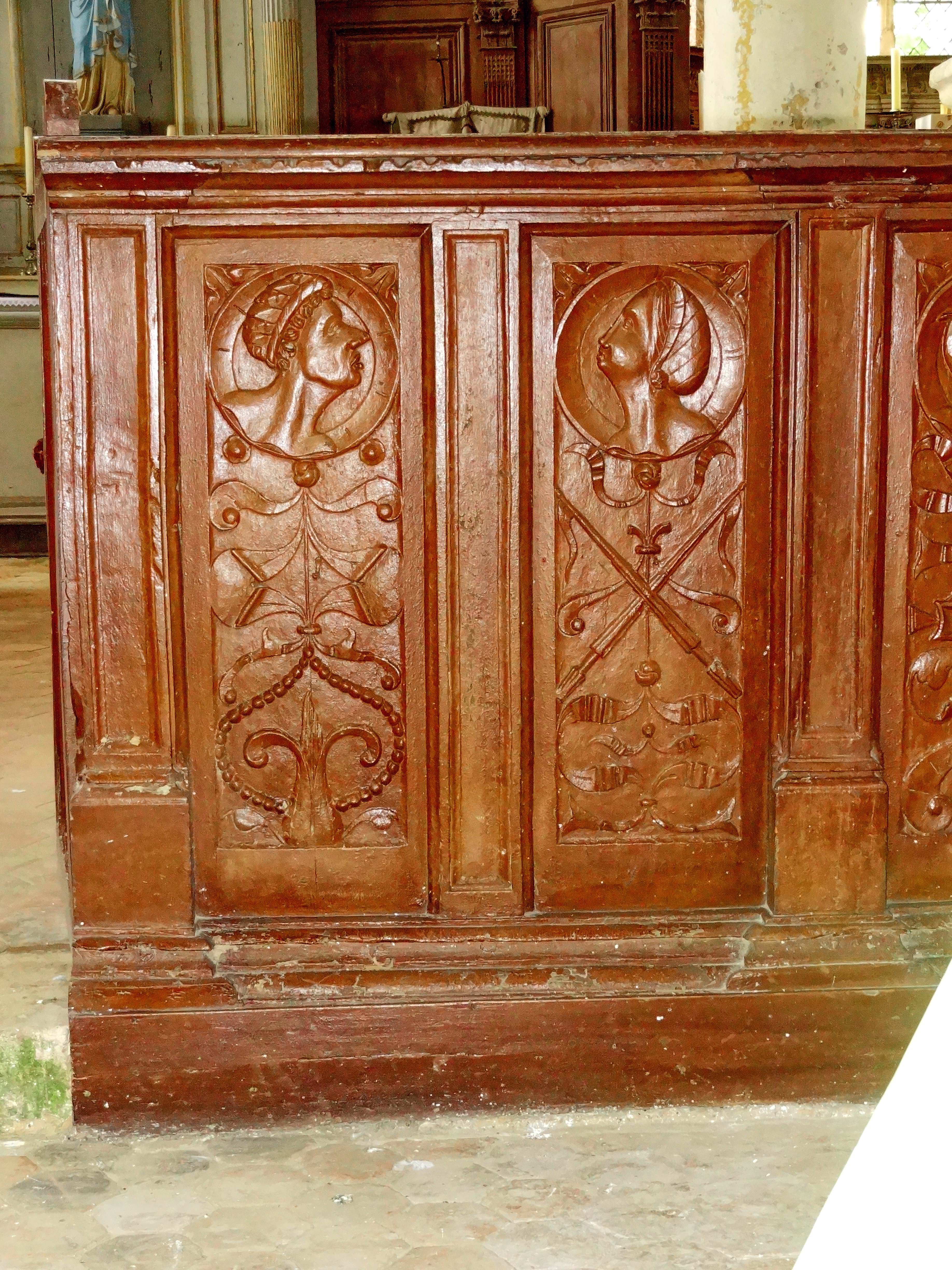
Clôture de chœur.
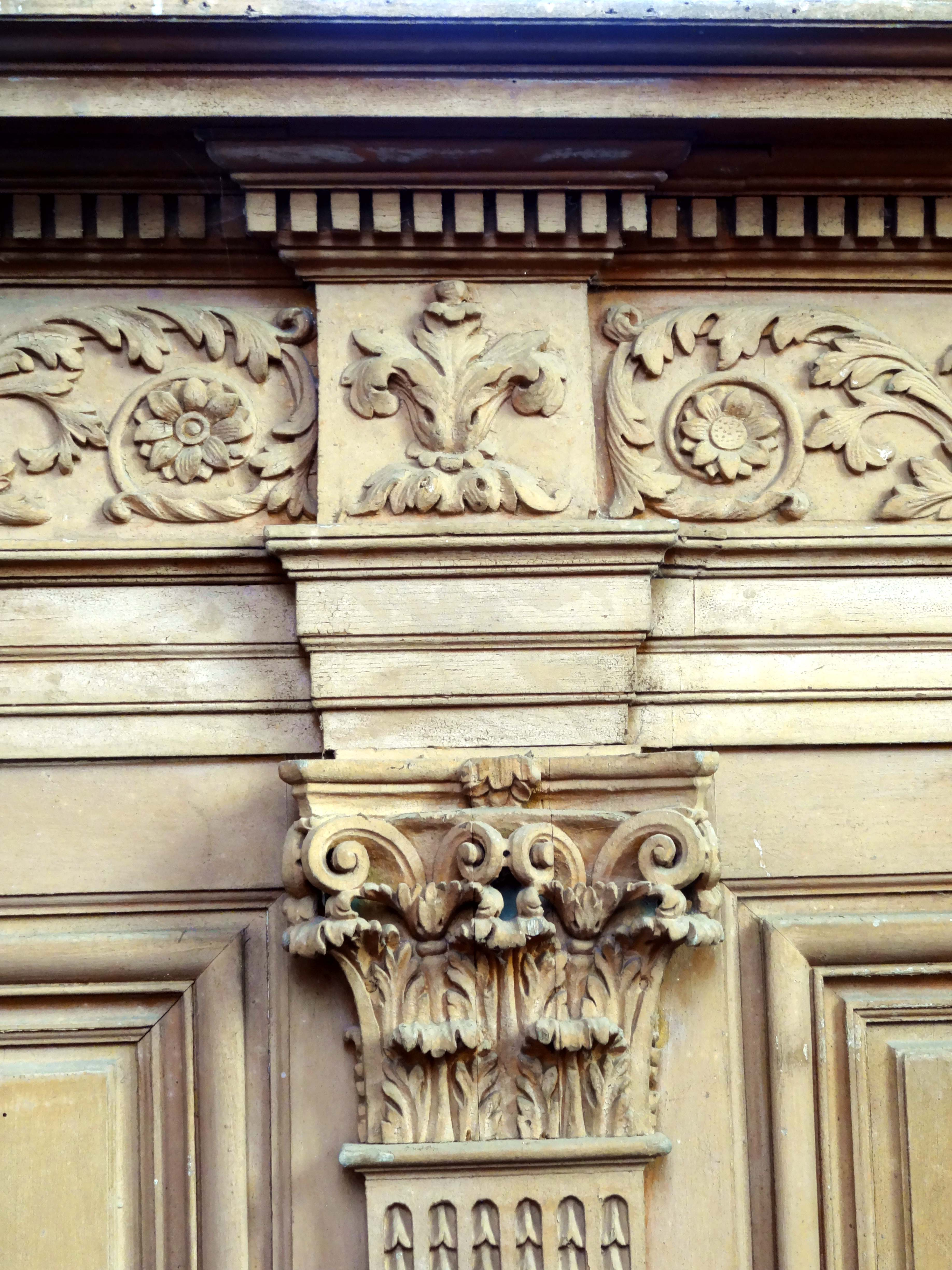
Boiseries de l'abside.
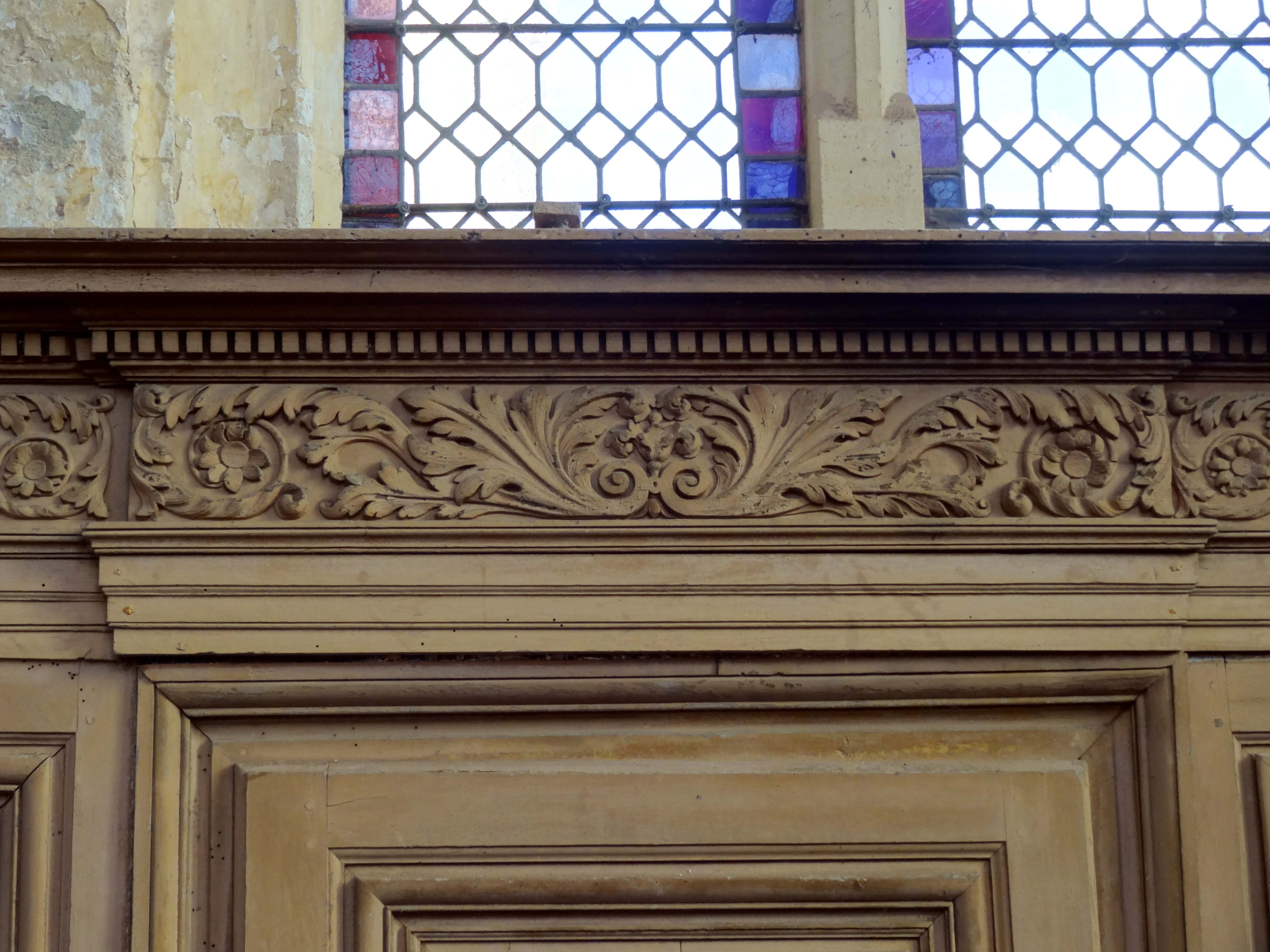
Boiseries de l'abside.

### Polyptyque de la Vierge

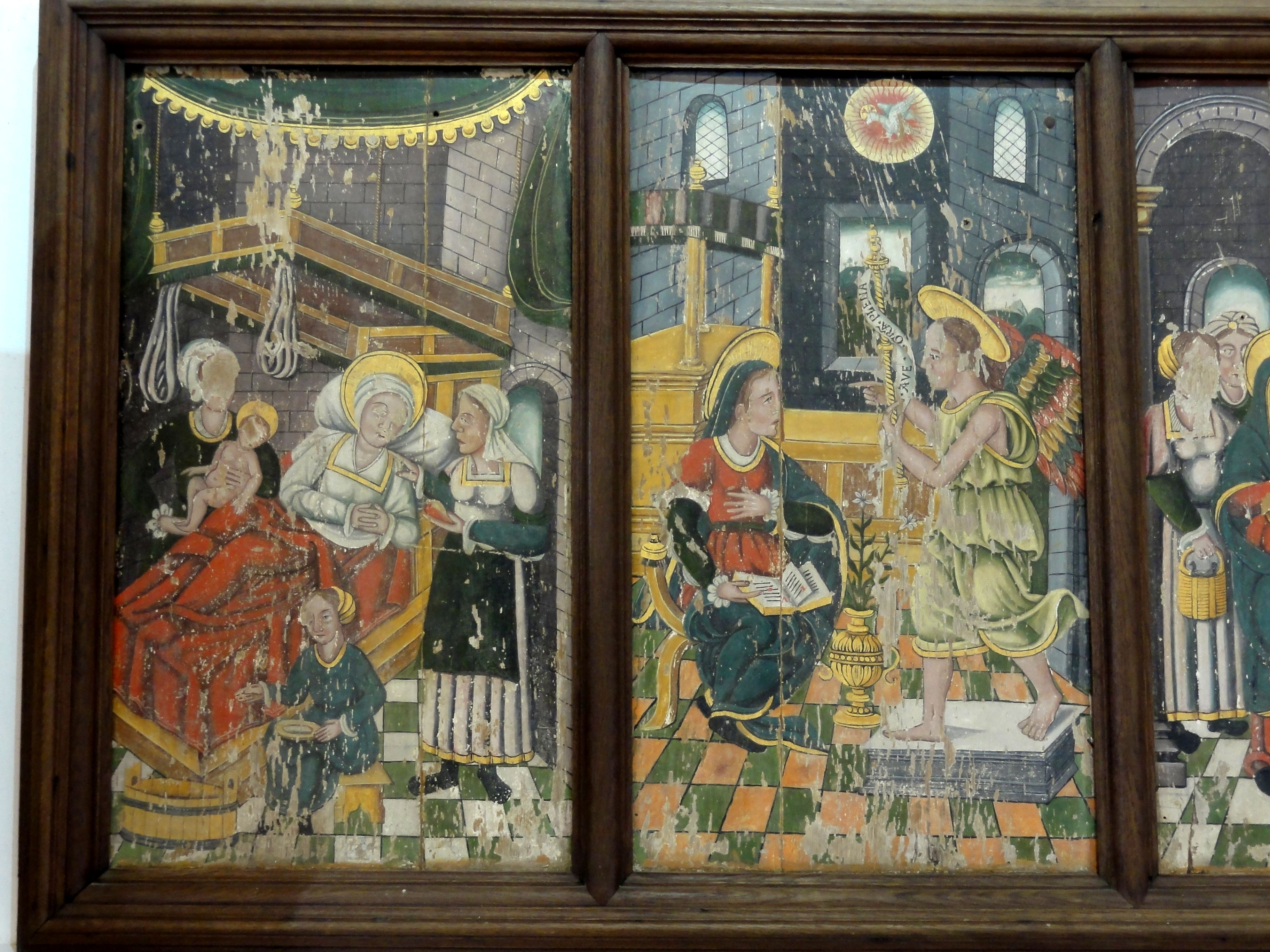
Polyptyque de la Vierge (1).

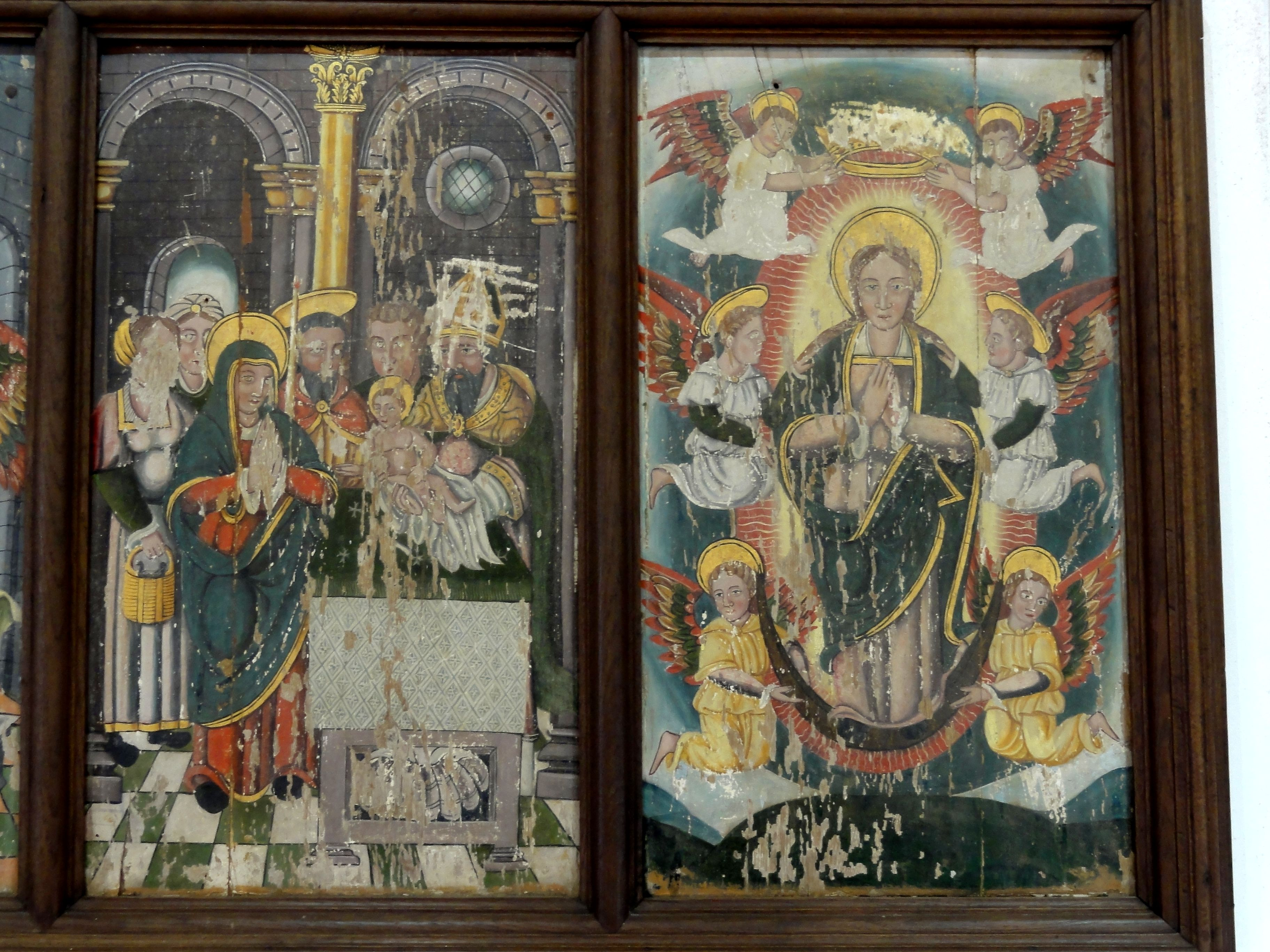
Polyptyque de la Vierge (2).

La série de quatre panneaux peints représentant des scènes de la vie de la Vierge provenant d'un polyptyque et réunies dans un même cadre mesure 87 cm de hauteur et 192 cm de largeur, et date du XVIe siècle. De gauche à droite, les sujets sont la Nativité de la Vierge ; l'Annonciation ; la Présentation de Marie au Temple ; et l'Assomption ou le Couronnement de la Vierge. L'ordre n'est pas bon ; l'Annonciation vient évidemment après la Présentation. Il avait certainement davantage de panneaux, puisque même dans le bon ordre, l'ensemble n'est pas cohérent (manquent la Visitation, la Nativité du Christ, la Fuite en Égypte, la Dormition…). Le style est naïf, mais dénote néanmoins une influence de l'art de la Renaissance. Concernant l'iconographie, le dernier panneau présente une particularité. Au milieu d'une mandorle, la Sainte-Vierge est doucement hissée au ciel par l'aide de quatre anges, tandis que deux autres s'apprêtent à lui poser une couronne sur la tête. À l'accoutumée, ce sont Dieu le Père et Jésus-Christ qui couronnent la Sainte-Vierge une fois arrivée au ciel, le tout sous l'assistance du Saint-Esprit. Lors de son classement en juin 1925, l'ensemble a été classé sous le nom de retable de la Trinité, mais il ne comporte en réalité aucune représentation de la Trinité.

### Vitraux

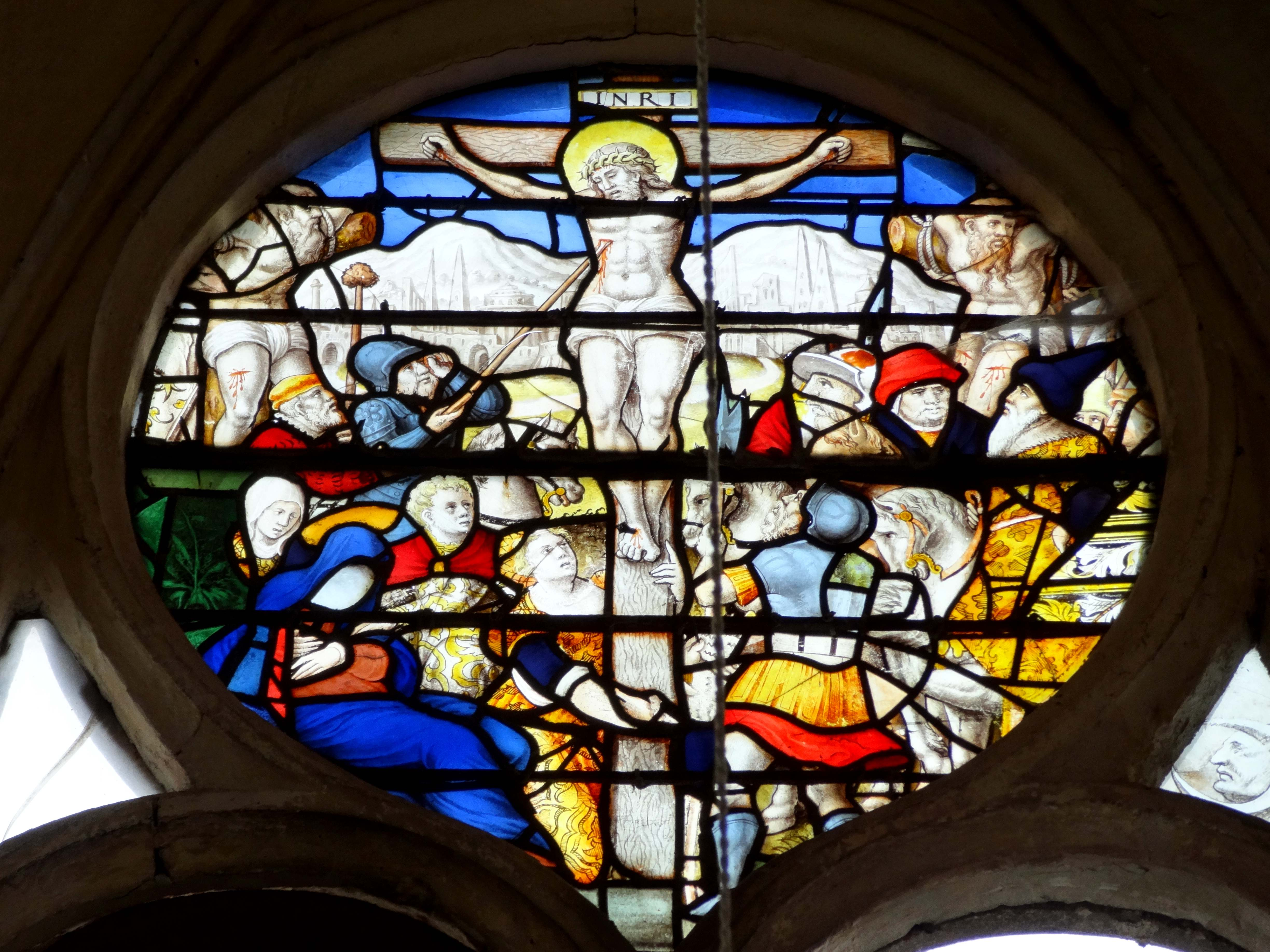
Verrière n° 0, tympan - le Christ en croix entre les deux larrons.

Après l'église Saint-Rémi d'Orrouy et l'église Saint-Rieul de Verrines (commune de Néry), l'église Saint-Denis possède le plus important ensemble de vitraux du XVIe siècle dans la vallée de l'Automne et ses vallées afférentes. L'année 1560 est considérée comme date limite. Un seul fragment est plus ancien et remontent au XVe siècle. L'ensemble est classé depuis janvier 1920, et a été restauré partiellement en 1921 et 1962, en omettant la verrière n° 1 déposée à Champs-sur-Marne depuis 1940.
- La baie n° 0, dans l'axe de l'abside, comporte deux lancettes aigües surmontées d'un oculus circulaire. Sa largeur est de 140 cm, et sa hauteur, de 420 cm, mais la moitié inférieure des lancettes ne comporte que des losanges de verre blanc. L'oculus conserve un vitrail encore complet, qui représente le Christ en croix entre les deux larrons, au moment que l'un des soldats lui porte le coup de grâce avec une lance (Jn 19,33-35), tandis que sainte Marie Madeleine enlace le pied du crucifix. La lancette de gauche contient, du haut vers le bas, tout un amas de décor d'architecture, puis de personnages et de vêtements, dont une femme assise vêtue d'un habit bleu. Seul un soldat est encore complet. Ses jambes se trouvent sur les deux panneaux d'en dessous. À côté d'un bourgeois, dont l'on n'aperçoit que la robe et les jambes, il s'est engagé sur un chemin à la poursuite d'une troisième personne en habit bleu, dont l'on n'aperçoit qu'un pied et un bout du manteau. La lancette de gauche se divise en deux registres. Les deux contiennent des fragments d'un arbre de Jessé, mais si le registre supérieur ne présente qu'une petite figure de prophète et un phylactère David au milieu de débris de verre de couleur et de bordures, le registre inférieur conserve la représentation presque complète d'un roi sur une branche d'arbre, entouré de fragments plus éloquents[22].
- La baie n° 2, dans le pan sud-est de l'abside, comporte deux lancettes en plein cintre et un tympan à trois compartiments. Elle mesure 110 cm de largeur et 420 cm de hauteur. C'est la dernière baie de l'église qui soit entièrement occupée par une verrière polychrome du XVIe siècle. Cependant, celle-ci n'est pas complète. Elle représente notamment un arbre de Jessé, mais Jessé lui-même manque. Tenant compte de la présence de plusieurs fragments du même sujet dans la verrière n° 0, et sachant que les personnages sont généralement au nombre de quatorze tout au moins, on est amené à conclure que les vitraux de la baie n° 2 occupaient initialement les baies n° 3 ou 4, qui sont plus larges. La verrière était déjà au même emplacement en 1926. C'est donc avant qu'elle a dû être mal remontée. Sur la lancette de gauche, on découvre, du haut vers le bas, Abijam (Abias), un roi accompagnée d'un phylactère vierge, Roboam, Salomon et David. Il y a une rupture entre les deux registres inférieurs. Bien que le roi David se trouve ici, avec sa harpe qui ne permet pas de se tromper, et accompagné d'un phylactère indiquant son nom, un phylactère analogue se trouve également sur la baie n° 0. Ce doublon doit résulter de l'erreur d'un restaurateur, et indique que celui-ci a dû entièrement repeindre certains phylactères. Sur la lancette de droite, figurent, toujours du haut vers le bas, Manassé, Joram, Asa, Jotham, Josaphat et un fronton d'architecture, qui est un bouche-trou sans aucun rapport avec le sujet. Au tympan, figurent le baptême du Christ et deux anges portant des instruments de la Passion (la colonne, la lance)[23].
- La baie n° 5, au chevet du collatéral nord du chœur, ne conserve comme unique vitrail qu'une Vierge à l'Enfant assise, dans le soufflet du tympan. Ce vitrail date du XVIe siècle. L'arrêté de classement le situe dans la baie n° 3. Le rédacteur du dossier de protection remarque : « Lors du passage de E. Rayon en 1926, il semble que cette Vierge se trouvait non pas dans une verrière de l'abside, mais dans la verrière du mur oriental du bas-côté nord de la nef ». C'est bien l'emplacement actuel qui est visé, car la nef n'a pas de bas-côté nord[24].
- La baie n° 6, au chevet du collatéral sud du chœur, contient deux petits vitraux, réunis dans le soufflet du tympan. Ils sont entourés de losanges de verre blanc. Le vitrail supérieur représente saint Maur, reconnaissable grâce à la légende « ST MOR », et datable du XVIe siècle. Le vitrail inférieur représente sainte Catherine, reconnaissable grâce à ses attributs habituels, et date du XVe siècle. Il est bichrome, et réalisée uniquement à la grisaille et au jaune d'argent. La sainte est entourée de rinceaux très denses sur fond noire. L'effet est très graphique. Ce vitrail est particulièrement remarquable, et apparaît comme une miniature indépendante, et non un fragment arraché à son contexte, bien qu'il ait dû être tronqué à sa bordure. L'arrêté de classement situe ces deux vitraux dans la baie n° 4. Le rédacteur du dossier de protection remarque encore : « Lors du passage de E. Rayon, en 1926, les deux figures étaient placées dans la fenêtre orientale du bas-côté sud de la nef ». Elles n'ont pas quitté cet emplacement depuis, une fois de plus mal spécifié, car le bas-côté sud de la nef n'a pas de fenêtre orientale[25].

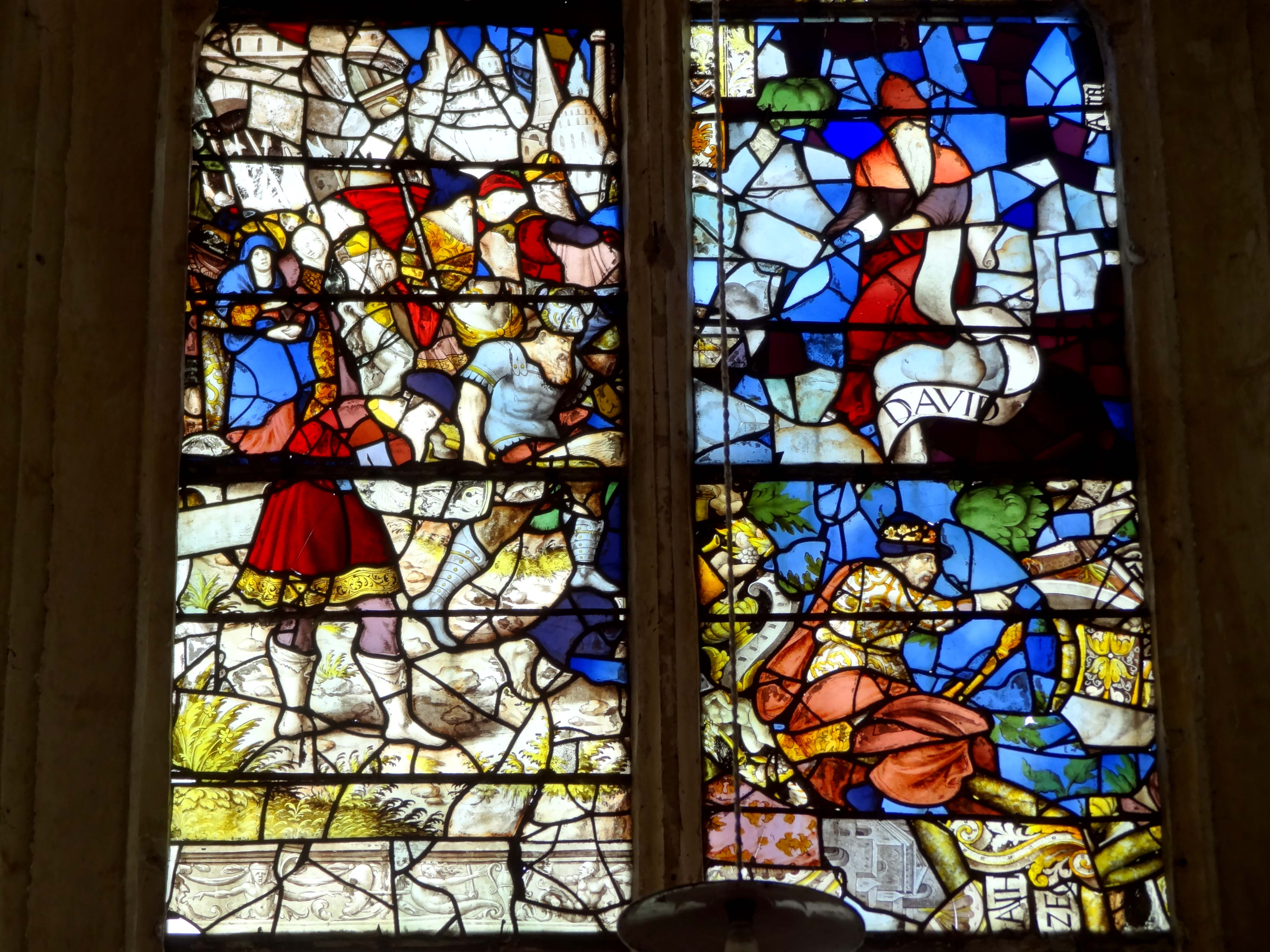
Verrière n° 0, vitraux des lancettes.
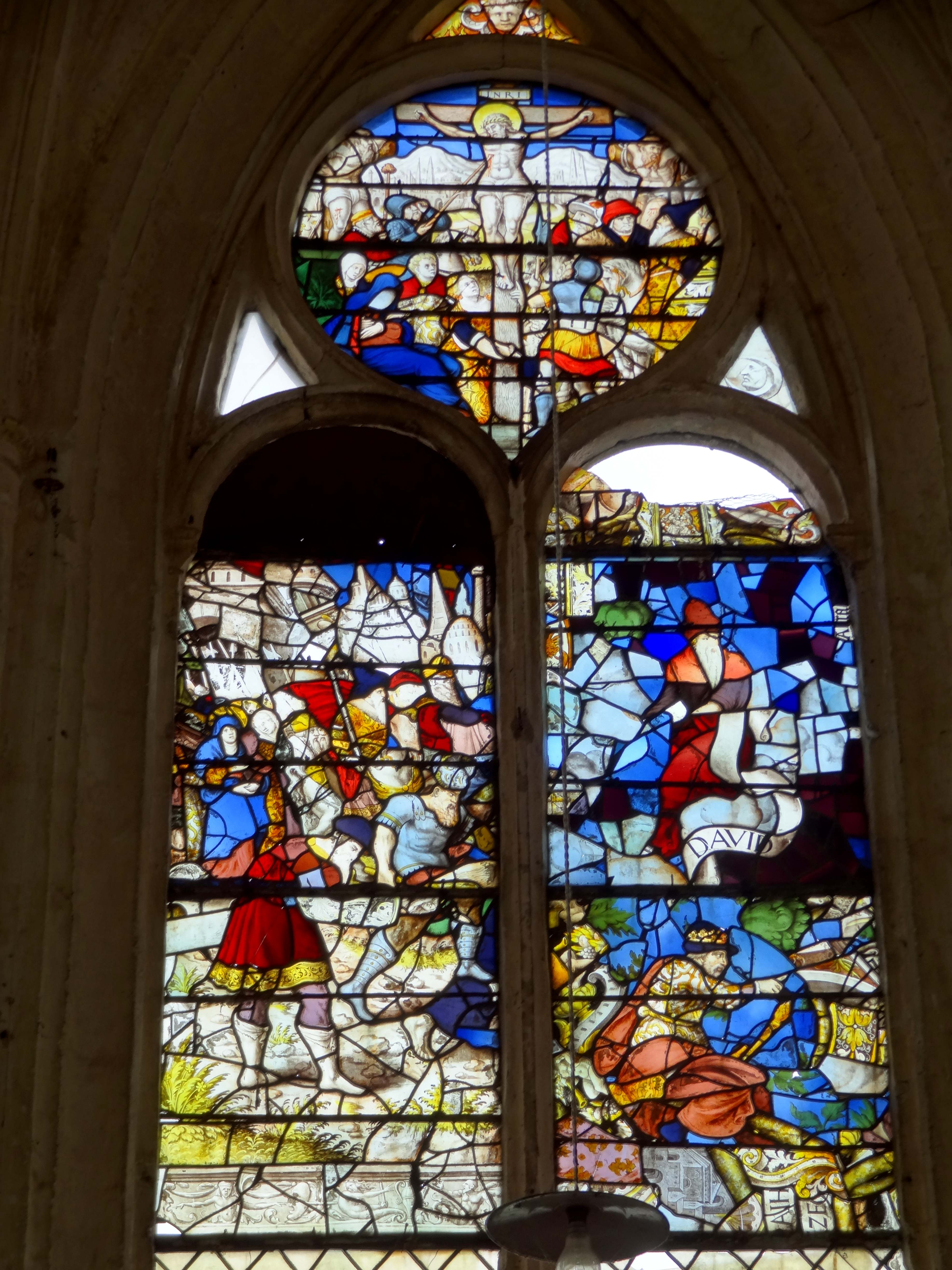
Verrière n° 0, vue d'ensemble des vitraux.
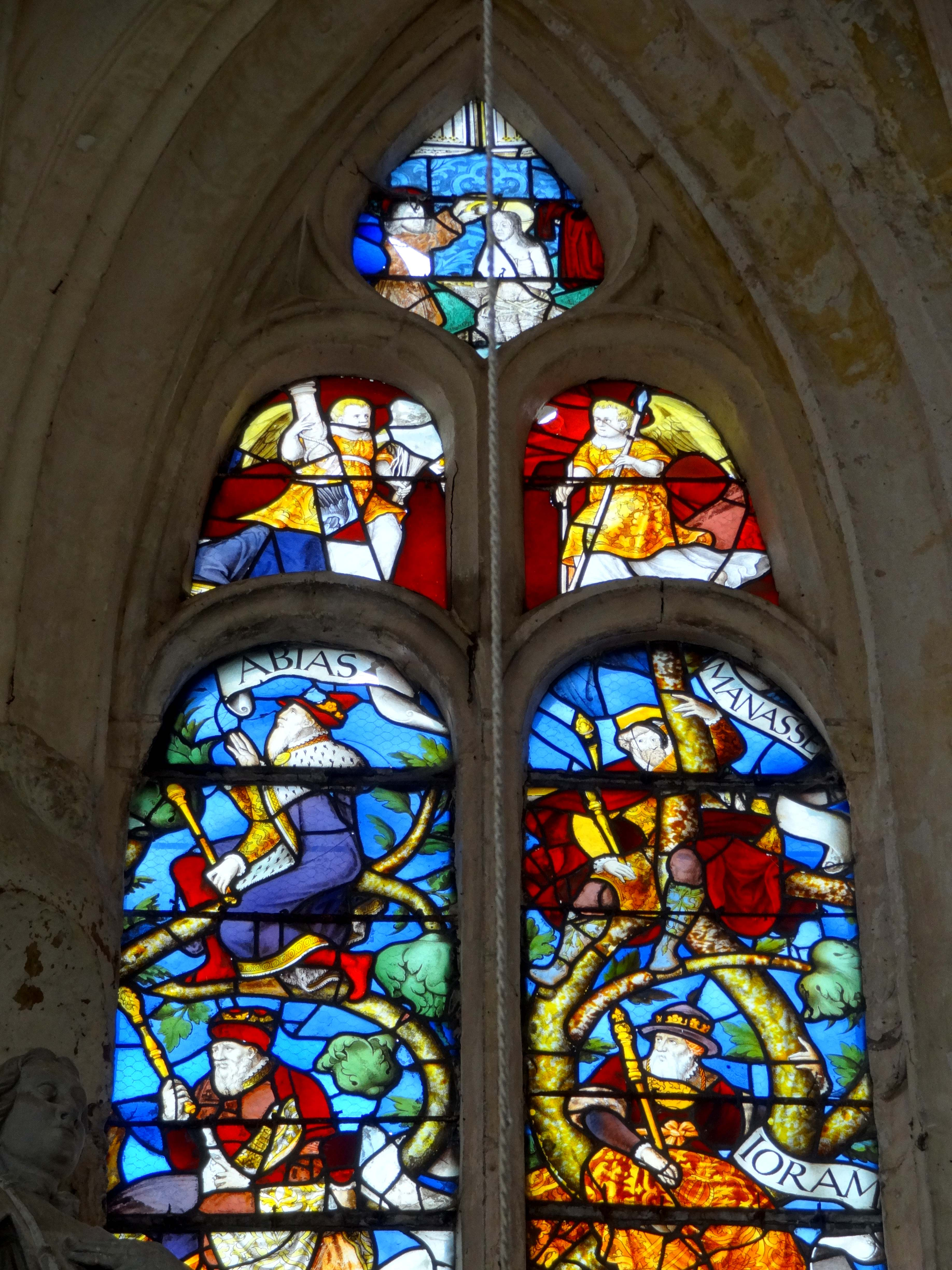
Verrière n° 2, tympan et registres supérieurs.
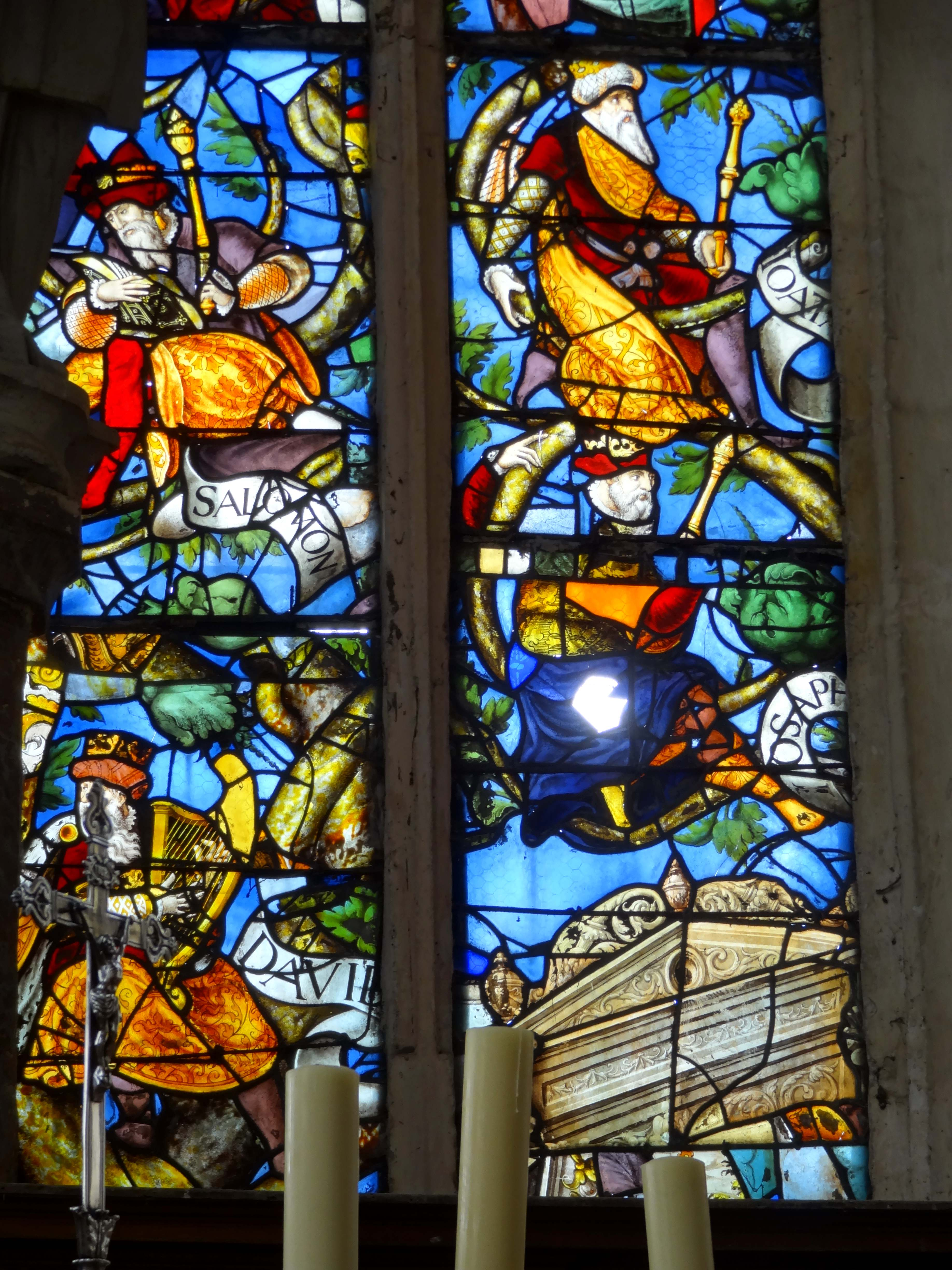
Verrière n° 2, registres inférieurs.
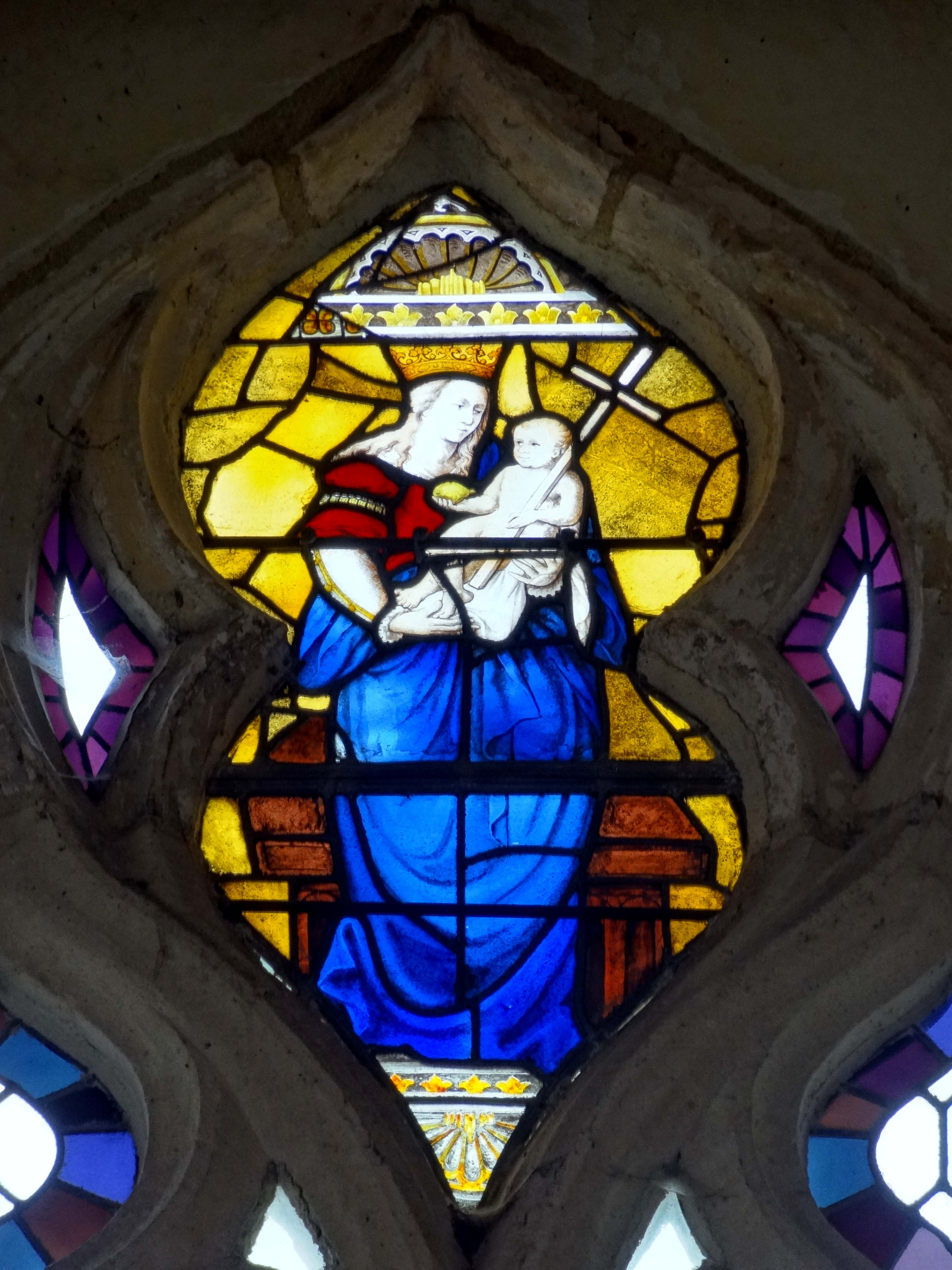
Verrière n° 5, tympan.
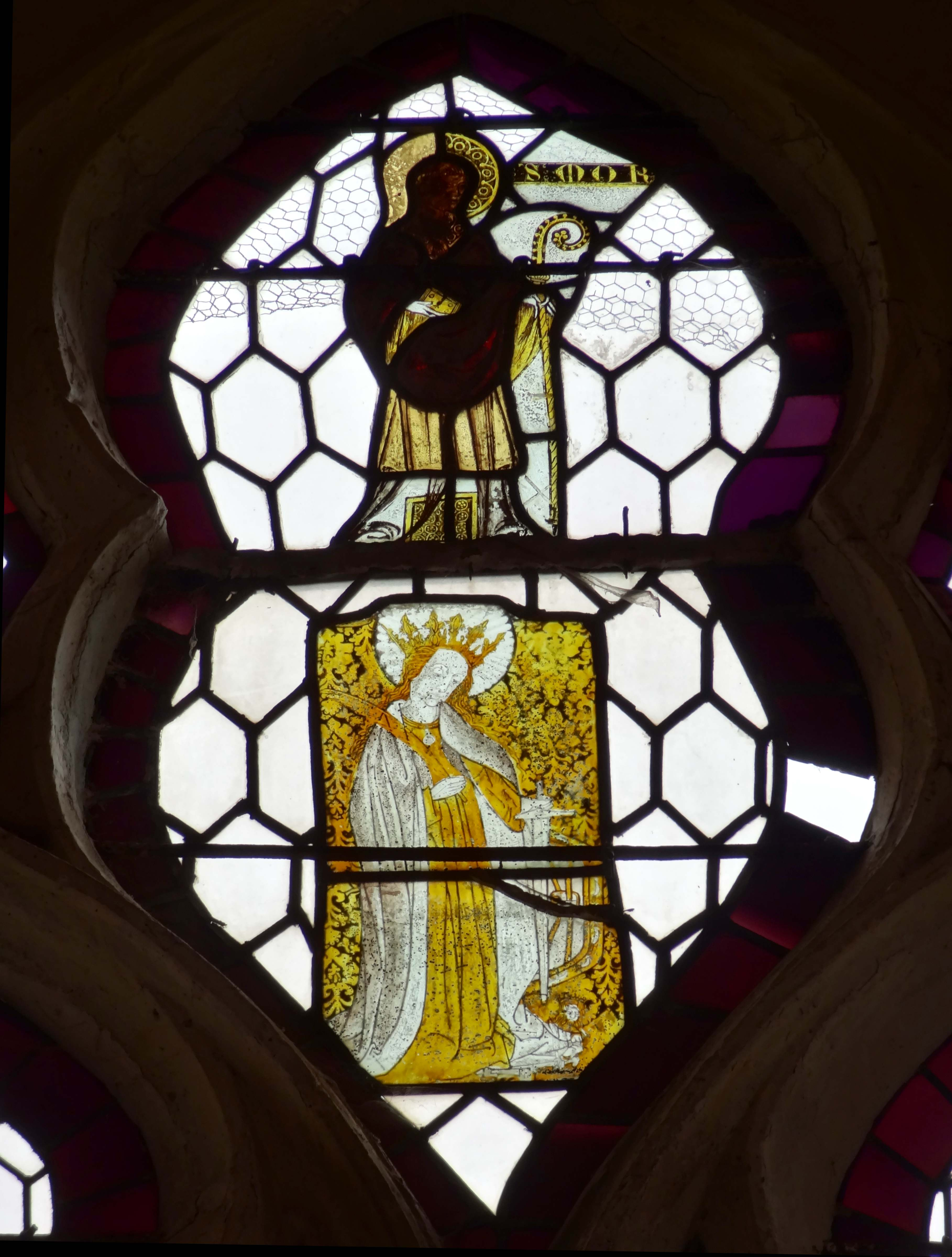
Verrière n° 6, tympan.